# الفتح الإسلامي للمغرب
الفَتْحُ الإسْلَامِيُّ لِلمَغْرِبِ أو الغَزْوُ الإسْلَامِيُّ لِلمَغْرِبِ، وفي بعض المصادر ذات الصبغة القوميَّة خُصُوصًا يُعرفُ هذا الحدث باسم الفَتْحُ العَرَبِيُّ لِلمَغْرِبِ، هو سِلسلةٌ من الحملات والمعارك العسكريَّة التي خاضها المُسلمون تحت راية دولة الخِلافة الراشدة ثُمَّ الدولة الأُمويَّة ضدَّ الإمبراطوريَّة البيزنطيَّة ومن حالفها من قبائل البربر، على مدى 66 سنة تقريبًا وانتُزعت على إثرها ولايات شمال أفريقيا الروميَّة الباقية من يد البيزنطيين ودخلت في دولة الإسلام نهائيًّا.
بدأت عمليَّات فتح المغرب في عهد الخليفة الراشد عُمر بن الخطَّاب، عندما فُتحت برقة وكانت تتبع ولاية مصر الروميَّة، وطرابُلس على يد الصحابي عمرو بن العاص. ولم يأذن عُمر للمُسلمين بالتوغُّل أكثر بعد هذه النُقطة، مُعتبرًا أنَّ تلك البلاد مُفرِّقة ومُشتتة للمُسلمين، كونها مجهولة وليس لهم عهدٌ بها بعد، ودُخولها سيكون مُغامرة قد لا تكون محمودة العواقب. وفي عهد الخليفة عُثمان بن عفَّان سار المُسلمون أبعد من برقة وفتحوا كامل ولاية إفريقية الروميَّة. توقفت حركة الفُتوح على الجبهة الأفريقيَّة الشماليَّة بعد مقتل عُثمان لانشغال المُسلمين في إخماد وتهدئة الفتن التي قامت بعد ذلك وطيلة عهد الإمام عليّ بن أبي طالب، ولم تستمر حركة الفُتوح والجهاد ضدَّ ما تبقَّى من مراكز القوى البيزنطيَّة في شمال أفريقيا إلَّا بعد قيام الدولة الأُمويَّة، فكانت في بدايتها حركة خجولة، ثُمَّ لمَّا ابتدأ العهد المرواني وهدأت أوضاع الخلافة الأُمويَّة نسبيًّا، وجد الخليفة الأُموي عبدُ الملك بن مروان مُتسعًا من الوقت لِيقوم بأعمالٍ حربيَّة في المغرب، فتابع المُسلمون الزحف غربًا طيلة عهده وعهد خلَفِه الوليد بن عبد الملك، حتَّى سقطت كامل بلاد المغرب بِيد المُسلمين، وانسحبت منها آخر الحاميات الروميَّة، وأطاعت كافَّة قبائل البربر وانطوت تحت جناح الرَّاية الأُمويَّة.
أقبل البربر على اعتناق الإسلام مُنذُ السنوات الأولى للفتح الإسلامي، وانضمَّ الكثير منهم إلى الجُيوش الفاتحة وشاركوا العرب في الغزوات والمعارك، ضدَّ الروم وضدَّ بني قومهم الذين لم يدخلوا الإسلام بعد، واستمرَّ البربر يدخلون في الإسلام تباعًا مع تقدم الفُتوحات، حتَّى انتهى أكثرهم إلى قُبول الإسلام، وبقيت قلَّة صغيرة على المسيحيَّة واليهوديَّة والوثنيَّة. كذلك، أثَّرت الفُتوحات في المغرب على ديمُغرافيا شبه الجزيرة العربيَّة، إذ فرغت بعض القُرى والبلدات في الحجاز واليمن من أهلها بعد أن هاجروا كُلهم للجهاد واستقرَّوا في البلاد المفتوحة حديثًا ثُمَّ التحقت بهم عائلاتهم، ومن أبرز هؤلاء بنو هلال القيسيّون. ومع مُرور الزمن، ونتيجة التثاقف والاختلاط طويل الأمد، استعرب الكثير من البربر، وبالأخص سكنة المُدن منهم، واستمرَّ قسمٌ آخر وبالأخص سكنة الأرياف يحتفظون بهويَّتهم القوميَّة الخاصَّة. وقد ظهرت عبر التاريخ الإسلامي للمغرب العديد من السُلالات الحاكمة البربريَّة التي حملت لواء الدفاع عن الإسلام والمُسلمين، مثل المُرابطين والمُوحدين، كما أصبح المغرب أحد مراكز الثقل الإسلامي في العالم.

## نُبوءة فتح المغرب في المُعتقد الإسلامي
يُؤمن المُسلمون بأنَّ الرسولَ مُحمَّداً تنبأ وبشَّر بِفتح المغرب قبل حُصول هذا الأمر بِسنواتٍ عديدةٍ، ووردت في ذلك عدَّة أحاديث، ومن ذلك حديثٌ رواه الإمام مُسلم بن الحجَّاج في صحيحه عن جابر بن سمُرة عن نافع بن عُتبة عن الرسول أنَّهُ قال: «تَغْزُونَ جَزِيرَةَ الْعَرَبِ فَيَفْتَحُهَا اللهُ، ثُمَّ فَارِسَ فَيَفْتَحُهَا اللهُ، ثُمَّ تَغْزُونَ الرُّومَ فَيَفْتَحُهَا اللهُ، ثُمَّ تَغْزُونَ الدَّجَّالَ فَيَفْتَحُهُ اللهُ»، ومن المعروف أنَّ المغرب كان جُزءًا من بلاد الروم. كذلك، تفرَّد المُؤرِّخ المغربي أبو العبَّاس أحمد بن خالد الناصري بِذكره نُبوءة مُخصصة تتناول فتح المغرب وحده في مُؤلَّفه حامل عنوان «الاستقصا لِأخبار دول المغرب الأقصى»، فأورد قصَّةً مفادها أنَّ الرسول مُحمَّدًا تنبَّأ بفتح المغرب وإسلام البربر واشتراكهم مع سائر المُسلمين في التمكين للدين الجديد، فقال أنَّه خلال خلافة عُمر بن الخطَّاب، وبعد تمام فتح مصر، أتى ستَّةٌ من البربر مُحلِّقين الرُؤوس واللحى إلى عمرو بن العاص وقالوا له أنهم رغبوا في الإسلام لأنَّ جُدودهم أوصوهم بذلك، فوجههم عمرو إلى عُمر في المدينة المُنوَّرة، ولمَّا أتوه تحدثوا معه عن طريق تُرجمان كونهم لا يعرفون العربيَّة، فسألهم: «مَن أَنْتُم؟»، قالوا: «نَحنُ بَنو مَازِيَغ»، فقال عُمر لِجُلسائه: «هَل سَمِعْتُمْ قَطّ بِهِؤُلَاء؟» فقال شيخٌ من قُريش: «يَا أَمِير الْمُؤمنِينَ هَؤُلَاءِ البَربَرِ مِن ذُرِّيَّة بِر بنُ قَيسٍ بنُ عِيلَان خرج مُغَاضِبًا لِأَبِيهِ وَإِخْوَتهِ فَقَالُوا "بِر بِر" أَي أَخذ الْبَريَّة»، فسألهم عُمر: «مَا عَلَامَتِكُم فِي بِلَادكُمْ؟» قالوا: «نُكْرِمُ الْخَيلَ وَنُهِينُ النِّسَاء»، فقال لهم عُمر: «أَلَكُم مَدَائِن؟» قالوا: لا، قال: «أَلَكُم أَعْلَامٌ تَهْتَدُونَ بِهَا؟» قالوا: لا. فقال عُمر: «وَالله لَقَد كُنْتُ مَعَ رَسُول الله ﷺ فِي بعض مَغَازيهِ فَنَظَرتُ إِلَى قِلَّةِ الْجَيْشِ وَبَكَيتُ فَقَالَ لي رَسُولُ الله ﷺ: "يَا عُمَر لَا تَحْزن فَإِنَّ الله سَيُعزُّ هَذَا الدّينَ بِقَومٍ مِنَ الْمَغرِبِ لَيْسَ لَهُم مَدَائِنُ وَلَا حُصُونٌ وَلَا أَسْوَاقُ وَلَا عَلَامَاتٌ يَهْتَدُونَ بِهَا فِي الطُّرُق"؛ فَالْحَمْد لله الَّذِي منَّ عَليَّ بِرُؤيَتِهِم».

## أوضاع المغرب قُبيل الفُتوحات الإسلاميَّة

### الوضع السياسي

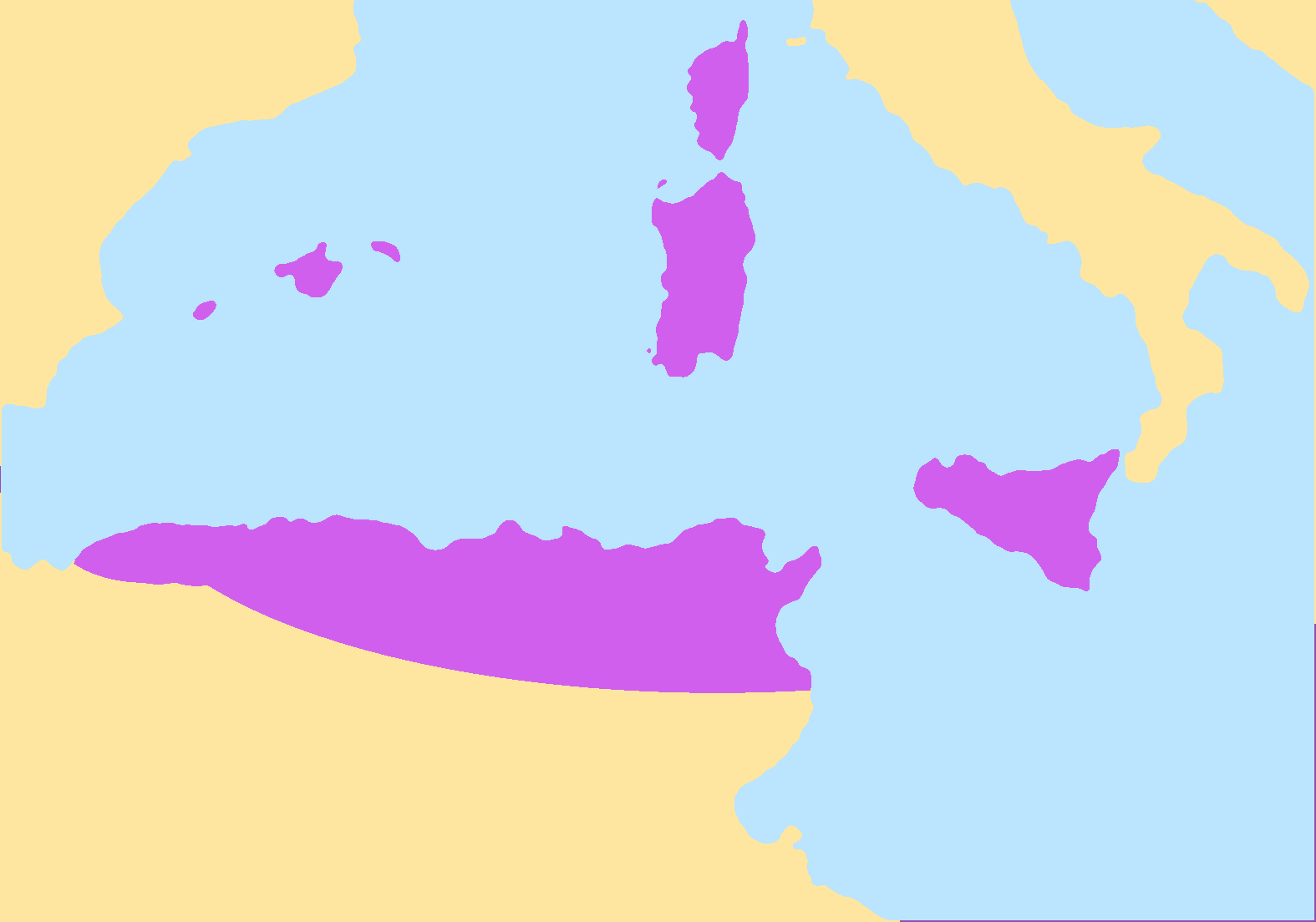
الحُدود التقريبيَّة لِمملكة الوندال في أقصى اتساعها حوالي سنة 476م.

كانت الأوضاع السياسيَّة في المغرب عشيَّة الفُتوحات الإسلاميَّة مُضطربة نتيجة القلاقل والحُروب التي نشبت على الأراضي المغربيَّة بين القبائل الجرمانيَّة النازحة من القارَّة الأوروپيَّة والبيزنطيين، وبين البيزنطيين والأهالي أنفسهم. فقد كانت شمال أفريقيا المغاربيَّة تُشكِّلُ جُزءًا من الإمبراطوريَّة الرومانيَّة مُنذ سنة 146 ق.م، عندما تمكَّن الرومان من اجتياح وإسقاط مدينة قرطاج خلال أواخر الحرب البونيقيَّة الثالثة، والقضاء على القُوَّة العُظمى الوحيدة في المنطقة القادرة على مُنافسة روما وعظمتها، مُحولين جميع المناطق المغاربيَّة التي كانت تتبع قرطاج إلى ولاياتٍ رومانيَّة نمطيَّة يحكم كُلٌ منها «برقنص» (باللاتينية: Proconsul) يتبع القيصر الروماني في عاصمة مُلكه، وكان عليه جباية الضرائب من السُكَّان وإخضاع أي تمرُّد ورد الاعتداءات عن حُدود ولايته. واستمرَّت المغرب خاضعةً للرُومان حتَّى سنة 435م تقريبًا، إذ حصل خلال تلك الفترة من التاريخ أن أخذت أحلاف القبائل الجرمانيَّة تتحرَّك من شمال أوروپَّا ووسطها على طُول الحُدود الشماليَّة والشرقيَّة للإمبراطوريَّة الرومانيَّة الغربيَّة على طول نهريّ الطونة (الدانوب) والراين، وتمكنت في النهاية من اقتحام أراضي الإمبراطوريَّة واحتلالها وتقاسُمها. وفي أثناء هذا التحرُّك الواسع اندفع حلف قبائل الوندال من الشمال إلى وسط أوروپَّا، ومنها إلى الغال، ثُمَّ إلى شبه الجزيرة الأيبيريَّة حيثُ استقرَّت فترة قصيرة من الوقت، ثُمَّ دفعتها قبائل جرمانيَّة أُخرى أهمها السويف والآلان إلى الجنوب، فاستقرَّت في الطرف الجنوبي من شبه الجزيرة الأيبيريَّة جنوبي نهر الوادي الكبير. وفي سنة 429م تقريبًا عبر الوندال إلى المغرب بِقيادة ملكهم گنسريك، وبلغت أعدادهم وفق بعض المصادر 80,000 شخص، ووفق مصادر أُخرى تراوحت بين 15,000 و20,000 شخص. ولم يحتل الوافدون الجُدد القطر المغربيّ كُلَّه، وإنَّما اقتصرت سيطرتهم على شمال ولاية إفريقية، وسواحل المغرب الأوسط، ومنطقة طنجة، وقد أقاموا في تلك المناطق حوالي القرن من الزمن محوا في أثنائه مُعظم آثار الرومان وحضارتهم في البلاد، وأدَّى هذا الاستقلال السياسي عن روما إلى تعاظم نُفوذ قبائل البربر خُصوصًا في المغربين الأوسط والأقصى، فكوَّن السُكَّانُ مجموعاتٍ مُبعثرةٍ انعدمت بينها الوحدة السياسيَّة.

المغرب وسائر أرجاء الإمبراطوريَّة البيزنطيَّة (بالبُرتُقالي الباهت) التي استردَّها القائد الكبير بيليساريوس لِلروم.

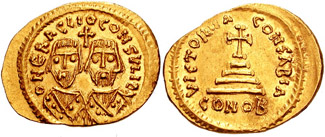
صرد ذهبي يظهر عليه نقشٌ للهرقلين الأب والابن (الإمبراطور لاحقًا)، حاكمَي إفريقية أواخر عهد القيصر فوقاس.

أدَّت غزوات الجرمان إلى انهيار الإمبراطوريَّة الرومانيَّة الغربيَّة وانتقال ميراثها العتيق إلى شقيقتها الشرقيَّة أو البيزنطيَّة. وعندما تولَّى عرش الإمبراطوريَّة البيزنطيَّة القيصر جُستنيان الأوَّل (527 - 565م)، أطلق حملةً دعاها «استعادة الإمبراطوريَّة» (باللاتينية: Renovatio Imperii) هدف من خلالها استعادة كافَّة الأراضي الغربيَّة للإمبراطوريَّة الرومانيَّة السابقة، وفي مُقدمتها إفريقية والمغربين الأوسط والأقصى. فأرسل حملةً عسكريَّةً كبيرة على رأسها القائد المشهور بيليساريوس في شهر أيلول (سپتمبر) 533م. وبعد قتالٍ عنيفٍ بين الروم والوندال تمكَّن بيليساريوس من القضاء على المملكة الونداليَّة واستعاد للروم إفريقية وما تيسر له من سواحل المغرب وُصولًا إلى سبتة. وقد حسب جُستنيان - بعد أن أنهى أمر الوندال في شهر كانون الأوَّل (ديسمبر) 533م - أنَّهُ يستطيع إحياء السُلطان الروماني القديم وما يتبعهُ من مظاهر حضاريَّة مثل تجديد المُنشآت الرومانيَّة من مُعسكرات وملاعب وحُصون وقلاع وكنائس، ولكن تبيَّن لهُ أنَّ زمان ذلك كُلَّه كان قد ولَّى بلا رجعة، فقد استقلَّ البربر في الداخل استقلالًا تامًا وأصبحوا لا يُدينون بالولاء إلَّا لقبائلهم وعشائرهم، وارتدَّ الكثيرون منهم عن المسيحيَّة، وتضامَّت صُفوف جماعاتهم القبليَّة لِصد أيَّ مُحاولةٍ روميَّة للتدخل في شؤونهم، وهُدمت أو انهارت الكثير من الآثار الرومانيَّة في بلادهم، وبالتالي اقتصر سُلطان البيزنطيين على ما كان لِقرطاج القديمة، وهو الساحل الشماليّ لِإفريقية وما جاورها من المناطق التي فتحها بيليساريوس. وفي السنوات القليلة التي سبقت الفتح الإسلامي، عيّن قيصر الروم الإمبراطور موريس أحد قادته العسكريين، ويُدعى هرقل، قائدًا أعلى على المغرب، برُتبة بطريرك، وكان ذلك سنة 600م. ثُمَّ حصل أن خُلع القيصر سالِف الذِكر وقُتل على يد أحد ضُبَّاطه الثانويين ويُدعى «فوقاس»، ثُمَّ تربَّع هذا على عرش الإمبراطوريَّة، وكان مُستبدًا غاشمًا تدهورت خلال عهده أوضاع الإمبراطوريَّة البيزنطيَّة بشكلٍ كبير، الأمر الذي دفع هرقل حاكم إفريقية إلى إعلان العصيان، ثُمَّ دبَّر مُؤامرة لِخلع الإمبراطور، وشجَّعهُ في ذلك موقف سكان شمال إفريقيا من البربر الذين أيّدوه نظرًا لِحُكمه العادل مُقارنةً مع باقي الحًكَّام السابقين، فأرسل ابنه هرقل الأصغر في حملةٍ بحريَّةٍ استولت على سالونيك، ومنها سار إلى القُسطنطينيَّة حيثُ قبض على فوقاس وقطع رأسه وتُوِّج إمبراطورًا سنة 610م. شهد المغرب في أيَّام الإمبراطور هرقل عصرًا من السَّلام لم يعرفه الأهالي من قبل، وتمتع البربر وهم الأكثرية في المنطقة بالكثير من الحُريَّة والاطمئنان، وعادت المسيحيَّة تتسرَّب إليهم.
وفي أواخر عهد هرقل عادت الاضطرابات لتنتشر في المغرب، من واقع مُحاولة الحُكومة البيزنطيَّة فرض مذهبها على كافَّة أطياف الشعب، فأخذ البربر والأفارقة يلتفون حول بطاركتهم للدفاع عن عقيدتهم ضدَّ الإمبراطوريَّة، وانتهى الأمر بأن نهض أحد القادة والقساوسة يُسمَّى جرجير، واستقلَّ عن الدولة وحكم مُستعينًا ببقايا جُند الروم وجُندٍ بربريٍّ مُرتزق، وضرب العملات باسمه واتخذ من قرطاج عاصمةً له، ثُمَّ تركها وانسحب إلى الداخل وتحصَّن في سُبيطلة خوفًا من أي هُجومٍ روميٍّ مُحتمل. أمَّا في بقيَّة بلاد المغرب فقد تحرَّر البربر من سُلطان الروم وتلاشت المسيحيَّة من دواخل بلادهم للمرَّة الثانية. وفي تلك الفترة كان المُسلمون قد فتحوا الشَّام ومصر وأخذوا يستعدون للسير إلى برقة، وهي مدخل المغرب.

### الوضع الإداري
قسَّم الرومان المغرب إلى عدَّة ولايات مُنذ أيَّام إمبراطوريتهم العُظمى، فكانت أدنى ولاياتهم المغربيَّة هي ولاية كريت وبرقة (باللاتينية: Creta et Cyrene)، وقد تأسست سنة 20 ق.م واستمرَّت حتَّى سنة 297م عندما قُسمت إلى مُقاطعتين هي: ليبيا الدُنيا (باللاتينية: Libya Inferior)، وليبيا القُصوى أو برقة (باللاتينية: Libya Superior)، وابتداءً من سنة 370م أُلحقت تلك المُقاطعتين بِأبرشيَّة مصر، التي كانت تابعةً بِدورها إلى ولاية الشرق الإمبراطوريَّة وفق ما نصَّت عليه وثيقة الكرامات العرضيَّة (باللاتينية: Notitia Dignitatum). تجاورت برقة مع مُقاطعة طرابُلس (باللاتينية: Tripolitania) بدايةً، وكانت تتبع ولاية إيطاليا الإمبراطوريَّة (باللاتينية: Praefectura Praetorio Italiae)، وفي وقتٍ لاحق أُلحقت بِأبرشيَّة إفريقية، مع استمرار تبعيَّتها إلى ولاية إيطاليا. وعُرفت المنطقة التي تقع جنوبي طرابُلس باسم «فزَّان»، ولم يكن للروم سيطرة مُباشرة عليها نظرًا لكونها صحراويَّة وجبليَّة وعرة بأكثر نواحيها، تتخللها بضع واحاتٍ ومُستوطنات. أمَّا أقصى المغرب فقُسم إلى مُقاطعتين: موريطنية القيصريَّة، وكانت تتبع أبرشيَّة إفريقية كذلك، وموريطنية الطنجيَّة التي كانت تتبع أبرشيَّة هسپانيا.
وبعد أن استردَّ البيزنطيّون إفريقية وما تلاها من بلاد من الوندال، أفردها الإمبراطور جُستنيان بِنظامٍ خاصٍ دقيقٍ من بين أنظمة سائر الولايات، وكان نظامه هذا ينطوي على الكثير من الحرص من أهلها ويرمي إلى جعلها موردًا من موارد المال والمؤونة للدولة، فلم تكد بشائر استعادتها ترد عليه حتَّى رفع إفريقية إلى مصاف ولايات الدولة الكُبرى، وأقام على حُكومتها عاملًا مدنيًّا لا عسكريًّا، وأصبحت حُدودها تمتد من برقة شاملةً طرابُلس الغرب وحوض مجرد وجبال الأوراس، ثُمَّ تأخذ في الاقتراب من الساحل حتَّى تنتهي عند طنجة وسبتة. أمَّا في الجنوب فقد شملت سهل مجرد وهضبة الأوراس وُصولًا إلى تبسة ومسكولا وتمجاد ولمبيزة وطبنة والمسيلة. وأقدم جُستنيان على تقسيم البلاد إلى سبعة أقسامٍ إداريَّة جديدة هي: الولاية القُنصليَّة (شمال الجُمهوريَّة التُونُسيَّة المُعاصرة)، والولاية الداخليَّة (بيزاسيوم)، وولاية طرابُلس، وولاية نوميديا، وولاية مُوريطنية الأولى (كلاهُما في شمال الجزائر المُعاصرة)، وولاية مُوريطنية الثانية (شمال المملكة المغربيَّة المُعاصرة)، وسردانية. وقد امتدَّ سُلطانُ الإمبراطوريَّة في أوَّل الأمر إلى أبعد من هذا الحد الرسمي، فدخل في طاعتها نفرٌ من بدو البربر الضاربين على حُدود الصحراء الكُبرى، وأُقيمت المحارس على طُول الرباط الأخير لكي تضمن طاعة هؤلاء للدولة وترد عنها أذاهم، ولكنَّ سُلطانها أخذ يضعف شيءًا فشيئًا، فأخذت تنسحبُ إلى الشمال، حتَّى لم يبق من أملاكها آخر الأمر إلَّا ساحلٌ ضيِّق وبضع محارس حصينة في الداخل، مثل تبسة وسُبيطلة، واحتلَّ البربر ما خلا ذلك من حُصون. وكانت برقة البيزنطيَّة لا تكاد تعدو مدائنها الخمس، وكذلك طرابُلس. وكان جُستنيان قد جمع لِحاكم إفريقية كُل السُلطات، فكان هذا الحاكم يحمل من تبعات الحُكم فوق ما يُطيق، وكان مُثقلًا بالألقاب وشارات الشرف، يُرافقهُ جيشٌ من المُوظفين ويحف به الأتباع والخدم، وأُطلقت يده في كُل شيء حتَّى بلغ من اتساع سُلطته أنَّ كُتَّاب ذلك العصر أعوزهم اللفظ الذي يُعبرون به عن مقدار السُلطة التي كان يتمتَّع بها ذلك الحاكم. وقُبيل الفتح الإسلامي ببضع سنوات، أجرى الروم تغييراتٍ جديدة على التقسيمات الإداريَّة للمغرب، فاقطُتعت طرابُلس وبرقة من إفريقية ودُمجتا مع مصر مُجددًا، ودُمجت المُوريطنيَّتان السابقتان تحت اسم «موريطنية الأولى»، ودُمجت مدينة سبتة مع مُدن ولاية إسپانية (جنوب شبه الجزيرة الأيبيريَّة) وجُزر البليار لِتُشكِّل ولاية «موريطنية الثانية».

### الوضع الاقتصادي

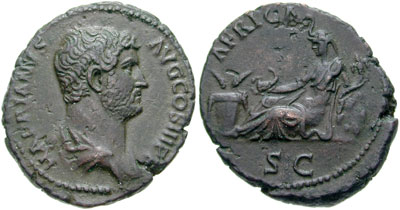
قطعة نقديَّة رومانيَّة ضُربت سنة 136م تحتفي بِولاية إفريقية، ويظهر على وجهها نقشٌ لِوجه الإمبراطور هادريان، وعلى خلفيَّتها تجسيدٌ لِإفريقية بِهيئة امرأة تضع على رأسها لباسًا عبارة عن رأس فيل.

كان اقتصاد الولايات والمُقاطعات المغربيَّة البيزنطيَّة يقوم على الزراعة، وشكَّلت إفريقية أغنى أقاليم المغرب من حيثُ الموارد الزراعيَّة، كما كانت أكثرها سُكَّانًا وعُمرانًا، وأرقاها حضارةً، إلَّا أنَّ أغلب المزارع الكُبرى، كانت مُلكًا لِأرُستقراطيين روم، وكان الأهالي المغاربة يعملون في تلك المزارع ولا
ينالون حُقوقهم. أمَّا الفلَّاحون المغاربة، فلم تكن لهم أراضي واسعة، ثُمَّ إنهم أُثقلوا بالضرائب المُتنوعة التي فُرضت عليهم من قِبل الحُكومة المركزيَّة في القُسطنطينيَّة. فقد كان الحاكم البيزنطيّ مُكلفًا بأن يجمع من الولاية مالًا طائلًا، لأنَّ الأباطرة المُتلاحقين كانوا يرغبون بِترويم هذه المنطقة (صبغها بالصبغة الروميَّة) بِأسرع وقتٍ مُمكن لِضمان ولاء أهلها للإمبراطوريَّة، لِسُهولة إمكانيَّة استقلالهم وخُروجهم عن الطاعة بِسبب بُعد الولاية عن مركز الحُكم، إضافةً إلى الاستعانة بِمواردها، كما بموارد سائر الولايات، لِتعويض ما ينضب من موارد الدولة بِسبب الفُتوحات والحُروب في أوروپَّا وآسيا. وكان على الحاكم كذلك أن يُرسل إلى العاصمة في كُلِّ سنة عددًا من السُفن المُحمَّلة بالغلال لِغذاء أهل القُسطنطينيَّة، ولِهذا كان لا بُدَّ من عددٍ كبيرٍ من المُوظفين لِتحصيل هذه الضرائب كُلها، فكان العبء ثقيلًا على الولايات المغربيَّة الفقيرة، وحتَّى على إفريقية التي كانت أغناها، وقد قدَّر المُؤرِّخ والباحث الفرنسي شارل ديل مُرتبات الموظفين الروم وحدها بما يُقابلها من الفرنكات الفرنسيَّة سنة 1898م، فقال أنها كانت تبلغ 10,299,737 فرنكًا، وقدَّرها الباحث والمُؤرِّح المصري حُسين مُؤنس سنة 1947م بِحوالي نصف مليون جُنيه مصري، وهذا بدون احتساب ما يُرسل لِخزينة الإمبراطور الخاصَّة وما يُدفع لِرُؤساء البربر وما يُجمع من القمح، وأيضًا دون تقدير نفقات الجيش البيزنطي المُرابط في المغرب من سلاحٍ ودُروعٍ وملابس وغذاء وصيانةً للمباني والحُصون والأسوار ودور الصناعة. وقد انتشر المُوظفون البيزنطيون من عاصمة الولاية إلى الأرياف، فضمَّت كُل مدينة فرقة منهم، وقام في كُل قرية مُوظفٌ واحد. ولمَّا كانت الأعباء الماليَّة ثقيلة على هذه الصُورة، فلم يكن بِإمكان الحاكم التفرُّغ للقيام بِشُؤون الحُكم الأُخرى ومُراعاة مصالح المحكومين، انصرف جُهد الحُكومة كُلَّه إلى جمع المال، ومن البديهي أن تعجز الولاية عن النُهوض بذلك العبء الثقيل، فلجأت الحُكومة إلى أخذ السُكَّان بالعُنف للحُصول على مالها بالضغط والإرهاق، فاشتطَّت مع رعاياها اشتطاطًا بالغًا، فلم يجد هؤلاء بدًا من ترك مزارعهم ومتاجرهم والنجاة بأنفُسهم واحتراف اللُصوصيَّة وقطع الطُرق والاعتداء على الآمنين. كان نظام الضرائب في إفريقية البيزنطيَّة يدُلُّ على استقصاءٍ مُنظَّمٍ شامل لِكُل موارد البلاد، فتتبَّع المُشرِّع الرومي الثروة الخاصَّة في كُل ناحية وأثقلها بالمال، ففُرضت على المُمتلكات العقاريَّة ضريبتا الدخل والرأس، وقُدِّرت الفُروض المُختلفة على الزراعة والتجارة والجمارك والملاحة، وبلغ من اهتمام الحُكومة بالضرائب أن كان خُمسا المُوظفين مُختصين بالتحصيل وأكثر من النصف يقومون بِشُؤون المال. وقد كان معقولًا أن يصلح هذا النظام في ولايةٍ غنيَّةٍ كمصر تكفي مواردها لِسد المطالب الحُكوميَّة كُلها، أمَّا إفريقية الفقيرة فلا قِبل لها بِذلك.

### الوضع الديني

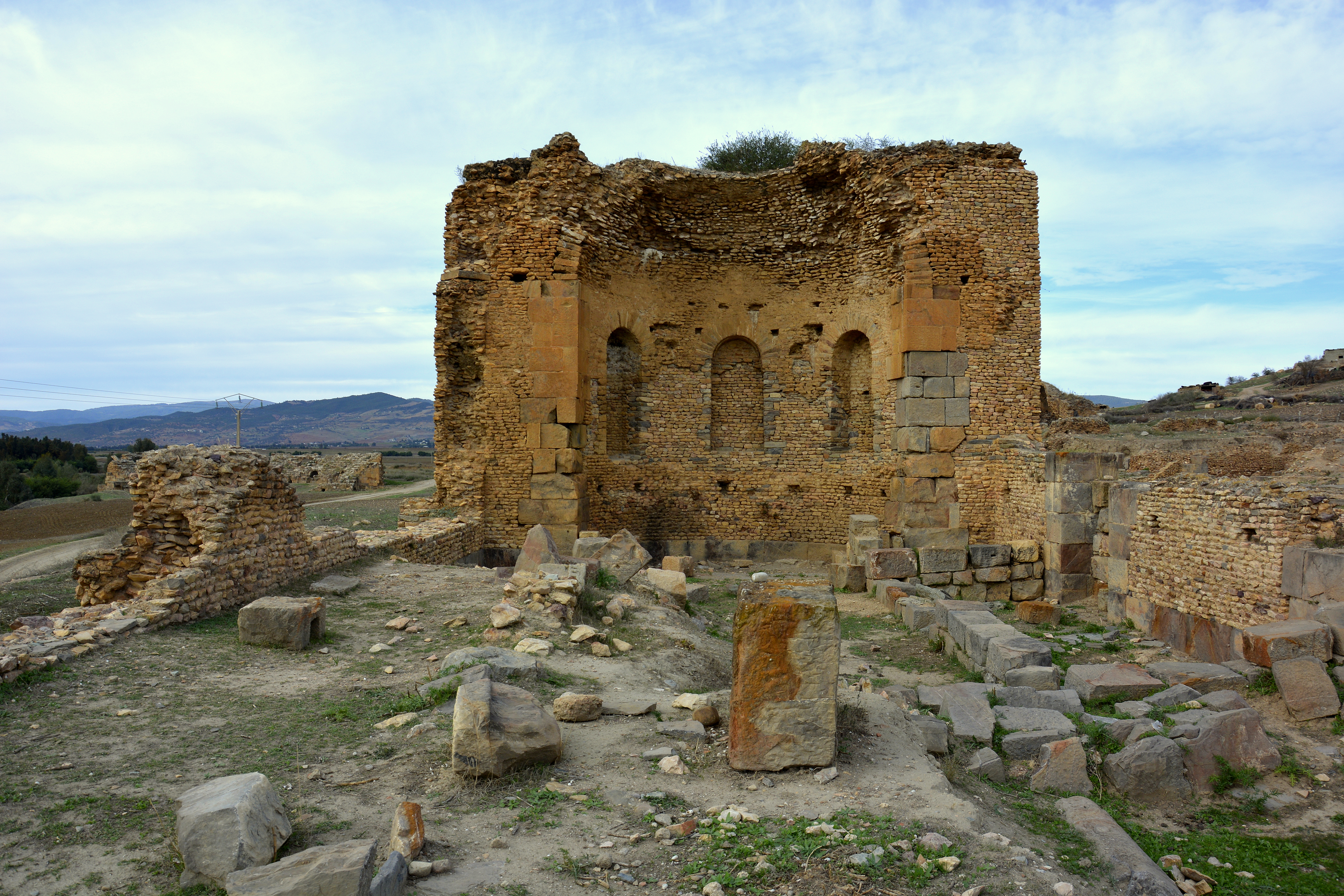
أطلال إحدى الكنائس البيزنطيَّة القديمة في تُونُس.

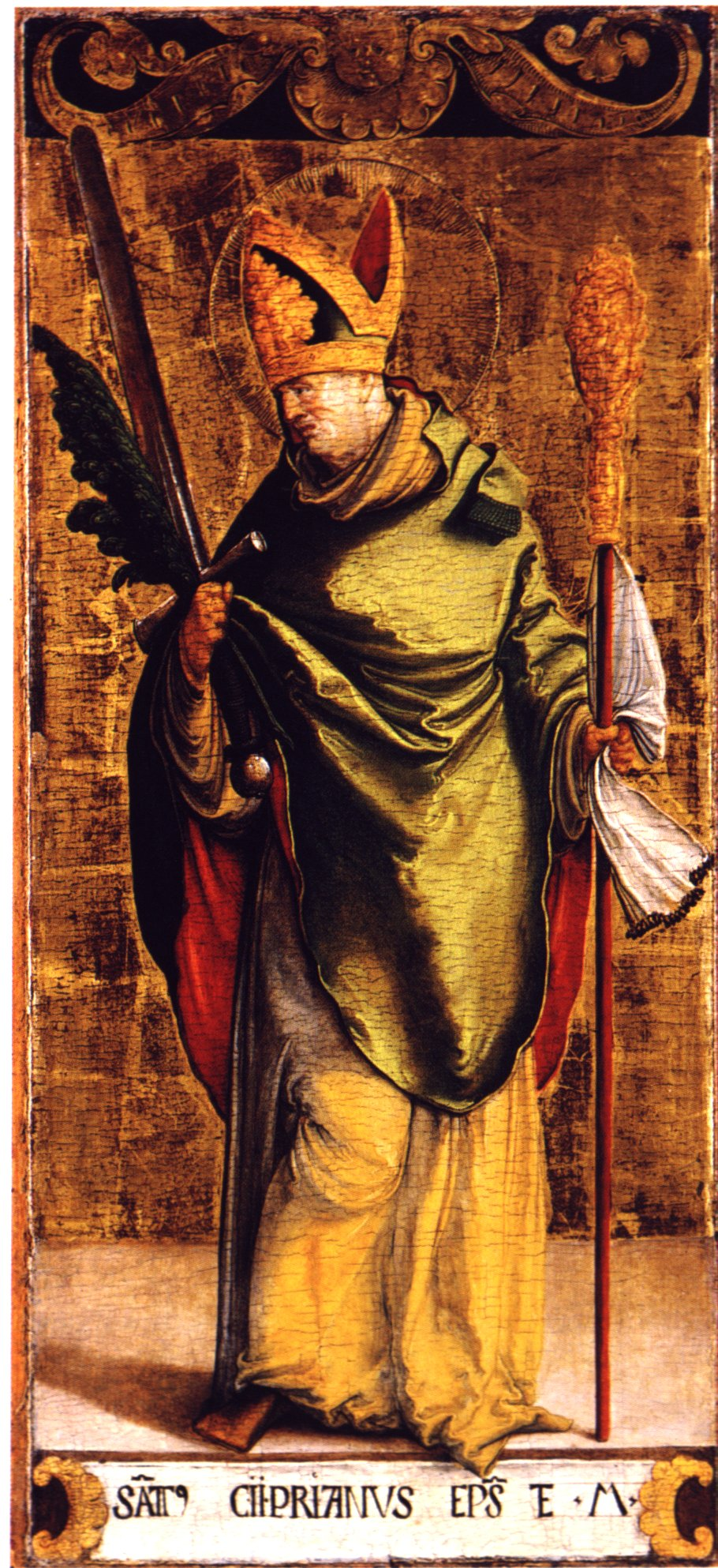
رسمٌ تخيُليّ للقدِّيس قبريانوس القرطاجي، مُؤسس الكنيسة الإفريقيَّة.

كان المغرب أحد أكثر بلاد الإمبراطوريَّة البيزنطيَّة تنوعًا من حيثُ الدين، فكان قسمٌ من سكَّانه، وأغلبهم من البربر، وثنيين يعبدون عدداً من الآلهة أو عناصر الطبيعة، مثل: السماء، والشمس، والقمر، والنار، والبحر، والجبال، والكهوف، والغابات، والأحراش، والوديان، والأنهار، والأحجار، والأصنام، كما أظهروا تأثرًا ببعض المُعتقدات المصريَّة القديمة، فكانوا يُقدسون بعض الحيوانات ويشربون دمائها للحُصول على قوتها الروحيَّة، ويُقدمون القرابين لِبعض تلك الظواهر والكائنات، كما آمنوا بالشعوذة، واعتقدوا في بركة بعض الأشخاص، وهو ما أكَّد عليه ابن خلدون. ويذكر ابن أبي زرع أنَّ بعض قبائل منطقة فاس كان لهم بيتُ نار، مما يعني أنَّ المجوسيَّة كانت معروفة بين بعض البربر. كذلك كان لِبعض قبائل ودان صنمٌ من حجارة مبني على ربوة يُسمَّى «كرزة»، يُقربون لهُ القرابين ويستشفون به من أدوائهم ويتبرَّكون في أموالهم.
إلى جانب المُعتقدات الدينيَّة البدائيَّة، عرف المغرب الديانتين السماويتين السابقتين على الإسلام. فالأفكار اليهوديَّة دخلت مُنذ وقتٍ مُبكرٍ مع الفينيقيين على الأرجح، ثُمَّ مع المُهاجرين اليهود أيَّام الاضطهاد الروماني. والظاهر أنها انتشرت في بعض القبائل إلى جانب المُعتقدات المحليَّة. أمَّا المسيحيَّة، فقد أخذت بالانتشار أولًا بين الأفارقة في برقة وطرابُلس وإفريقية ابتداءً من القرن الثاني الميلادي، وكان أوَّل أقاليم المغرب دُخولًا في المسيحيَّة إقليمُ برقة، وكان للمسيحيَّة فيها تاريخٌ طويل هو جُزءٌ من تاريخ المسيحيَّة في مصر، ثُمَّ انتشرت في إفريقية، وأصبحت هذه الأخيرة من مراكزها الرئيسيَّة، وقامت فيها الكنائس وامتدَّت بِصُورةٍ سطحيَّةٍ على طول الشريط الساحلي في المغربين الأوسط والأقصى حتَّى طنجة. وبدأ تنظيم الكنيسة الإفريقيَّة في مُنتصف القرن الثالث الميلاديّ على يد القدِّيس قبريانوس القرطاجي، وانتشرت المسيحيَّة بين كثيرٍ من أهالي البلاد الذين كانوا يلتمسون المبادئ التي تُحقق لهم ما يصبون إليه من سيادة العدل والإنصاف. وقد تعارضت التعاليم المسيحيَّة مع المفاهيم الرومانيَّة القائمة على تأليه الأباطرة وعبادتهم إلى جانب آلهة روما، واستشعرت الإمبراطوريَّة بالخطر لمَّا رفض النصارى الالتحاق بالجيش الروماني والمُشاركة في حُروب الدولة، فقام الإمبراطور ديكيوس وطلب في سنة 250م من جميع رعاياه أن يُعلنوا عن وطنيَّتهم بإعلانهم التمسُّك بالديانة الوطنيَّة والتنصُّل من كُل العبادات الأُخرى وخاصَّةً المسيحيَّة والمانويَّة. فترك الكثيرُ من النصارى المغاربة ديانتهم حتَّى قال القدِّيس قبريانوس كلمتهُ المشهورة: «لَقَد كَانَ عَدَدَهُم أَكثَرُ مِن قُوَّةِ إِيمَانِهِم». واضطهدت الإمبراطوريَّة النصارى وعطَّلت كنائسهم وصادرت مُمتلكاتهم، وانتهى الأمر بِإعدام القدِّيس قبريانوس بِقطع رأسه. وعلى عهد دقلديانوس اشتدَّت الدولة ضدَّ المسيحيين الذين تشبثوا بدينهم، وقاموا بِما يُشبه العصيان المدني، وقاوموا الإمبراطوريَّة بِشراسةٍ وعناد، حتَّى أنَّ الكنيسة أعلنت حرمان من يُلقي السلاح من رحمتها. ورُغم أنَّ الكنيسة نجحت في تنظيم نفسها وفي الصُمود بوجه الاضطهادات الرومانيَّة، إلَّا أنها بقيت مقصورةً على سواحل المغرب ولم تصل إلى القبائل الضاربة في بوادي وجبال المغرب الأقصى.

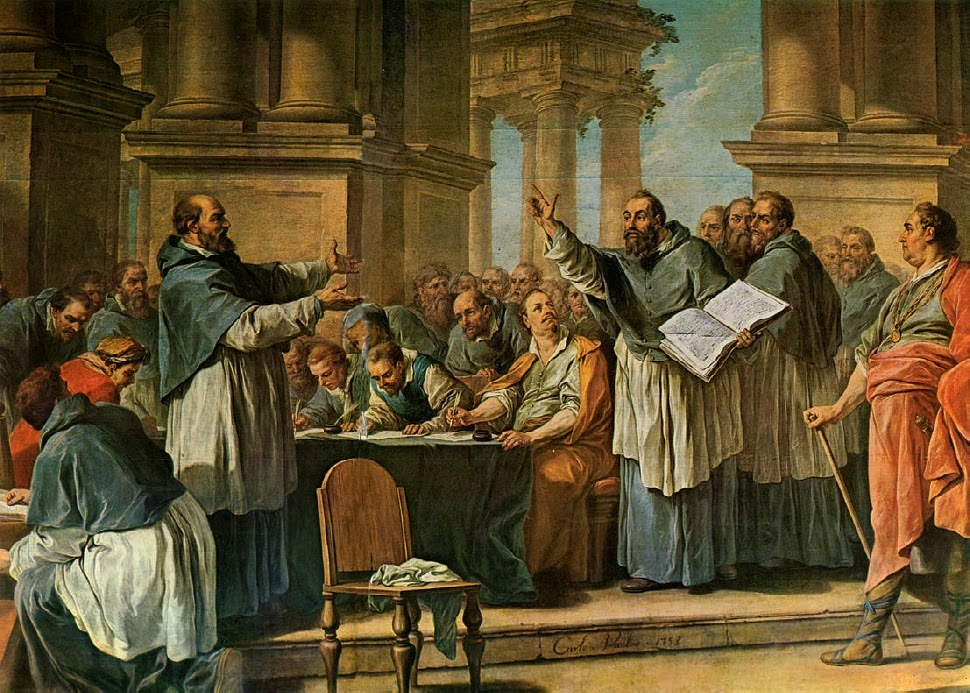
لوحة بِريشة الرسَّام الفرنسي شارل أندريه ڤان لو تُصوِّر القدِّيس أوغسطين يُجادل دونات الكبير مُؤسس الدوناتيَّة.

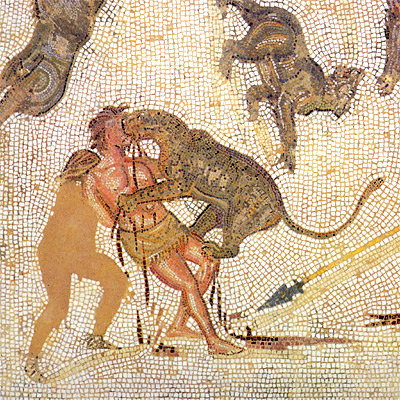
لوحة فُسيفسائيَّة تُصوِّرُ إلقاء أحد الأسرى الدوناتيين إلى النُمور كي تفترسه، عقابًا لهُ على اعتناق مذهب مُخالف للمذاهب النصرانيَّة المسموح بها في الإمبراطوريَّة، في إشارةٍ إلى ما عاناهُ أتباعُ بعض المذاهب المسيحيَّة في المغرب قبل الفتح الإسلامي.

وعرفت الكنيسة المغربيَّة إنقسامًا خاصًا بها، هو المذهب الدوناتي - نسبةً إلى صاحبه دونات الكبير، أسقف الوطنيين، الذي أعلن عدم الاعتراف بأي كاهنٍ مهما علت مرتبته طالما كان مُستكينًا وراضخًا للسُلطات الإمبراطوريَّة، وطلب الاستشهاد في سبيل ذلك واستجاب لهُ كُل السَّاخطين على الإمبراطوريَّة وخاصَّةً من طبقات الكادحين.
وعندما أصبحت المسيحيَّة الديانة الرسميَّة للإمبراطوريَّة أيَّام قُسطنطين الأوَّل، وقف هذا الأخير ضدَّ الدوناتيَّة واعتبرهم خارجين عن القانون. وترتَّب على تحالف الإدارة والكنيسة ضدَّ المذهب الدوناتي أن أصبح المذهب رمز المُقاومة الشعبيَّة، وازداد انتشاره بِزيادة انتشار الفقر والبُؤس بين الأهالي الذين ثاروا ضدَّ الحُكومة والطبقة الغنيَّة، ودعوا إلى المُساواة. وحاولت الحُكومة مُجادلة أصحاب هذا المذهب، فكان القدِّيس أوغسطين ألد أعدائه، حيثُ شهَّر به وهاجم أساليبه العنيفة، وأباح للدولة استعمال العنف ضدَّ أصحاب هذا المذهب لِكسر شوكتهم وإعادتهم إلى حظيرة الكنيسة النيقيَّة. لكنَّ النتيجة جاءت عكسيَّة، إذ تحالف الكادحون والفُقراء مع الدوناتيَّة، واستمرَّ الصراع إلى وفاة دونات سنة 355م، واتخذ شكل الثورة الوطنيَّة في طرابُلس ونوميديا إلى سنة 375م. وبعد وفاة دونات استمرَّ أوغسطين في مُحاربة المُنشقين عن الكنيسة الوطنيَّة والهراطقة حتَّى انتصرت الكنيسة الإفريقيَّة على أعدائها، على أنَّ الدوناتيَّة استمرَّت بعض جماعاتها إلى القرن السَّادس الميلاديّ. وعندما وقعت بلادُ المغرب تحت حُكم قبائل الوندال الجرمانيَّة، ابتدأ فصلٌ جديد من فُصول الصراع الدينيّ، فقد فرض الوندال على الناس مذهبهم الآريوسي الذي يقول بطبيعة المسيح البشريَّة، واضطهدوا النصارى النيقيين وصادروا أملاك الكنيسة وأموالها وحوَّلوها إلى الآريوسيين.
ولمَّا استعاد الروم البلاد المغربيَّة من الوندال، أخذت الدولة تعمل على حسم الخلافات الدينيَّة، فاستعاد البيزنطيّون الكنائس المُغتصبة، وثأروا من الآريوسيين أشد الثأر، واضطهدوا الدوناتيَّة وكذلك اليهود، ولكنَّ ذلك لم يمنع انتشار مذاهب جديدة مثل النسطوريَّة القائلة بِثُنائيَّة طبيعة المسيح: الإلهيَّة والإنسانيَّة. ولم تنتهِ مشاكل المسيحيَّة عند هذا الحد، إذ انقسم اليعاقبة أصحاب مذهب الطبيعة الواحدة، وهو المذهب الرسمي للإمبراطوريَّة البيزنطيَّة على أنفُسهم، وتدخلت الإمبراطورة ثُيودورا زوجة جُستنيان في سبيل المُحافظة على وحدة الكنيسة، وقامت بِإجراءاتٍ كان من نتيجتها ثورة أهل إفريقية الذين احتجوا على الإمبراطور في القُسطنطينيَّة والبابا في روما. واستخدم جُستنيان ضدَّهم العنف والإرهاب مما عمل على اتساع الهُوَّة بين الإمبراطوريَّة وإفريقية.
وخِلال هذه الفترة عاود المذهب الدوناتي الظُهور بعد أن انتشرت المفاسد بين رجال الكنيسة كالرشوة وقلَّة الانتظام والتحاسد. ومع مطلع القرن السابع الميلاديّ ونتيجةً لِقيام إفريقية بِدورٍ هام في سياسة الإمبراطوريَّة القاضية بِخلع الإمبراطور فوقاس وتزويد الجيش البيزنطي بالرجال لِحرب الفُرس الساسانيين وإخراجهم من مصر والشَّام، أنعم هرقل عليها فشهدت عصرًا من السلام، وتمتع أهلها بِقسطٍ كبيرٍ من الحُريَّة الدينيَّة والاطمئنان، واستغلَّ البابا جرجير الأوَّل هذا الهُدوء فأرسل البعثات التبشيريَّة إلى المناطق الداخليَّة لِنشر المسيحيَّة بين البربر، فنجحت بعضها بذلك. وترتب على ذلك أن ازدهرت علاقة الكنيسة الإفريقيَّة بِروما، مع احتفاظها بِعلاقتها الإداريَّة مع القُسطنطينيَّة. وفي سنة 638م ظهر في إفريقية مذهبٌ جديد هو مذهب بطريرك القُسطنطينيَّة سرجيوس الأوَّل، المشهور بالمذهب المونوثيليتي أو مذهب المشيئة الواحدة الذي يقول بالطبيعة الإلهيَّة والإنسانيَّة معًا للمسيح، وقد وقف إلى جانبه هرقل رغبةً منهُ في اكتساب تأييد اليعاقبة وإنهاء الصراعات المذهبيَّة في البلاد. وعارضت الكنيسة الإفريقيَّة هذا المذهب، وانتهى الأمر بأن أعلنت أُسقفيَّة قرطاج عدم صلاحيَّة الإمبراطور لِحُكم البلاد والعباد وأنَّهُ يجب خلعه عن العرش. وسُرعان ما تعقَّد الموقف أكثر مع الفتح الإسلاميّ لِمصر، إذ وفد بعض القساوسة اليعاقبة من مصر إلى إفريقية لِنشر مذهبهم، وكان لِحماسهم في الدعوة أثرٌ كبير في جعل الإمبراطور قُسطنطين الثالث بن هرقل يسمح لهم بِمُمارسة شعائر مذهبهم بِحُريَّة. وأدَّى انتشار مذهبهم في إفريقية إلى وُقوف قساوسة هذه الأخيرة في وجه الإمبراطوريَّة وإلى انفصالهم شيءًا فشيئًا عنها. وعندما تولَّى الإمبراطور قُنسطانز العرش سنة 641م وكان مُعتنقًا المونوثيليتيَّة، لم يأل رئيس مُعارضة هذا المذهب في إفريقية، وهو الأُسقف مكسيموس، لم يأل جُهدًا في دفع سُكَّان المغرب المسيحيين والبربر إلى إعلان خلعهم لِطاعة الإمبراطور وتنصيب حاكم إفريقية البطريرك جرجير بن نيقيتاس على العرش، وكان المُسلمون حينها على وشك أن يفرغوا من فتح مصر، وطرق باب المغرب.

### الوضع العسكري

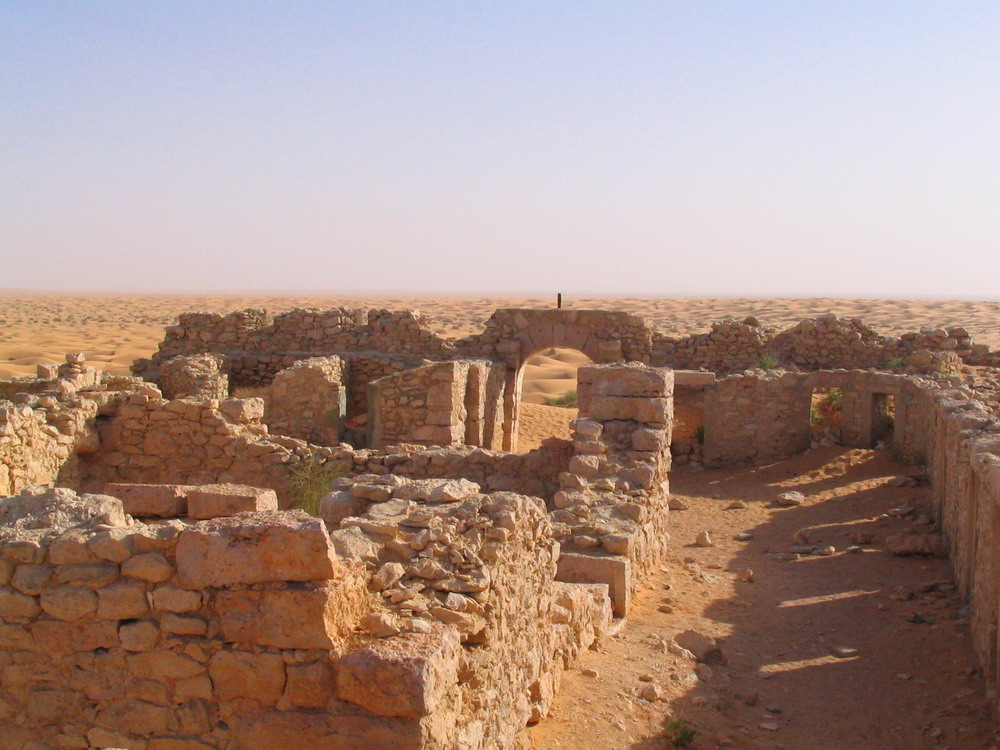
أطلال أحد الحُصون البيزنطيَّة الحُدوديَّة في إفريقية.

انتهجت الدولة في تنظيم المغرب البيزنطي - من الناحية العسكريَّة - خطَّةً تختلفُ عمَّا اتبعتهُ في ولاياتها الأُخرى كمصر والشَّام. فالمعروف أنَّ القوَّة الحربيَّة البيزنطيَّة التي كانت تحمي مصر مثلًا كانت تُعسكرُ في مراكز رئيسيَّة مثل حصن بابليون والإسكندريَّة، وتُرابط فرق صغيرة منها في مواضع أُخرى كالفرما وأُم دنين، أمَّا في إفريقية فقد اتجهت عناية الدولة إلى إحاطة أملاكها بِرباطاتٍ قويَّةٍ من الحُصون المُتقاربة، وأقامت في كُلِّ مربطٍ طائفةٌ من الجُنود تستطيع حمايته والدفاع عنه؛ وأسرفت الدولة في ذلك إسرافًا يسترعي النظر، فلم تكتف بِرباطٍ واحدٍ بل أقامت ثلاثة، وقسَّمت البلاد إلى أربع مناطق عسكريَّة لِكُلٍ منها عاصمتها التي تُرابط فيها فرقة يقودها قائد أو دوق، أمَّا هذه الأقسام فهي: طرابُلس وعاصمتها لمطة، وبيزاسيوم وعاصمتها تلابت، ونوميديا وعاصمتها قيصريَّة، ومُوريطنية وعاصمتها قسنطينة. وهكذا أضحت البلاد شبكة من الحُصون والقلاع. ولمَّا كانت الموارد ضئيلة لم يكن في الإمكان المُحافظة على هذه التحصينات في حالةٍ طيِّبة، بل عجز الروم عن مُجرَّد الاحتفاظ بها، فهي لم تكن متينة البناء - إذ أُقيمت على عجل - واعتمد البيزنطيّون في إقامتها على ما كان قائمًا في البلاد قبل ذلك من المُنشآت الرومانيَّة كالحمَّامات والملاعب والمعابد، فلم تكن منيعة قويَّة كما الحُصون الفعليَّة. وقد رُوعي في اختيار مواقع هذه الحُصون أن تكون محارس تقوم على أبواب البلاد ومنافذها: فقامت قابس على باب سهل تُونُس تصدُّ من يُقبل شرقًا من الساحل، تلتها حُصونٌ أُخرى على الساحل مثل يونكا ومغمداس، وقامت سُبيطُلة على أحد المنافذ المطروقة التي يسلُكها من يُريد الانتقال من سهل تُونُس إلى هضبة الأوراس ويمُرُّ بها الرباط الثاني الذي يبدأ من سُوسة ويمُر بِمدرسومة وتلابت؛ يلي ذلك الرباط الثالث الذي تقومُ فيه سبيبة وممس وجلولاء. طبيعي بعد ذلك أن يكون المغرب البيزنطيّ ضعيفٌ من الناحية الحربيَّة، وكُلَّما تقادم العهدُ بالرُّوم في المغرب زاد الضعفُ وُضوحًا وخطرًا، وكان أهلُ البلاد يُلاحظون تخوُّف البيزنطيين منهم، ولا يكادون يتركون فُرصةً للاشتباك معهم إلَّا انتهزوها، فزاد الآهلون مرانةً وخبرةً في حين ضعُف البيزنطيّون وسقطت هيبتهم، واضطرُّوا إلى التخلّي عمَّا عجزوا عن الدفاع عنه من هذه المحارس والحُصون، حتَّى إذا أخذت شمس القرن السَّادس الميلاديّ بالمغيب كان البربر قد استولوا على الرباط الثالث وأخذوا يطمعون في الرباط الثاني، وكان قيامُ الرُوم بِمحارس هذا الأخير إسميًّا فقط، إذ تُركت العناية به لمن أحاط به من المُزارعين والقرويين يعتصمون فيه من المُهاجمين من البربر، ولم يكُف هؤلاء عن اختراق هذا النطاق واجتياح ما يليه من المزارع والبلاد ونهبها، بحيثُ لم تعد له أيَّة قيمة حربيَّة تُذكر مُنذ أوائل القرن السَّابع الميلاديّ.

## موجة الفُتوح الأولى (العصر الراشدي)

### دوافع فتح المغرب والتمهيدات

خريطة تُبيِّن توسُّع حُدود دولة الخلافة الراشدة بعد دُخول مصر في حظيرتها وتراجع حُدود الإمبراطوريَّة البيزنطيَّة في شمال أفريقيا.

أتمَّ المُسلمون بِقيادة الصحابي عمرو بن العاص فتح مصر سنة 21هـ المُوافقة لِسنة 642م بعد أن سقطت في أيديهم قصبة الولاية، وهي مدينة الإسكندريَّة، وانسحب منها الروم شمالًا. ثُمَّ شرعوا يُنظمون البلاد الجديدة وتحصينها للحيلولة دون أي مُحاولةٍ روميَّةٍ لاستعادتها، ويظهر أنَّ عمرو تطلَّع نحو الغرب بعد ذلك لِتأمين حُدود مصر من الخطر البيزنطي القائم في ولاية إفريقية، مثلما كان فتح الجزيرة الفُراتيَّة ضرورة عسكريَّة لِتأمين فُتوحات الشَّام والعراق من الخطر البيزنطي - الفارسي، لا سيَّما وأنَّ برقة وطرابُلس تُعتبران امتدادًا طبيعيًّا لِمصر، الأمر الذي شجَّع عمرو بن العاص على تنفيذ سياسته الرامية إلى الزحف غربًا. وفي الحقيقة، فإنَّهُ يصعب استنباط أو الجزم بِدوافع عمرو بن العاص التوسُعيَّة باتجاه الغرب في أعقاب فتح الإسكندريَّة، فقد تكون: جُزءًا من الخطَّة التي استهدفت مصر، أو نتيجة ظُروفٍ طارئة واجهت القيادة العسكريَّة، فارتأت ضرورة تأمين الغطاء الدفاعي لِلحُدود الغربيَّة، بِفتح مواقع أُخرى تشغلها حاميات عسكريَّة ومراكز مُراقبة، أو نتيجة غريزة التوسُّع لدى القائد المُسلم.
الواضح وفق بعض المُؤرخين المُعاصرين أنَّ الحملة التي قام بها عمرو بن العاص في هذا الاتجاه والتي أثمرت عن فتح برقة وطرابُلس، لم تكن عملًا مُخططًا له، إذ لم تكن هُناك خطَّة مُسبقة للفتح المُنظَّم في ذلك الوقت، تتعدَّى مصر. ورُبَّما قدَّر عمرو أن تكون للبيزنطيين قُوَّاتٌ في برقة وطرابُلس قد تُغريهم بالتحصُّن هُناك والتربُّص حتَّى تحين الفُرصة للثأر والعودة إلى مصر لاستعادتها، فكان عليه فتح هذه المنطقة وتأمين مركز المُسلمين في مصر. لِذلك خرج بِقُوَّاته من الإسكندريَّة في سنة 22هـ المُوافقة لِسنة 643م بعد أن اطمأنَّ على استقرار الأوضاع في مصر، وتوجَّه نحو برقة التابعة لِلإمبراطوريَّة البيزنطيَّة، وتسكنها قبيلة لواتة البربريَّة.

### فتح برقة

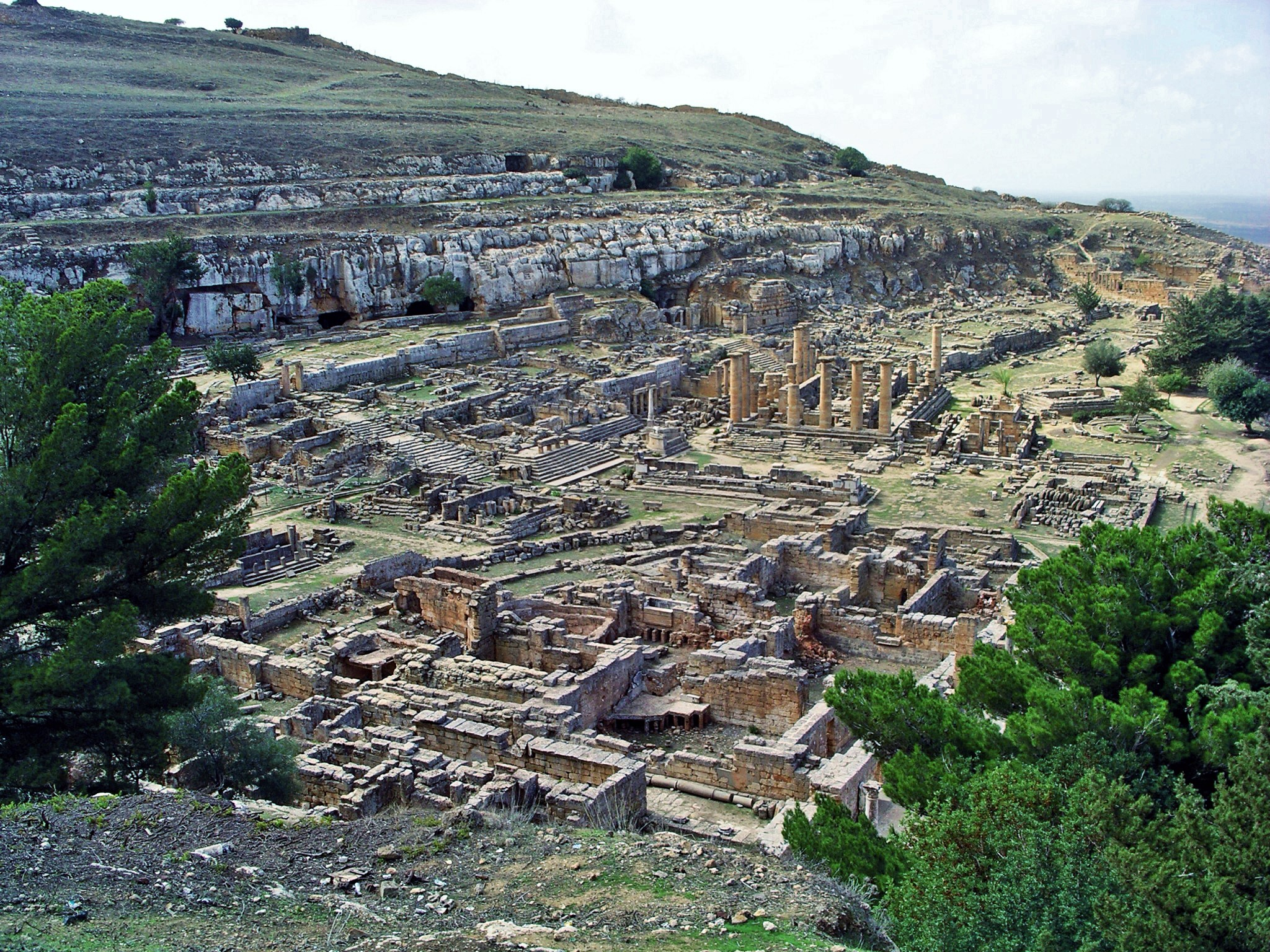
أطلال برقة الروميَّة التي فتحها المُسلمون سنة 22هـ المُوافقة لِسنة 643م.

يذكر ابن عذاري وابن أبي دينار أنَّ عمرو بن العاص بعث نفرٌ من جُنده بِقيادة عقبة بن نافع لِيستطلعوا أحوال برقة ويُوافوه بأخبارها قبل أن يتقدَّم إليها، فسار هذا إلى زويلة وأطراف برقة وما جاورها من البلاد فتبيَّن لهُ أنَّ قبائل البربر قاطنة تلك النواحي كانت في سُكونٍ شامل وهُدوءٍ كامل، ولعلَّ ذلك سببه أنَّ الضعف أدركها بعد سنواتٍ من الثورات على الروم ورد هؤلاء على الأهالي بالقمع والإرهاب. ويروي مُحمَّد الشطيبي المغربي في مُؤلَّفه حامل عنوان: «كتاب الجمان في أخبار الزمان» أنَّ بربر أرياف وأطراف برقة لمَّا عرفوا بِقُدوم القائد المُسلم إليه، أرسلوا إليه رُسُلًا يعرضون عليه أن يدخلوا في الإسلام على يديه، وأن يُوالوا المُسلمين ويُعاونوهم في الفُتوحات، فاستطاع عمرو بن العاص أن يفهم ما يُريدون بواسطة مُترجم نقل إليه كلامهم، فأرسلهم إلى الخليفة عُمر بن الخطَّاب في المدينة المُنوَّرة الذي رحَّب بهم أحسن ترحيب بعد أن عرف أنَّهم ينتمون إلى القوم الذي أخبر عنهم الرسول مُحمَّد كما أُسلف، وبعث إلى عمرو أن يُقدِّمهم على الجُند.
بناءً على المعلومات التي وردته، وبعد تشجيع الخليفة وموقف قبائل البربر، قرر عمرو بن العاص مواصلة السير لفتح كامل بلاد إنطابلس التي تعرف اليوم ببرقة. ولم يكن الطريق إلى برقة آنذاك صحراويًّا، بل كانت عليه سلسلةٌ من المدائن والمنازل مُتصلة، وأكثره أرضٍ خصبة ذات زرع. كانت الرحلة بِمثابة نُزهة للمُسلمين، فلم يُصادفوا مُقاومةً تُذكر، وانضمَّت إليهم أثناء السير بضعة قبائل بربريَّة مُعلنةً ولائها للإسلام والمُسلمين. ولمَّا بلغت خيل ابن العاص برقة، ضربوا الحصار عليها، وعرض عليهم عمرو ابن العاص الثلاث خصال التي عرضها على المُقوقس وأهل مصر ومن قبلهم الشَّام، وهي: الإسلام أو الجزية أو القتال. ووجد أهل برقة أنه لا طاقة لهم بقتال المسلمين فقبلوا المصالحة على أن يؤدوا جزية للمسلمين قوامها 13 ألف دينار، وأن يبيعوا من أحبّوا من أبنائهم في جزيتهم،
 وقيل كذلك دينار عن كُل شخصٍ بالغ. وكانت أخبار عدم تعرُّض المُسلمين لِمُعتقدات الفرق المسيحيَّة الملكانيَّة واليعقوبيَّة في الشَّام والعراق ومصر قد بلغت مسامع أهالي برقة، كما علموا بِأمر العهدة العُمريَّة التي أبرمها الخليفة عُمر للنصارى في بيت المقدس، فرأوا أنَّ الدُخول في الطاعة أسلم وأضمن، كما كان لِأخبار الانتصارات الإسلاميَّة المُتتالية على الروم أثرٌ في جعلهم يتقبلون الفاتحين الجُدد، بِسبب كرههم للروم الذين عانوا منهم الأمرَّين في السنوات الأخيرة.

### فتح طرابُلس الغرب

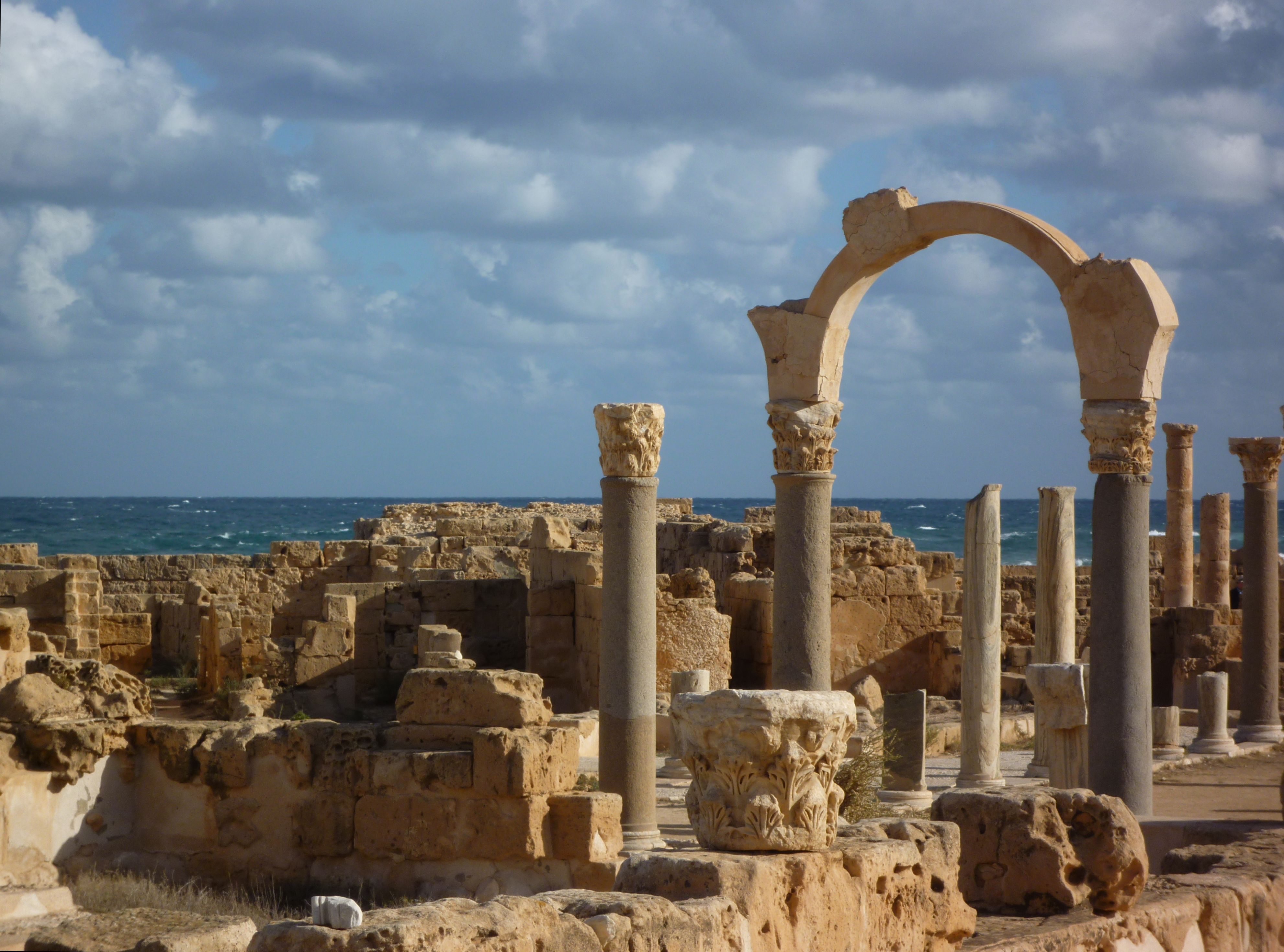
أطلال مدينة سبرت القديمة التي فتحها المُسلمون بعد تمام فتح طرابُلس الغرب.

بعد برقة وفزَّان، تقدّم عمرو بن العاص بجنوده حتى أطرابُلس فحاصرها شهرًا لصمود المدافعين عنها. وكانت طرابُلس مرفأً حصينًا مُسوّرة من ثلاث جهات ومكشوفة من قبل البحر، وفيها حامية بيزنطيَّة قويَّة، فأقفلت أبوابها، واستعدَّ السُكَّان لِلحصار الذي ضربه المُسلمون عليهم، وأملوا في تلقّي إمداداتٍ عن طريق البحر تُساعدهم على الصُمود. والمعروف أنَّ الجبهة البحريَّة كانت مفتوحة وغير مُحصَّنة وذلك بِفعل اعتمادها على قُوَّة البحريَّة البيزنطيَّة. وانقضت عدَّة أسابيع دون أن يلوح في الأُفق ما يُشير إلى إمكان وُصول المُساعدة المُنتظرة من الروم. وتعرَّض المُدافعون عن المدينة إلى الهلكة نتيجة الجُهد في القتال وشدَّة الجُوع. وعلم المُسلمون آنذاك أنَّ الجهة البحريَّة خالية من الدفاعات وغير مُحصنة، وأنهم يستطيعون النفاذ إليها من هُناك، فرأوا استغلال حركة الجزر، وانتظار انحسار الماء عن المدينة من جهة البحر، فدخلت جماعة منهم بين أسوار المدينة والبحر وقاتلت الحامية المُولجة بالدفاع عن هذه الجهة، وصاح أفرادُها «الله أكبر»، فترددت أصداء التكبير في أزقَّة المدينة وطُرقاتُها، فذُعر المُدافعون عنها، ودبَّت الفوضى في صُفوفهم، فحملوا ما استطاعوا من متاعهم وأسرعوا إلى السُفن وأبحروا عليها هاربين، ولمَّا رأى الحُرَّاس فرار الحامية البيزنطيَّة، تركوا مراكزهم، فدخل عمرو وجيشه إلى المدينة.
وفي اليوم التالي، فاجأ ابن العاص أهل سبرت بخيله، وكانوا مستأمنين على منعة طرابُلس التي كانت تحول بينهم وبين المُسلمين، فهاجمها صباحًا على حين غرَّة. وذُعر السُكَّان، وقد ظنُّوا أنَّ المُسلمين لا يزالون يُحاصرون طرابُلس، فاضطرَّوا إلى فتح أبواب المدينة عند أوَّل هجمة إسلاميَّة. واحتوى المُسلمون على ما فيها لِأنَّها فُتحت عنوة. ولما تمكّن ابن العاص من فتح سبرت، كاتب عمر بن الخطاب يُعلمه بالنصر، وأن التالي بلاد إفريقية، ويستأذنه في افتتاحها، فأبى عمر قائلاً: «لَا إِنَّهَا لَيْسَت بِإِفرِيقِيَة، وَلَكِنَّهَا المُفَرِّقَة غَادِرَةٌ مَغْدُورٌ بِهَا، لَا يَغزُوهَا أَحَدٌ مَا بَقَيْتُ»، ويروي البلاذري ما مفاده أنَّ الخليفة لمَّا سمع بِأخبار إفريقية وأوضاعها السياسيَّة وتاريخها عرف أنها ليست مأمونة الجانب ولا ميسورة الفتح ولا قريبة الطاعة، فعجَّل بإيقاف عمرو.

### فتح فزَّان

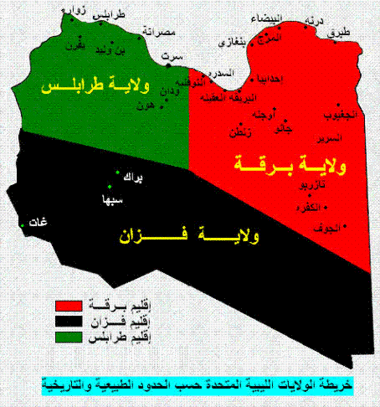
خريطة تُبيِّن التقسيم التاريخي الإسلامي لِليبيا، وتظهر فيها الحُدود التقريبيَّة لِإقليم أو ولاية فزَّان التي فتحها المُسلمون لِتأمين ظُهورهم.

خلال الفترة ما بين تمام فتح برقة، وحصار المُسلمين لِطرابُلس وفتحها، كان عمرو بن العاص قد وجَّه عقبة بن نافع نحو الطريق الداخليّ بين برقة وزويلة لافتتاح الواحات حتَّى لا تتحوَّل إلى أماكن تجمُّع لِلمُقاومة البربريَّة فتقطع طريق العودة على المُسلمين، فافتتح أجدابية في طريقه صُلحًا على أن تُؤدّي 5 آلاف دينار جزية للمسلمين، ثم واصل حتى بلغ زويلة، فصالحه أهلها، وصار ما بين برقة وزويلة للمُسلمين. وذكر ابن عبد الحكم أنَّ عمرًا سيَّر - أثناء حِصار طرابُلس - قُوَّة على رأسها بسر بن أبي أرطأة نحو قصبة فزَّان، وهي مدينة ودان الواقعة على الطرف الشرقي لِجبل نفوسة فافتتحها. وبعد أن تمَّ فتح إقليميّ طرابُلس وفزَّان أخذ عمرو بن العاص يُوجِّه السرايا للغارات وحمل الغنائم كما يقولُ ابن عبد الحكم. ويُعتقدُ أنَّ هذه الحملات كان يُقصد بها إتمام إخضاع بقيَّة قبائل الصحراء وإدخالها في الإسلام أو العهد، وذلك أنَّ عمرًا بدأ يُفكِّرُ في توسيع الفتح نحو ولاية إفريقية، أي نحو بلاد المغرب الحقيقيَّة.

### خُروج طرابُلس عن السُلطة الإسلاميَّة
بعد أن بلغ قرار الخليفة عمرو بن العاص، وأدرك أنهُ بكُل الأحوال لن يستطيع مُواصلة الغزو والجهاد والفتح إلَّا إن حصل على مددٍ جديد، لم يجد بدًا من الانسحاب والتراجع، فطوى كعبه وانصرف عائدًا إلى مصر ولبث فيها حتَّى عزلهُ الخليفة الراشد الثالث عُثمان بن عفَّان عنها بِعبد الله بن سعد بن أبي السرح سنة 25هـ. ولم تتحدث المراجع العربيَّة والإسلاميَّة أو الغربيَّة عن شيءٍ ثابتٍ مما حصل خلال السنوات الأربع التي انقضت بين انصراف عمرو وإقبال عبد الله بن سعد، لكن يُرجَّح أنَّ طرابُلس وما يليها من البلاد ارتدَّت عن طاعة المُسلمين بُعيد انصرافهم عنها، ويغلب الظن أنَّ عقبة بن نافع الذي خلفه عمرو بن العاص على تُخوم إفريقية غادرها ولبث في برقة خلال هذه الفترة، إذ وجده فيها عبد الله بن سعد حينما أقبل سنة 27هـ، ورُبما أنفق أغلب وقته في التردد بين القبائل الضاربة حول برقة والواحات القريبة منها، مما يدُل على أنها ظلَّت على طاعة المُسلمين طوال هذه الفترة. ويغلب الظن أن يكون عقبة قد أهمل شأن طرابُلس ولم يُعن بأن يحفظها للمُسلمين، بل يظهر أنَّ أمدادًا بيزنطيَّة جديدة وصلت إليها فاستطاع أهلها أن يُعوضوا ما خسروه حين فتح المُسلمون مدينتهم، كما يظهر أنَّ الحامية البيزنطيَّة الجديدة التي أتتها اتعظت من الأخبار التي رواها الطرابُلسيين عن غزوة المُسلمين الأولى، فزادوا العناية بِأسوار المدينة وتحصيناتها وأقاموها من جديد، وأخذت السُفن الروميَّة تصل مينائها بالمتاجر والجُند وتُقلع عنها، فعادت إلى ما كانت عليه قُبيل الفتح الإسلامي ببضع سنوات.

### الفتح الأوَّل لِإفريقية

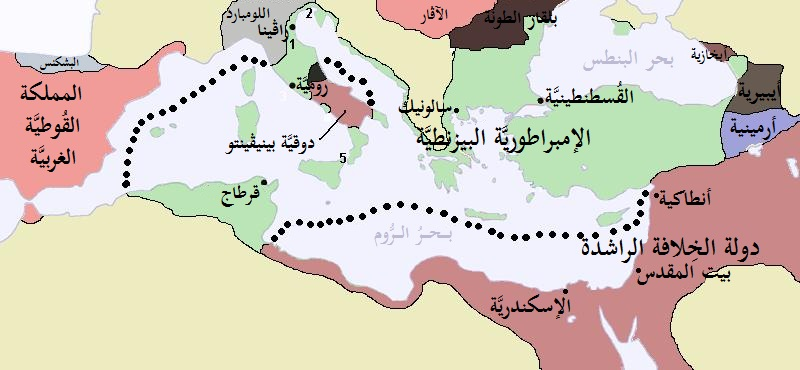
خريطة الإمبراطوريَّة البيزنطيَّة ودولة الخِلافة الراشدة سنة 650م، بعد أن فرغ المُسلمون من فتح برقة وطرابُلس وتاخموا حُدود إفريقية.

افتتح ابن أبي السرح ولايته بابتعاث السرايا إلى أطراف إفريقية، فنجحت تلك السرايا في مَهمتها، وعادت مثقلة بالغنائم. أرسل ابن أبي السرح إلى عُثمان بخبر تلك السرايا، وليستأذنه في فتح إفريقية. شجّع نجاح السرايا عُثمان، فوافق على مُواصلة التقدُّم نحو إفريقية رُغم أنه كان في البداية على رأي عُمر بن الخطَّاب بالتوقف عن غزوها، لكنَّ الأنباء المُشجعة حول نجاح الحملات على أطراف إفريقية، بالإضافة إلى مُوافقة كبار الصحابة على هذا الأمر، جعلتهُ يعقد العزم على التقدُّم، فنادى بالجهاد في إفريقية، واجتمع خلقٌ كثيرٌ من المُسلمين من كُل القبائل، وخاصَّةً تلك التي كانت تقطن حول المدينة المُنوَّرة. وقام عُثمان فيهم خطيبًا وحثَّهم على الجهاد، ووزَّع عليهم السلاح، كما أمدَّهم بِألف بعير يُحمل عليها ضُعفاءُ الناس أي فُقراؤهم، فخرج المُسلمون في جيشٍ عظيمٍ سنة 27هـ يقوده الحارث بن الحكم بن أبي العاص، إلى أن يقدموا على ابن أبي السرح بمصر فتكون القيادة له. ضمَّ الجيش العديد من الأسماء البارزة كمعبد بن العبَّاس بن عبد المُطلب ومروان بن الحكم بن أبي العاص وعبد الله بن الزُبير والمُسوَّر بن مخزمة وعبد الرحمٰن بن زيد بن الخطَّاب وعبد الله وعاصم وعُبيد الله أبناء عمر بن الخطاب وعبد الرحمٰن بن أبي بكر وعبد الله بن عمرو بن العاص وبسر بن أبي أرطأة وأبي ذؤيب الهُذلي والمطَّلب بن السَّائب وعبد الله بن عبَّاس وعبد الله بن جعفر بن أبي طالب والحسن والحُسين ابني عليّ بن أبي طالب وغيرهم. فخرج ابن أبي السرح من مصر بجيش قوامه 20 ألف مُقاتل من الفسطاط إلى إفريقية. وما أن بلغ الجيش برقة، انضم عقبة بن نافع ومن معه من المُسلمين إلى الجيش، وأثناء تقدمهم وجدت إحدى سرايا الاستطلاع مراكب للروم راسية بالقرب من طرابُلس، فاشتبكت معها، واستولت على ما فيها، وأسروا 100 رجل من الروم، بينما تحصَّن أهلُ طرابُلس خلف أسوار مدينتهم ولم يخرجوا لِلقاء ابن سعد، ولم يُهاجمهم هو الآخر. ولا شكَّ في أنَّ المُسلمين، وخاصَّةً أولئك الذين خبروا الحرب على حُدود إفريقية، كانوا يعلمون أنَّ أهل طرابُلس يكتفون منهم بتركهم في أمان، وعلى ذلك رأى ابن سعد ألَّا يُنهك قواه في إعادة فتح طرابُلس. فتركها خلف ظهره، واتجه نحو أرض إفريقية الحقيقيَّة مُبتعدًا عن الشاطئ إلى أن وصل إلى منطقة قمونية (في موضع القيروان حاليا).

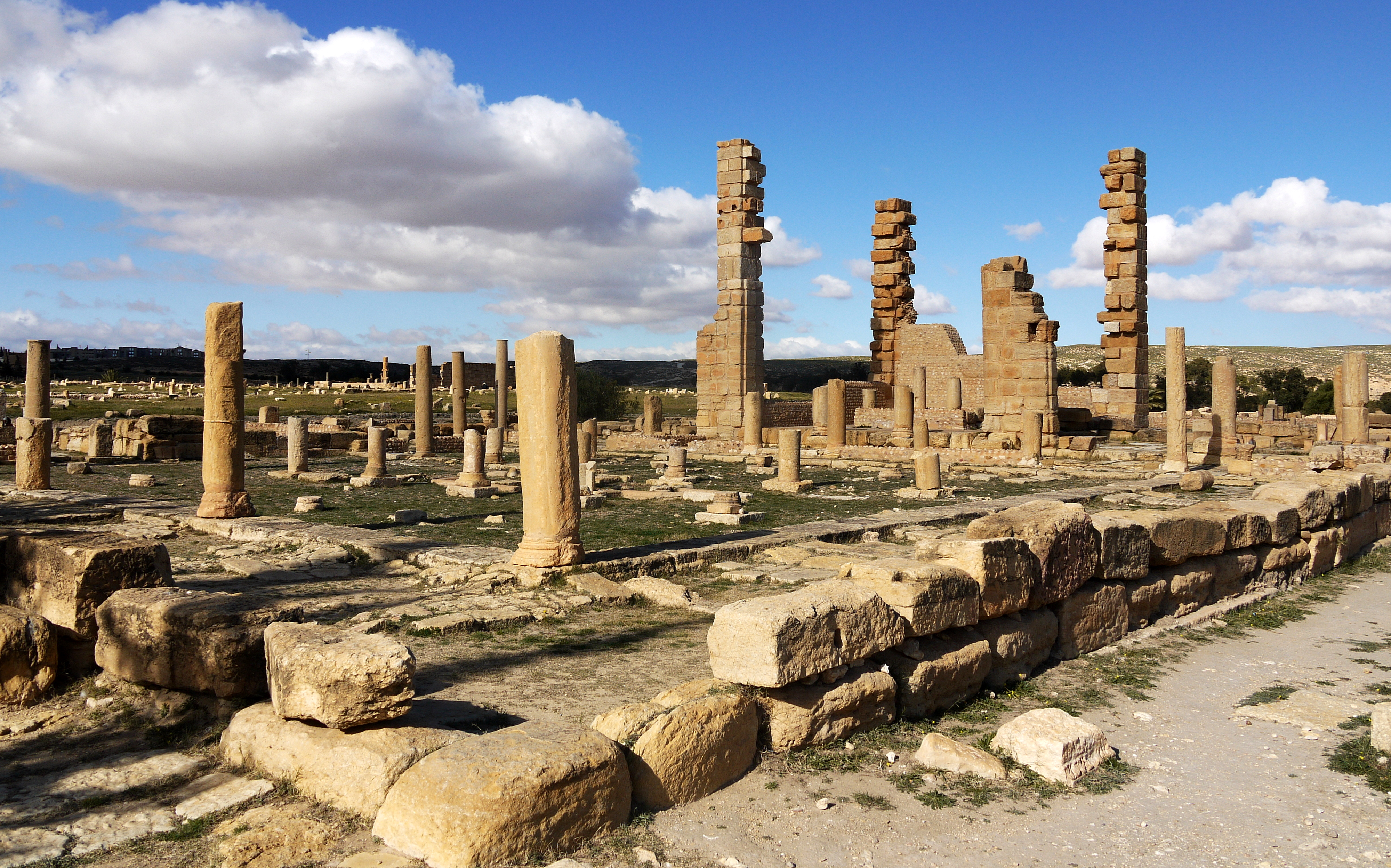
أطلال في مدينة سُبيطلة التي اتخذها البطريرك جرجير عاصمةً له قُبيل الفتح الإسلامي للمدينة.

حينئذٍ، كانت إفريقية تحت ولاية البطريرك جرجير بن نيقيتاس بعد أن استقلَّ بها عن الإمبراطوريَّة البيزنطيَّة واستأثر بحكم ما بين أطرابُلس إلى طنجة، واتخذ من مدينة قرطاج عاصمةً لِحُكمه، ثُمَّ انسحب إلى سُبيطلة كما أُسلف. ولمَّا بلغه خبر مسير جيش المُسلمين، جمع 120 ألف مقاتل، وقبع ينتظر الموقعة الحاسمة. وكانت قمونية التي بلغها المُسلمون غير بعيدة عن سُبيطلة، فحطَّ ابن سعد رحاله فيها لِيستريح الجُند من عناء الطريق ولِيأخذوا في الاستعداد لِلقاء الروم. وفي هذه الأثناء أخذ يُرسل السرايا تستكشف البلاد في كُل الجهات، وتأتي بالمُؤن والعلف. وقبل أن يبدأ القتال بين القُوَّات الرئيسيَّة، دارت مُفاوضات بين الطرفين، وأرسل ابن أبي السرح رُسُلًا إلى جرجير يعرضون عليه - كما هي العادة - الإسلام أو الجزية أو الحرب، فاختار الحرب وأن تُحدد القُوَّة من ستكون لهُ اليد العُليا. ووقف الجيشان الإسلامي والرومي وجهًا لِوجه في موضعٍ أمام سُبيطلة على بُعد يومٍ وليلةٍ واحدةٍ من المدينة، والتحم الجيشان واستبسلا في معركةٍ هائلة، فتعقّد موقفهما، ولم يتمكنا من الحسم، فالروم كانوا يرهبون المُسلمين وينهزمون أمامهم، والمُسلمون كانوا يخشون كثرة الروم وعظم معداتهم. فكانوا يقتتلون نهارًا من الصُبح إلى صلاة الظُهر، ثُمَّ يعودون إلى مُعسكراتهم فلا يستأنفون القتال إلَّا في اليوم التالي. وقتئذٍ، أراد جرجير أن يُحفِّز جُنوده على القتال، فأعلن عن جائزة لمن يقتل أمير المُسلمين ابن أبي السرح بأن يُزوِّجه ابنته ويُعطيه ما معها من جواري وأموال، ويُعلي من قدره. ولمَّا علم المُسلمون بأمر الجائزة، أعلن ابن أبي السرح أن من يقتل جرجير وهبه ابنته ومن معها.
أشار ابن الزُبير على ابن أبي السرح، أن يُؤخّر بعض فُرسان المُسلمين عن القتال، ويُقاتل بمن بقي، حتى يُنهك الروم القتال، فيُشرك هؤلاء الفُرسان في القتال، ففعل. وجد ابن الزُبير ثغرة في جيش الروم، فاخترق صفوفهم مع 30 فارس، حتى وصل إلى جرجير وقتله. فتشجَّع المُسلمون، وانهزم الروم هزيمة كبيرة، ثُمَّ حاصر ابن أبي سرح سُبيطلة حتى فتحها، وغنم المُسلمون يومئذٍ غنائم كثيرة. بعد ذلك، سار ابن أبي سرح فحاصر قرطاج حتى فتحها، ثم بثّ ابن أبي سرح السرايا إلى قفصة وحصن الأجم، فحاصرتهما حتى طلب أهلوهما الأمان فاستأمنوهما، فدبَّ الرُعب وتوافد أهل البلاد مُسالمين، واصطلح المسلمون والرُّوم على تأدية جزية للمُسلمين قدرها 330,000 صرد، على أن يكف عنهم ويخرجوا من بلادهم فقبل ابن أبي السرح ذلك منهم، وأرسل ابن الزُبير بِبشارة الفتح إلى المدينة. وتهافت بطاركة إفريقية إلى ابن أبي السرح مُعلنين دُخولهم ورعاياهم تحت ظل الخلافة، فأعطاهم المُسلمون العهد المُعتاد بأن لا يتعرَّض لهم أحد في دينهم وأنفسهم ونسائهم وأولادهم وكنائسهم، وفي تلك الأثناء انسحب الروم إلى شبه جزيرة شريك (بين تُونُس وسوسة حاليًّا) واجتمعوا هُناك في مدينةٍ تُعرف بِإقليبية ومنها انسحبوا بحرًا إلى جزيرة قوسرة. ولكن لم يمر وقت طويل حتى نقض أهل إفريقية عهدهم مع المُسلمين سنة 33هـ، فغزاها ابن أبي السرح مرة أُخرى. وفي السنة التالية، سار مُعاوية بن حُديج التجيبي والي مصر الجديد إلى إفريقية لقتال المنتقضين.

## موجة الفُتوح الثانية (العصر الأُموي الأوَّل)

### توقف حركة الفتح عامَّةً
قُتل ثالث الخُلفاء الراشدين عُثمان بن عفَّان في 18 ذي الحجَّة سنة 35هـ المُوافق فيه 17 حُزيران (يونيو) 656م، على يد بعض الثائرين الذين كانوا مُستائين من عُمَّاله على الولايات وطريقة إدارته لِلأُمور، وفق ما تُشير إليه مُعظم المراجع العربيَّة والإسلاميَّة، وقد أثقلت هذه الحادثة الخطيرة خِلافة عليّ بن أبي طالب، الذي بُويع بعد عُثمان، بالتبعات الكبيرة والمشاكل الداخليَّة الكثيرة. وكان لا بُدَّ أن تُؤثِّر فتنة مقتل عُثمان وما تلاها من الأحداث في نشاط الفُتوح الإسلاميَّة، إذ لم يكن من الميسور لِلقادة والجُند أن يستمرّوا فيما كانوا آخذين فيه من فُتوح بعد أن شبَّت نيران الفتنة بين المُسلمين، ولا شكَّ أنَّ الإمدادات قد انقطعت عنهم، وتوقعوا أن تحول حُروب الدَّاخل دون إرسال الجُند إلى الأطراف، فتركوا ما بِأيديهم، ولبث بعضهم حيثُ هو ينتظر نتيجة الصراع المُحتدم، وعاد البعض إلى الحجاز والشَّام والعراق لِيُسهم بِنصيبٍ في هذه الفتنة العنيفة. ويُعتقدُ بأنَّ عبد الله بن سعد بن أبي السرح وجُلَّة من كان معهُ من القادة قد توقفوا عن مُتابعة الزحف غربًا، وتركوا ما فتحوه من بلاد وعادوا بِسُرعة إلى مصر، كونهم كانوا من شيعة عُثمان وأنصاره، بعد أن ترامى إلى أسماعهم - وهُم على الثُغور - تعريض النَّاس بِعُثمان وتكلُّمهم في الثورة عليه وسعيهم لِلخلاص منه وتنديدهم بِرجاله وعُمَّاله، وكانت مصر آنذاك مركزًا من مراكز السخط على عُثمان والائتمار به، وقد خفَّ إليها نفرٌ من الناقمين عليه ليُدبِّر الوُثوب به بعيدًا عن الحجاز. لِهذا يُحتمل أن تكون عودة عبد الله بن سعد السريعة والمُفاجأة جاءت نتيجةً لِكُلِّ هذا. واستمرَّت حركة الفُتوح مُتوقفة طيلة ست سنواتٍ تقريبًا (35 - 41هـ)، وهي الفترة التي ظلَّت خلالها الفتنة قائمة بين المُسلمين. تولَّى الإمام عليّ بن أبي طالب الخِلافة بعد عُثمان، وقُتل في العُشر الأواخر من شهر رمضان (وقيل في السَّابع عشر منه) سنة 40هـ، المُوافق في أوائل سنة 661م، على يد الخارجي عبد الرحمٰن بن ملجم، وعلى أثر المُفاوضات التي جرت بين الحسن بن عليّ ومُعاوية بن أبي سُفيان، خلع الحسن نفسه من الخِلافة وسلَّم مُعاوية أمر المُسلمين، وبُويع الأخير بعد ذلك من قِبل الناس، وعُرف هذا العالم بِعام الجماعة لاجتماع الأُمَّة فيه على خليفةٍ واحد. وكان طبيعيًّا أن تعود الفُتوح سيرتها الأولى بعد استقرار الأُمور لِمُعاوية، لأنَّ أنصاره ورجاله كانوا هُم قادة الجُنود ورجال الفُتوح الذين كانوا يترقبون الفُرصة للعودة إليها، وأعان على ذلك أنَّ جُلَّة هؤلاء أصبحوا أعلام الدولة الجديدة، فوجد الأُمويّون في ردِّهم إلى الولاية والقيادة شيءًا من حُسن الجزاء الذي استحقوه بما نصروا قضيَّتهم وأعزوا جانبهم، وإلى هذا تُعزى بعض أسباب النشاط الواسع المدى الذي أبدته الدولة الأُمويَّة في دور الفُتوح الثاني.

### الغزوات الصغيرة
بعد أن استتبَّ الأمر لِمُعاوية بن أبي سُفيان، أعاد تعيين عمرو بن العاص واليًا على مصر سنة 38هـ، فأصبح بذلك - قياسًا على عبد الله بن سعد - صاحب الرأي فيما يتَّصل بِأُمور إفريقية، وأصبح في مقدوره أن يخرج لِغزوها إن أراد، وكانت الغنائم الوفيرة التي عاد بها عبد الله بن سعد والنجاح السريع الذي أحرزه دافعين لِعمرو إلى التفكير في أمر إفريقية. والحقيقة أنَّ مُعاوية كان قد صبَّ جُل اهتمامه بالفُتوحات على الجبهة المغربيَّة كونها كانت تُمثِّلُ امتدادًا للِحرب مع بيزنطة، وترك الجبهة الشرقيَّة لِوُلاة العراق ووالي البصرة بِصفةٍ خاصَّة. وفي سنة 41هـ، أرسل عمرو بن العاص مُعاوية بن حُديج لِغزو إفريقية للمرَّة الثانية، بعد أن نقض أهل إفريقية العهد مُجددًا. كما أرسل ابن العاص عقبة بن نافع إلى غدامس سنة 42هـ، فافتتحها، ومنها سار ودَّان وبعض النواحي المجاورة لها، فافتتحها أيضًا. وبعث مُعاوية بن حُديج رُويفع بن ثابت الأنصاري إلى جربة، فافتتحها. أمَّا عمرو بن العاص نفسه فإنَّهُ لم يشترك في تلك الحملات والغزوات، إذ أنَّ همَّته لم تكن إذ ذاك على ما كانت عليه أيَّام ولايته الأولى، فقد كبُر في السِّن، وشغلته شُؤون المشرق على أن يُوجِّه اهتمامه كُلُّه لِغزوةٍ يقودها إلى المغرب، فاكتفى بأن يبعث إلى هذه البلاد جُندًا يفتحون منها ما يقدرون عليه ويغنمون من نواحيها ما تصل إليه أيديهم.

### الفتح الثاني لِإفريقية
بعد مقتل جرجير البطريرك الذي كان قد استقل بإفريقية عن سلطة الإمبراطور البيزنطي، اختار الأفارقة بطريركًا آخر يُدعى حباحبة خلفاً له. حاول الإمبراطور البيزنطي قسطنطين الثاني استمالة الروم والبربر الذين قبلوا بدفع الجزية للمسلمين، وطالبهم بوقف دفع الجزية للمسلمين وتأديتها لدولته والدخول في طاعة البيزنطيين، وأرسل إليهم بطريركًا جديدًا يُدعى «أوليمة» لِيُمثله، فنزل في قرطاج وطالب الأفارقة بِدفع مقدار ما دفعوه للمُسلمين، فرفضوا وقالوا له: «قَد كَانَ يَنْبَغِيَ أَن يُسَاعِدَنَا مِمَّا نَزَلَ بِنَا وَلَا نُؤَدِّي إلَّا مَا كَانَ يُؤخَذُ مِنَّا، وَقَد كَانَ يَنبَغِي أَن يُسَامِحَنَا لِمَا نَالَهُ المُسْلِمُونَ مِنَّا»، وأقدموا على طرد مُمثل الإمبراطور. ولمَّا بلغت هذه القصة مسامع الإمبراطور أرسل إلى إفريقية جيشًا بقيادة إليوثيريوس الصغير، فقاتل الأفارقة وهزم حباحبة. رحل حباحبة إلى دمشق، للاستغاثة بخليفة المسلمين معاوية بن أبي سفيان، وطلب منه المُساعدة لِقتال نائب الإمبراطور. استجاب مُعاوية لِطلب البطريرك حباحبة، فبعث جيشًا بِقيادة مُعاوية بن حُديج قوامه 10 آلاف مقاتل فيهم عبد الله بن عُمر بن الخطَّاب وعبد الله بن الزُبير وعبد الملك بن مروان وغيرهم، وخرجوا من مصر سنة 45هـ المُوافقة لِسنة 666م، وتابعوا زحفهم حتَّى وصلوا إلى قمونية حيثُ اتخذوا مُعسكرًا في منطقةٍ تُدعى القرن. أرسل الإمبراطور البيزنطي جيشًا روميًا قوامه 30 ألف مقاتل بِقيادة نقفور، والتقى الجمعان عند حصن الأجم بالقرب من سوسة في معركة ٍانتصر فيها المُسلمون، ولاذ الروم بالفرار في البحر. ثُمَّ وجه ابن حُديج عبد الملك بن مروان في ألف فارس إلى مدينة جلولاء، فحاصرها وفتحها عنوة، وسار ابن حُديج بقوة فتح بها بنزرت. كما تقولُ روايةٌ أنَّ جزيرة جربة افتُتحت في ذلك الوقت، على يد الصحابي رُويفع بن ثابت الأنصاريّ الذي ولَّاه ابن حُديج طرابُلس سنة 46هـ، مما يُفيد بأنها عادت إلى حظيرة الإسلام في ذلك الوقت، فقام رُويفع بن ثابت بِغزوته هذه سنة 47هـ المُوافقة لِسنة 667م، كما سيَّر حملةً إلى صقلية حيثُ أقام المُسلمون شهرًا بِقيادة عبد الله بن قيس الحارثي، وعادوا إلى إفريقية بِغنائم كثيرة ورقيق وأصنام منظومة بالجواهر.

### ولاية عقبة بن نافع والفتح النهائي لِإفريقية
في سنة 47هـ، ولّى مُعاوية بن أبي سفيان مُعاوية بن حُديج التجيبي على مصر، فأناب ابن حُديج عقبة بن نافع عنه على إفريقية، وكانت إفريقية حينئذ تتبع ولاية مصر. وكان اختيارُ عقبة بن نافع لِولاية حرب إفريقية من قِبل وضع الشيء في موضعه الصحيح. فعقبة من أوائل جُند المغرب، إذ دخل برقة مع عمرو بن العاص، وظلَّ مُرابطًا هُناك مُنذ ذلك الوقت. وخِلال إقامته التي دامت حوالي رُبع قرنٍ من الزمان في هذا الثغر، كان عقبة بن نافع دائب الجد والاجتهاد في العمل على توطيد دعائم الإسلام، وحصد لِنفسه صيتًا عظيمًا بين المُسلمين وأهالي المغرب من بربر وأفارقة وسودان، فجعله الذين أسلموا منهم بطلًا أُسطوريًّا في بعض الروايات، وجعله بعضهم قُطبًا عارفًا، ودعوه «عقبة المُستجاب». والظاهر أنَّ مُعاوية بن أبي سُفيان عرف للرجل حُسن بلائه بالمغرب في سبيل نشر الإسلام، كما عرف عن سُمعته وشعبيَّته بين المغاربة، فكافأه بأن جعل له قيادة الجيش الإفريقي بعد أن ظلَّ مرؤوسًا لِمُدةٍ طالت إلى أكثر من خمسٍ وعشرين سنة. وفي سنة 50هـ المُوافقة لِسنة 670م، عزل الخليفة مُعاوية بن حُديج ونصب مكانه عقبة بن نافع.
ابتدأ عقبة ولايته بغزو سرت، ومنها سار إلى ودّان بعد أن نقض أهلها عهدهم معه حين افتتحها في ولاية عمرو بن العاص الثانية، فافتتحها مجددًا. وبعدها سار إلى جرمة كبرى مدن فزّان، فدعاهم إلى الإسلام، فأجابوا. ثم مضى على قصور فزّان، فافتتحها قصرًا قصرًا، ومنها إلى قصور خاوار، فحاصر قصبة كوار، فلم يتمكن منها، فمضى وافتتح قصورها، ثم عاد من طريق آخر إلى خاوار، فداهم أهلها وافتتح القصبة. بعد ذلك، انصرف عائدًا إلى زويلة، ومنها سار إلى أرض قبيلة مزاتة في ودّان، فافتتح قصورها، ثم إلى صفر فافتتحها، ثم بعث خيلاً إلى غدامس، فأعاد افتتاحها غدامس. ولما عادت إليه السرايا سار إلى قفصة فافتتحها، وافتتح قصطيلية، كما وجّه عقبة بسر بن أبي أرطأة إلى إحدى القلاع بالقرب من مجانة، فافتتحها. وازدادت قُوَّات المُسلمين آنذاك وقُدرتهم على الحرب بِفضل البربر الذي دخل العديد منهم في الإسلام، فأصبحوا، وهم أهل البلاد، يُقدمون النُصح والمشورة ويُرشدون الجُيوش ويُقاتلون معهم. والظاهر أنَّ ظُروف المُسلمين كانت مُواتية آنذاك، إذ اضطربت أحوال بيزنطة بعد مقتل قُسطنطين الثاني، وانشغال خليفته قُسطنطين الرابع بالصراع ضدَّ أحد المُتغلبين في صقلية، مما دعا إلى استدعاء مُعظم القُوَّات البيزنطيَّة الموجودة في المغرب، ورُبما يُفسِّرُ ذلك سبب عدم لقاء عقبة لِمُقاومةٍ تُذكر في حملته وغزواته سالفة الذِكر.

### تخطيط القيروان

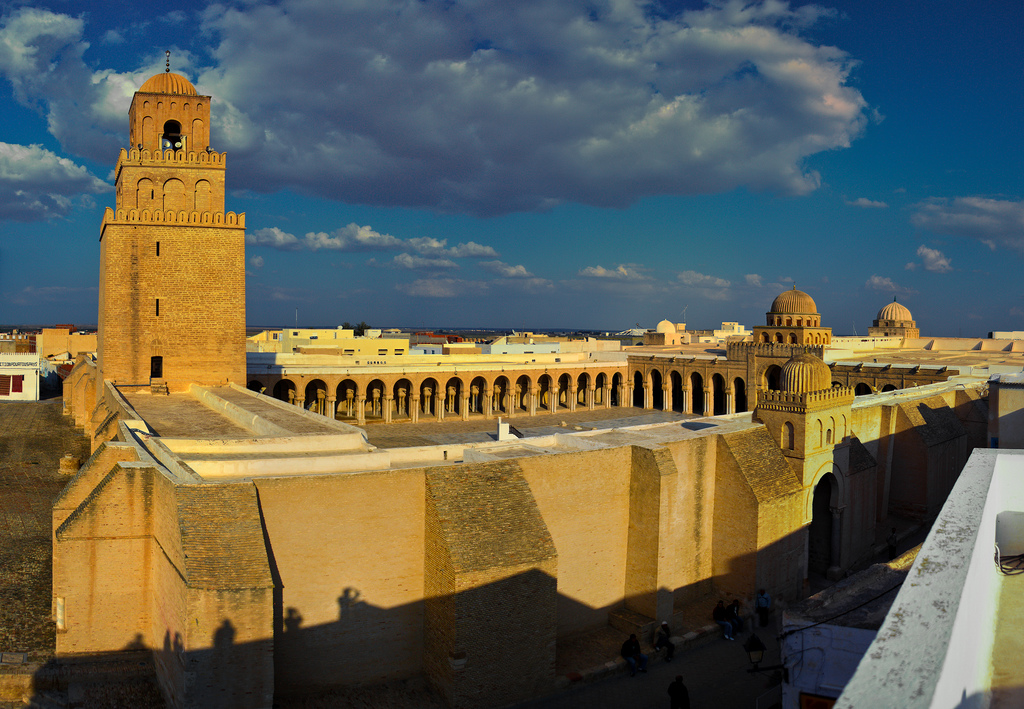
جامع عقبة بن نافع في مدينة القيروان. من أكبر وأشهر وأقدم المساجد في المغرب وشمال أفريقيا.

لاحظ عقبة بن نافع أثناء إقامته في برقة أنَّ الأفارقة يخضعون للمُسلمين ما بقي المُسلمون بينهم، ثُمَّ ينقلبون عليهم عند مُغادرتهم البلاد ويرتدُّون عن الإسلام. لِذلك فكَّر في اتخاذ قيروانًا (مُعسكرًا ومركزًا عسكريًّا دائمًا) في وسط إفريقية لِيكون قاعدةً عسكريَّةً لِتثبيت الفتح الإسلامي فيها، وذلك جريًا على السياسة التي ابتدأها المُسلمون في المشرق عندما أنشأوا الكوفة والبصرة في العراق ثُمَّ الفسطاط في مصر. واستشار عقبة أصحابه في بناء مدينة لهم حتَّى يستقر الأمر للمُسلمين ولا يعود أهل البلاد إلى العصيان. ولقيت الفكرة قُبولًا من العسكر، بل إنَّ مُستشاري عقبة بلغوا في حماسهم إلى درجة أنهم اتفقوا على أن يكون أهلها مُرابطين فيها، وقالوا بأن تكون المدينة العتيدة على ساحل البحر ليتمَّ لهم الجهاد والرباط. لكنَّ عقبة خالفهم في الرأي مُستفيدًا من تجربة الإسكندريَّة عندما فتحها عمرو بن العاص، وكان في تعداد جيشه، وأبقى لها سورها، فدهمها الروم وكلَّفوا المُسلمين خسائر فادحة في الأرواح حتَّى استرجعها، فخشي أن يطرق الروم المدينة الجديدة أيضًا إن كانت على ساحل البحر، فتذهب تضحيات المُسلمين سُدى، ففضَّل أن يكون بينها وبين البحر ما لا يُوجب التقصير في الصلاة وهي مسافة عشرين ميلًا تقريبًا، وأن يصل الخبر إلى سُكَّانها قبل أن يصل إليها عدوٌّ إذا داهم البلاد، بالإضافة إلى أن يكون موضعها تتوافر فيه المراعي للمواشي. بناءً على هذا، سار عقبة مع أصحابه فوقع اختياره على وادي كثير الشجر، اختطّ فيه مدينة دعاها «القيروان»، و«القيروان» لفظٌ فارسيٌّ مُعرَّب عن «كاروان» وقد وردت في شعر امرئ القيس:
ابتدأ عقبة بناء القيروان سنة 51هـ، فأمر بِقطع أخشاب أشجار الزيتون البرّي لاستعمالها في البناء، وكانت تلك الأشجار كثيفة وعديدة، حتَّى قيل أنَّ القيروانيين كانوا يحتطبون الدهر من زيتونها فلا يتأثَّر. وبعد قطع ما يلزم من الأشجار، أمر عقبة بإحراق الأرض المُخصصة للبناء كي يُظهرها من الأشواك والشُجيرات. كان أوَّل ما اختُطَّ من القيروان هو دار الإمارة، ثم أتى المُسلمون إلى موضع المسجد الأعظم، فاختطّوه. ثم أخذ الناس في بناء الدور والمساكن والمساجد. استمرَّت عمليَّة البناء حتَّى سنة 55هـ، فعمُرت القيروان بالأبنية وأُقيمت فيها الأسواق، وبلغت مساحتها 13,600 ذراع، وأصبحت قاعدة انطلاق الفُتوح ناحية المغربين الأوسط والأقصى، وبتمام بناء المدينة أمن المُسلمون واطمأنوا في إفريقية، وثبُت الإسلام فيها، وأقبل الأفارقة والبربر والسودان على السكن في القيروان، واعتنقوا الإسلام وامتجزوا مع العرب بِمُرور الوقت.

### ولاية أبو المُهاجر الأنصاري وفُتوحات المغربين الأدنى والأوسط
ظهرت إفريقية كولايةٍ مُهمةٍ بعد تأسيس القيروان، وأصبحت محط أنظار الطامعين من الوُلاة، إذ شعروا بأنَّ الاستقرار سيعمُّ تلك الولاية الجديدة، وأنَّهم سيظفرون بالغنائم التي يُرسل جزءٌ منها إلى دمشق فينالون رضى الخلافة. وفي ذلك الوقت كان الخليفة مُعاوية بن أبي سُفيان قد استعمل مسلمة بن مُخلد الأنصاري على مصر، فكان هذا أوَّل من سعى لِعزل عقبة بن نافع وضم ولاية إفريقية إليه طمعًا بِخيراتها، إذ كان هُناك تنافسٌ بين الاثنين وهُما من كبار رجال الدولة الأُمويَّة في شمال أفريقيا. ويبدو أنَّ مسلمة بن مخلد استغلَّ عمل عقبة بانصرافه إلى تأسيس القيروان والعُزوف عن الغزو مُتذرعًا بأنَّهُ حرم بيت المال من الغنائم وأنفق ما كان يحصل عليه بِغزواته القليلة على عمليَّة البناء. ونجح مسلمة في خطته، فقد عزل مُعاوية عقبة عن ولاية إفريقية وضمها إلى مسلمة الأنصاري، الذي بادر بِدوره إلى تعيين خالد بن ثابت الفهمي التابعي على إفريقية. وبعد وفاة خالد عيَّن مسلمة عليها مولاه أبا المُهاجر دينار. فكافأه على إخلاصه له وجعلهُ نائبًا في المغرب، فكان أوَّل مولى يتولّى مركزًا مُهمًا في الدولة الأُمويَّة، إذ كانت هذه المراكز وقفًا على العرب فقط.
وصل أبو المُهاجر إلى القيروان سنة 55هـ المُوافقة لِسنة 674م، ومعهُ جيشٌ من مصر والشَّام مُزودًا بِأمرٍ من سيِّده مسلمة بِعزل عقبة والإساءة إليه، فاعتقلهُ وسجنهُ وألبسه الحديد حتى أتاه كتابٌ من الخليفة بتخلية سبيله وإرساله إليه، فخرج عقبة حتى أتى موضعًا يُعرف بقصر الماء، فصلّى، ثم دعا، وقال: «اللَّهُمَّ لَا تُمِتْنِي حَتَّى تُمَكِّنِّي مِن أَبِي المُهَاجِر دِينَار». تابع عقبة مسيرهُ إلى دمشق وقابل مُعاوية وبسط لهُ ظلامته وما فعلهُ معهُ أبو المُهاجر، وممَّا قاله: «فَتَحْتُ البِلِادَ وَبَنَيتُ المَنَازِلَ وَمَسْجِدَ الجَمَاعَةِ وَدَانَت لِي. ثُمَّ أَرسَلتَ عَبْدَ الأَنصَارِ فَأَسَاءَ عَزلِيَ». اعتذر مُعاوبة من عقبة حسب طريقته في الدهاء السياسي قائلًا: «قَد عَرَفتُ مَكَانَ مَسْلَمَةَ بنُ مَخلَد مِنَ الأَمَامِ المَظلُومِ وَتَقْدِيمِهِ إيَّاهُ بِدَمِهِ وَبَذلُ مُهجَتِهِ». وفي هذا دليلٌ على أنَّ الذي أمر بِعزل عقبة هو مسلمة، وأنَّ أبا المُهاجر نفَّذ التعليمات.
كره أبو المهاجر أن ينزل القيروان، أو أن يتخذها قاعدةً له، حقدًا على مُؤسسها، فهجرها وهجرها الناس، واختطّ محلَّة أُخرى بالقُرب من القيروان لِتكون قاعدته الجديدة، وهي قرية «دكرور» البربريَّة، فأقام فيها المسجد الجامع ودار الإمارة، ويظهر أنَّهُ كان يقصد بِعمله هذا التقرُّب من البربر والإقامة بينهم ليَضُمَّهم إلى صُفوف المُسلمين، وخاصَّةً أنهُ من الموالي وليس عربيًّا، فيشعر البربر بأنَّهُ واحدٌ منهم. وفي ولايته، ابتعث أبو المهاجر حنش بن عبد الله الصنعاني إلى جزيرة شريك، فافتتحها. كما غزا أبو المُهاجر المغرب الأوسط حتى بلغ تلمسان، فكان جيشه أوَّل من وطأ المغرب الأوسط من جُيوش المُسلمين.

### نشاط الروم وابتداء مُقاومة البربر

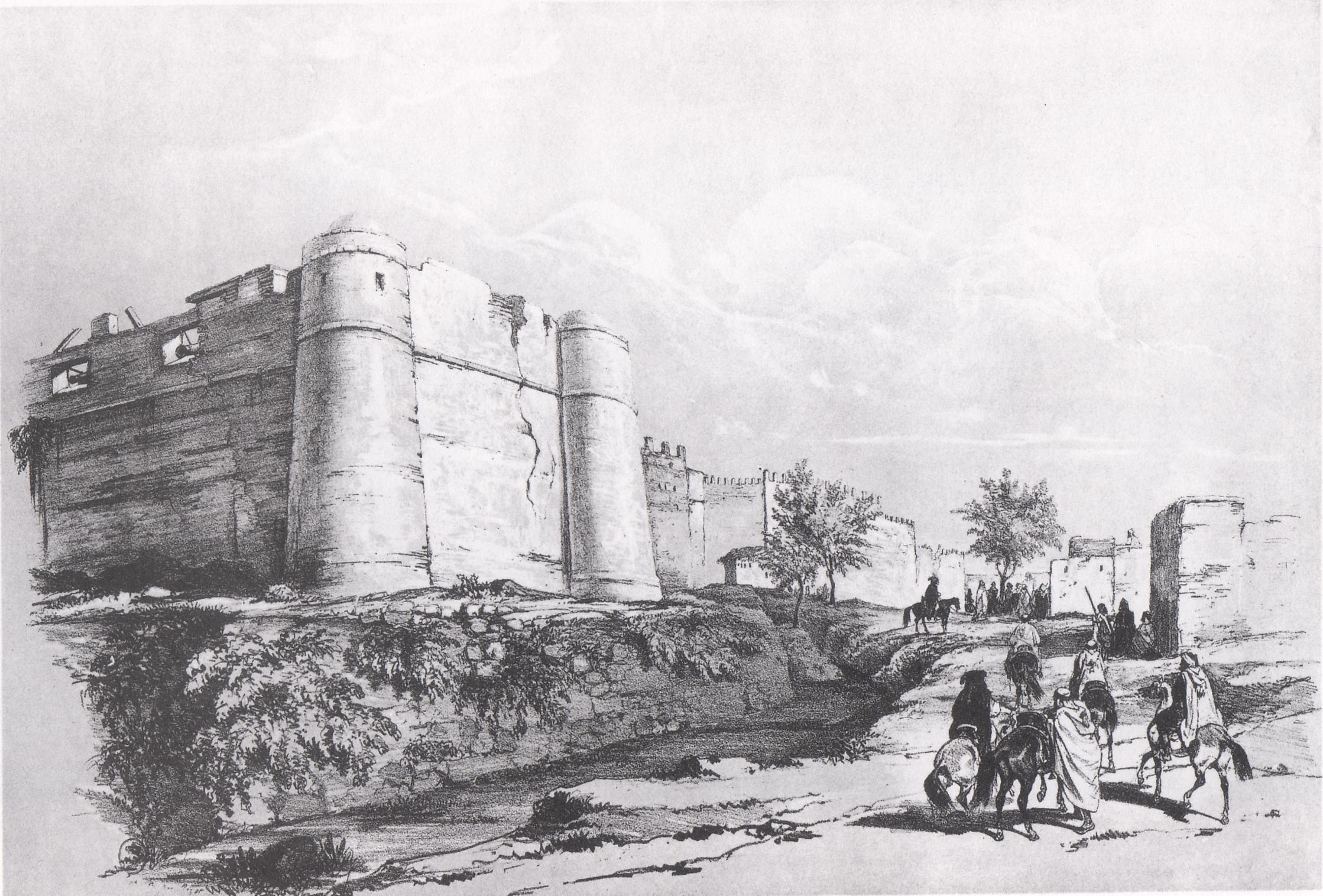
رسمٌ لِإحدى الحُصون القديمة في مدينة تلمسان التي فتحها أبو المُهاجر دينار أثناء الحملة الإسلاميَّة الأولى على المغرب الأوسط.

بعد أن استقرَّ أبو المُهاجر في مدينته الجديدة، بلغتهُ أنباء عن تحالف الروم وقبائل البربر التي لم تدخل الإسلام بعد ضدَّ المُسلمين. فقد تحالف بربر أوربة البرانس مع الروم الذين تفرَّغوا إلى شُؤون إفريقية بعد أن كانوا مشغولين بِصد غارات المُسلمين في المشرق عن عاصمتهم القُسطنطينيَّة، فقد حاصروها سنة 48 و55هـ وفشلوا في فتحها. كان بربر أوربة تربطهم بالروم روابط حضاريَّة لأنَّهم من البرانس، وقد شعروا بالخطر يُهددُ بلادهم مُنذُ تأسيس القيروان، ومُنذ أن قلَّص المُسلمون النُفوذ البيزنطيّ في المغرب، حتَّى برز أحد عُظماء البربر واسمه كُسيلة بن لمزم، وكان من المُوالين للروم الذين دخلوا في النصرانيَّة، وأخذ يجمع حوله فُلول الروم والفرنجة وجُموعًا من قومه البرانس لِيُقاتل بهم المُسلمين ويطرُدهم من المغرب. زحف أبو المُهاجر على رأس جيشٍ من المُسلمين نحو بربر أوربة وحُلفائهم مُخضعًا كُل الحُصون التي يمُرُّ بها حتَّى وصل إلى منطقة العُيون قُرب تلمسان. وهُناك لقي كُسيلة، فهزمه وفرَّق جُيوشهُ ثُمَّ أدركهُ وأسره. ولمَّا لم يجد كُسيلة بدًا من الخُضوع لِأبي المُهاجر أظهر الإسلام، وتبعه عددٌ كبيرٌ من قبيلته، وصالح المُسلمين وبقي إلى جانبهم يُؤازرهم، وبِفضل هذه المُؤازرة تمَّ افتتاح مدينة تلمسان، وهكذا تمكَّن أبو المُهاجر من فصم عرى التحالف البربري الرومي. بعد أن اطمأنَّ أبو المُهاجر إلى الوضع الجديد بانضمام البربر إليه، توجَّه نحو قرطاج عاصمة الروم في إفريقية سنة 55هـ. دار قتالٌ مع الروم طيلة يومٍ كاملٍ، ثُمَّ حجز الليلُ بينهما، وانحاز المُسلمين إلى جبل تُونس، ثُمَّ تجدد القتال في اليوم التالي، ثُمَّ طلب الروم الصُلح من أبي المُهاجر فصالحهم على أن يجلوا عن جزيرة شريك، ثُمَّ فتح مدينة ميلة وهي مدينةٌ مُحصنةٌ على السَّاحل. استغرقت عمليَّات أبي المُهاجر العسكريَّة سنتين. ثُمَّ عاد بعدها إلى مدينته سنة 61هـ واستقرَّ فيها يدعو البربر إلى الإسلام، فأقبلت عليه وُفودٌ كثيرةٌ من عدَّة قبائل واعتنقت الإسلام، ودخل العديد من رجالها في صُفوف الجيش الإسلامي. بعد وفاة مُعاوية بن أبي سُفيان سنة 60هـ، رأى يزيد بن معاوية أن يردّ عقبة بن نافع على إفريقية وأن يفصل هذه الأخيرة عن مصر فيجعلها ولاية مُستقلَّة بذاتها، فأعاد عقبة عاملًا عليها سنة 62هـ. أسرع عقبة بالرحيل إلى إفريقية، ولمَّا مرَّ بِمصر استقبلهُ واليها مسلمة واعتذر منه وأقسم أنَّ أبا المُهاجر خالفهُ فيما صنع، وقبل عقة الاعتذار مع علمه بأنَّ أبا المُهاجر لم يتصرَّف من تلقاء نفسه. ولمَّا دخل عقبة إفريقية، بادر على الفور باعتقال أبي المُهاجر وألبسه الحديد، وخرّب مدينته وأعاد إعمار القيروان. انتهج عقبة سياسة مُخالفة لِسياسة أبي المُهاجر السلميَّة التي أثمرت نجاحًا باهرًا بِكسب بربر أوربة إلى الإسلام، فأساء إلى البربر وزعيمهم كُسيلة، فقد أذلَّهُ كثيرًا إذ أمره أن يذبح الغنم ويسلخها لِإطعام جيشه مُستخفًا به. فأطلعهُ أبو المُهاجر أنَّ كُسيلة هذا من كبار زُعماء البربر وأنَّهُ حديث العهد بالإسلام والأفضل الإحسان إليه والتقرُّب منه بدل مُعاداته التي ستُؤدي إلى عدائه للمُسلمين. رفض عقبة الطلب، فنصحهُ أبو المُهاجر أن يعتقل كُسيلة احتياطًا قبل أن يشتد ساعده، فتهاون عقبة كذلك في الأمر. أمَّا كُسيلة فكان يضمر الشر للمُسلمين، وأخذ يترقَّب الفُرصة السانحة للثأر لِكرامته وللبربر، مع استمراره في الجيش الإسلامي.

#### فتح الجريد والزَّاب

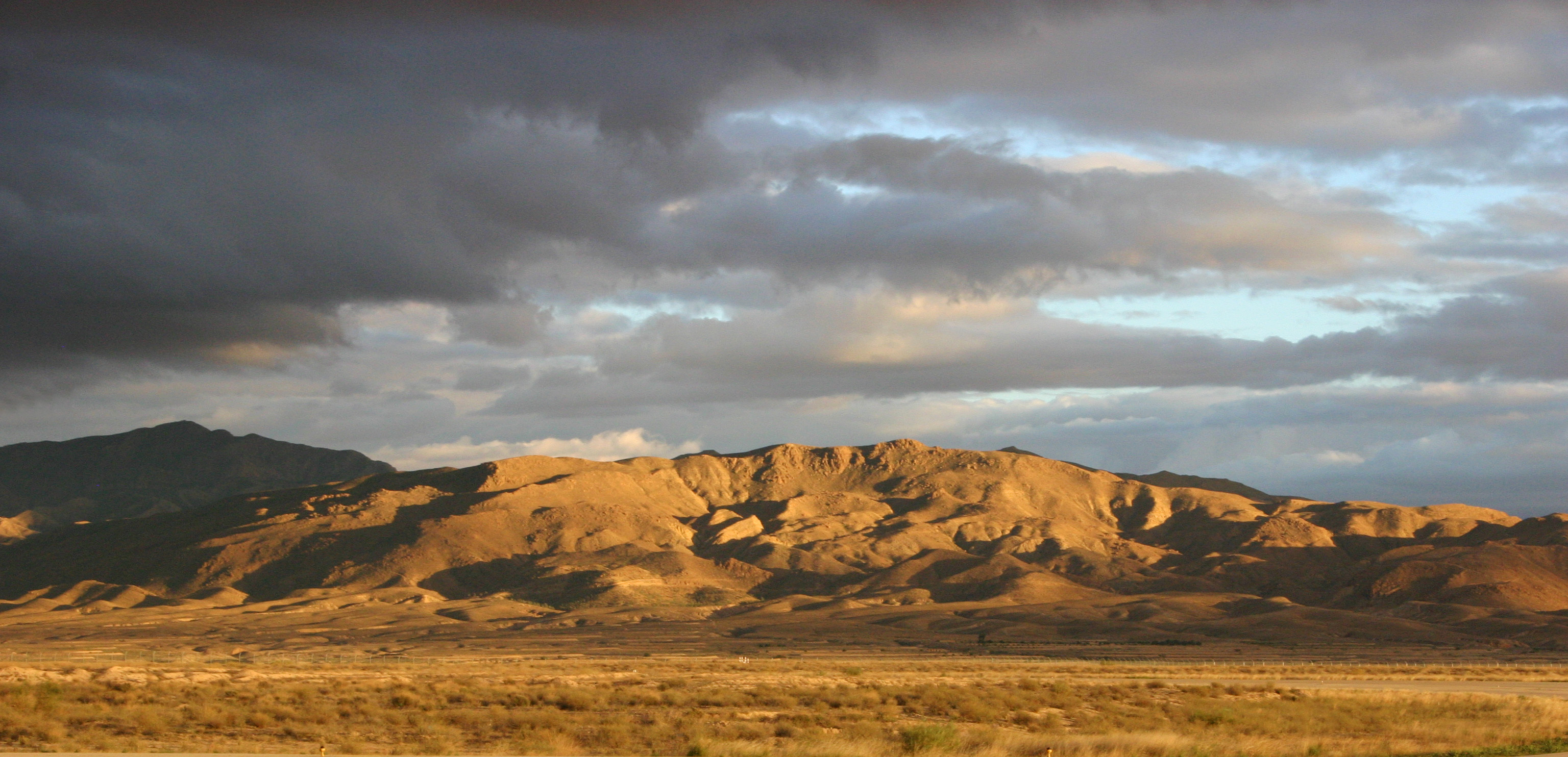
جانبٌ من إقليم الجريد الذي فتحهُ المُسلمون بِقيادة عقبة بن نافع خلال ولايته الثانية على إفريقية.

موقع تاهرت ضمن حُدُود الجُمهُوريَّة الجزائريَّة المُعاصرة.

بعد أن أمن عقبة بن نافع على استقرار الأوضاع في القيروان، رأى أن يُبِّت فُتوح المُسلمين في إفريقية مرَّة واحدة، فجهَّز جيشًا تراوح عدد أفراده بين  10 و15 ألف جُنديّ، واستخلف زُهير بن قيس البلوي على القيروان، وخرج للغزو. زحف عقبة إلى الجريد أولًا (جنوبي غرب تُونُس المُعاصرة)، وفتحها فتحًا ثانيًا، كما فتح حصن لميس ومدينة باغانة حيثُ دار قتالٌ عنيفٌ مع الروم انتهى بانتصار المُسلمين وحُصولهم على الكثير من الغنائم العسكريَّة. كذلك، صالح عقبة أهل فزَّان، وتابع تقدمه غربًا نحو الزَّاب واصطدم مع الروم في وادي المسيلة وهزمهم، وتقدَّم نحو تاهرت فهزم جموع البربر من زناتة ومكناسة وهوارة وغيرها. ولمَّا اقترب من المدينة استغاث البربر بالروم الذين أسرعوا لِنجدنهم لأنهم وجدوا الفُرصة سانحة للانتقام من المُسلمين وتجديد التحالف مع البربر. لمَّا رأى عقبة كثرة العدوّ وقف خطيبًا في صُفوف الجيش، فحمد الله وقال: «أيُّهَا النَّاس. إنَّ أَشرَافَكُم وَخِيَارَكُم الَّذين رَضِيَ اللهُ  عَنهُم وَأَنزَلَ فِيهُمُ كِتَابَهُ بَايَعُوا رَسُولَ الله ﷺ بَيْعَةَ الرِّضوَانِ عَلَى مَن كَفَرَ باللهِ إِلَى يَومِ القِيَامَةِ وَهُم أَشْرَافَكُم بَاعُوا أَنفُسَهُم مِن رَبِّ العَالَمِين بِجَنَّتِهِ بَيْعَةً رَابِحَة... وَأَنتُمُ اليَومَ فِي دَارِ غُربَة... فَالقُوا أَعدَاءَكُم بِقُلُوبٍ صَادِقَةٍ... فَقَاتِلُوا عَدُوِّكُم عَلَى بَرَكَةِ اللهِ وَعَوْنِهِ واللهُ لَا يَرُدُّ بَأسَهُ عَنِ القَوْمِ المُجرِمِين». واشتبك المُسلمون والروم في معركةٍ حامية الوطيس انتهت بانهزام الروم وانكسارهم، وحاول هؤلاء الانسحاب مع حُلفائهم من البربر والفرنجة إلى داخل تاهرت، فقطع عليهم المُسلمون الطريق إلى باب المدينة وقتلوا كثيرًا منهم وغنموا أموالهم وسلاحهم. وبهذا تمَّ القضاء على مُقاومة الروم في المغرب الأوسط، وذهب عزَّهم من الزَّاب إلى الأبد.

#### فتح طنجة
بعد انتصاره في تاهرت تقدم عقبة بن نافع إلى المغرب الأقصى، قاصدًا مدينة طنجة. لكنَّ أبا المُهاجر نصحهُ بِعدم مُهاجمة البربر هُناك وخاصَّةً قبيلة أوربة البرانسيَّة التي يتزعمها كُسيلة لأنها أسلمت بِإسلام سيدها، ولم تعد هُناك حاجة إلى مُقاتلتها لأنها اعتنقت الدين الإسلامي ونصحهُ بأن يُرسل مع زعيمها كُسيلة واليًا مُتفقهًا بالإسلام لِتعليمهم أُصول الدين. لكنَّ عقبة رفض النصيحة لِغايةٍ في نفسه وحقدًا على أبي المُهاجر. تحوَّل عقبة في سيره نحو السَّاحل عبر ممز تازا باتجاه طنجة، وانهزم البربر والأفارقة أمامه بعد أن كثُر فيهم القتل فلاذوا بالحُصون والقلاع. في هذه المعارك قُتل الكثير من البربر وخاصَّةً بربر أوربة، فكان ذلك عاملًا مُهمًا دفع كُسيلة إلى الفرار من الجيش مُترصدًا عقبة حتَّى يعود إلى الشرق من غزوته لِيثأر منهُ لِنفسه ولِلبربر، وأخذ يُعدُّ جيشًا بربريًّا بالاتفاق والتنسيق مع الروم للتصدي لِعقبة. لم يُحاصر عقبة الحُصون التي تتطلَّب جُهدًا وقُوَّةً لِفتحها، وفضَّل مُهاجمة غير البربر من سُكَّان المغرب النصارى، وتوغَّل غربًا يُقاتلُ تلك الأُمم بِهمةٍ عاليةٍ حتَّى صار بِأحواز طنجة.
كان حاكم طنجة وسبتة المدعو «يُليان» من الأُسرة المالكة في المملكة القوطيَّة الغربيَّة بِأيبيريا وفق بعض المراجع، وفي بعض المراجع الأُخرى قيل بأنَّهُ كان أميرٌ روميّ، وذهب بعضُ المُحدثين من الإسپان والمغاربة إلى أنه بربريّ، وقيل أنَّهُ كان من بني غُمارة البربر، وأنَّ من ولَّاه على المنطقة المُمتدَّة من طنجة إلى سبتة كان القوط كونه كان على المسيحيَّة. وكان يُليان هذا سياسيًّا حاذقًا، ويبدو أنَّهُ كان ناقمًا على القوط والروم معًا لِما أنزلوه بالمغرب من التنازع والشقاء، وبنفس الوقت كان يعمل جاهدًا على الاستقلال بِإمارته الطنجيَّة، لِذلك انتهج سياسة المُدارة وحُسن الجوار مع مع جيرانه القوط في الشمال عبر الزقاق، والبربر في دواخل طنجة. وعندما وصل المُسلمون إلى أحواز إمارته، سارع يُليان لِمُقابلة عقبة وقدَّم إليه الهدايا طالبًا المُهادنة، وعقد معهُ مُعاهدة صُلح، وأرشده إلى مواطن الضعف عند البربر ووجهه نحوهم. وبذلك يكون ضمن إمارته الصغيرة في شمال المغرب، وتجنَّب الصدام مع المُسلمين إلى حين. ورأى عقبة أن يستفيد من خبرات هذا الرجل، فقبل أن يُبقيه أميرًا على بلاده، وتابع زحفه غربًا.

#### فُتوح السوس

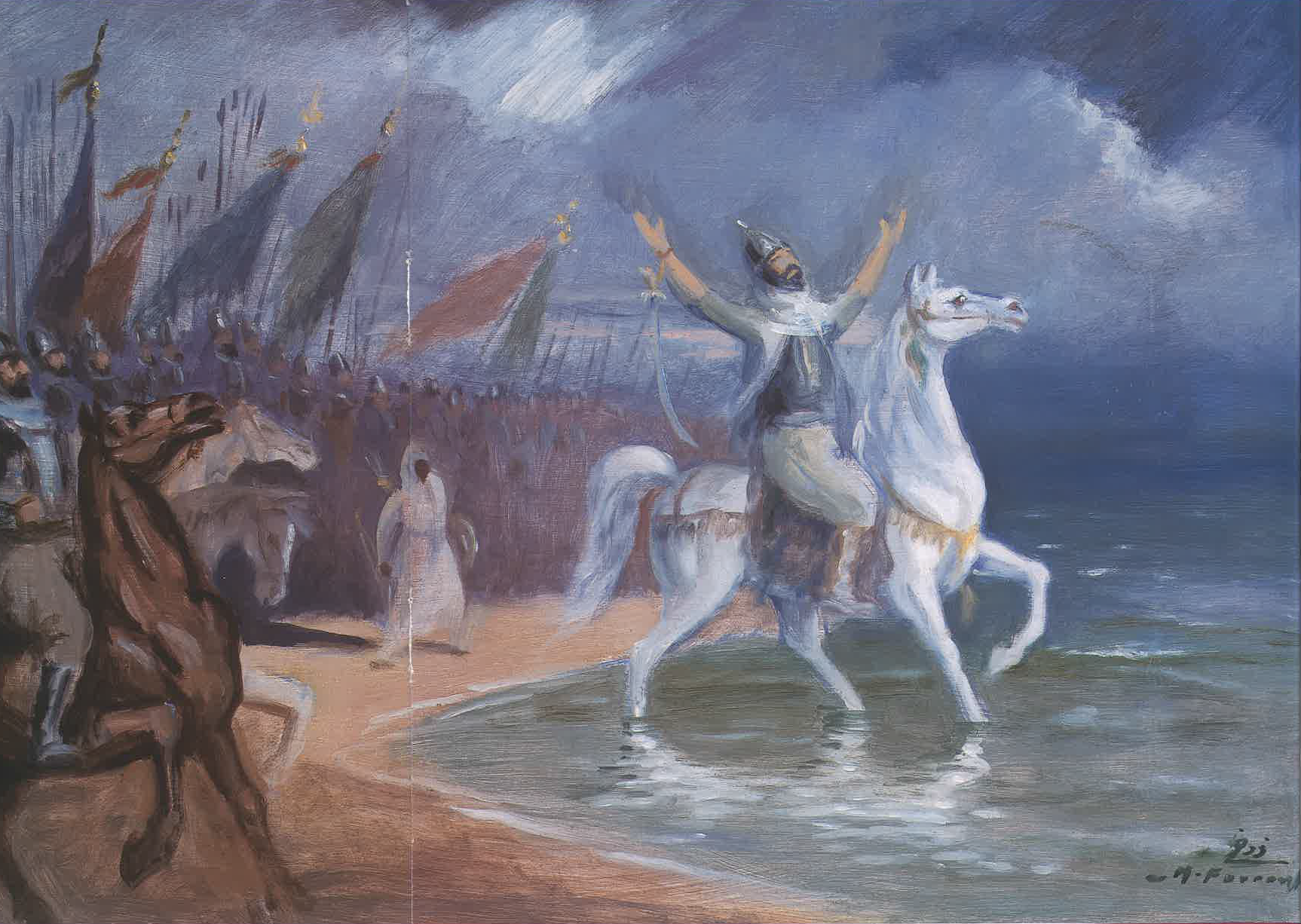
لوحة لِلرسَّام اللُبناني مُصطفى فرُّوخ تُصوِّر عقبة بن نافع وقد خاض مياه المُحيط الأطلسي مُناجيًا الله ومُعتذرًا عن عدم قدرته على التقدُّم أكثر من هذا، بعد أن بلغ أقصى العالم وفق المفهوم السائد آنذاك.

كان عقبة في بادئ الأمر يرغب أن يجوز البحر لِمُتابعة الفتح في أيبيريا. فنصحهُ يُليان بأن لا يُفكِّر بِإمر تلك البلاد، وذلك في ضوء ظُروفه الدقيقة: إذ ترك الروم وراء ظهره، بينما البربر أمامهُ في جُموعٍ غزيرة، وقال له إنَّ هؤلاء «لا يَعلَمُ عَدَدُهم إلَّا الله، وَهُم جَاهِلِيَّةٌ لَم يَدخُلُوا فِي دِينِ النِصْرَانِيَّةِ وَلَا غَيرِها»، ووصف له عاداتهم وتقاليدهم. بناءً على هذا، أصبح على عقبة أن يتَّبع برنامجًا جديدًا في المغرب وهو القضاء على ما تبقَّى للروم من قواعد ثُمَّ إخضاع بربر المغرب الأقصى حتَّى يُمكنُ للإسلام أن يستقرَّ في البلاد، وبدأ بالسوس الأدنى (خلف طنجة) حيثُ مساكن قبائل مصمودة. سار عقبة جنوبًا إلى مدينة وليلي القديمة فافتتحها، وهُناك التقى بِجُموع بربر الأطلس الأوسط وهزمهم واتبعهم جنوبًا إلى صحراء بلاد درعة، فقاتلهم مُجددًا وهزمهم وتتبّعهم في الصحراء حتى تارودانت. واجتهد عقبة في نشر الإسلام في الصحاري المغربيَّة، فبنى مسجدًا في مدينة درعة، ثُمَّ حوَّل أنظاره نحو الشمال الغربي إلى منطقة تافللت لكي يدور حول جبال الأطلس العُليا وِليدخل بلاد صنهاجة حيثً أطاعهُ الناس دون قتال. وأتبع ذلك بِدُخول منطقة قبائل هسكورة في طريقه إلى قصبة تلك الأقاليم، وهي مدينة أغمات. والظاهر أنَّ تلك المنطقة المُزدهرة كانت على علاقاتٍ بالروم أو أنها مُتأثرة بالحضارتين الرومانيَّة والبيزنطيَّة على الأقل، وذلك أنَّ بربر أغمات كانوا نصارى. ولم يخرج أهل أغمات لِلقاء المُسلمين بل اعتصموا بِمدينتهم، ولكنَّهم لم يلبثوا أن نزلوا على حُكم عقبة بعد أن ضرب عليهم الحصار مُدَّة قصيرة. ومن أغمات اتجه عقبة غربًا إلى مدينة تفيس عاصمة منطقة الوادي، فضرب الحصار عليها حتَّى فتحها وبنى فيها مسجدًا. وبِدُخول المُسلمين مدينة تفيس الحصينة انفتح أمامهم وادي السوس الأقصى، فقصد عقبة عاصمته وهي مدينة إيجلي التي بنى فيها مسجدًا هي الأُخرى. ودعا عقبة قبائل المنطقة إلى الدُخول في الإسلام فأجابته قبائل جزولة الذين أتوه فأسلموا ثُمَّ عادوا إلى منازلهم. ومن إيجلي سار إلى ماسة، ومنها إلى رأس إيغيران يطوف على المُحيط الأطلسي. وحسب الفكرة الجُغرافيَّة السائدة آنذاك، والتي تعتبرُ أنَّ السَّاحل الأطلسيّ للمغرب يتجه من الشرق إلى الغرب، اعتبر عقبة أنَّهُ أنهى فتح المغرب، ويُقال أنَّهُ سار بِفرسه في مياه المُحيط حتَّى بلغت بطنه، وقال: «يَا رَب لَولَا هّذَا البَحْرِ لَمَضَيتُ فِي البِلَادِ مُجَاهِدًا فِي سَبِيلِك». وورد في موضعٍ آخر أنَّهُ قال: «يَا رَب لَولَا أنَّ البَحْرَ مَنَعَنِي لَمَضَيتُ فِي البِلَادِ إِلَى مَسَالِكَ القَرْنَينِ مُدَافِعًا عَن دِيْنِكَ مُقَاتِلًا مَن كَفَرَ بِك».

#### مقتل عقبة
وصل عقبة إلى بلاد جزولة في السوس الأقصى، واتصل بقبائلها فأسلمت. بعد ذلك قرَّر عقبة العودة إلى القيروان، فسار وهو يعمل على نشر الإسلام في المغارب البعيدة، فاستمعت له الكثير من القبائل ودخلت في الإسلام، وانضمَّ بعضُ رجالها إلى الجيش الإسلامي. وترك عقبة أحد أصحابه في منطقة وادي تنسيفت - في مُنتصف المسافة بين مدينتيّ مُرَّاكش والصُويرة حاليًّا - يُدعى «شاكر» لِتعليم البربر أُصول الإسلام. وهذا الموضع عُرف باسم هذا التابع، فهو «رباط شاكر» أو «رباط سيدي شاكر» أو «سيدي شيكر» حسب النطق الدارج بتلك الأنحاء. وحتَّى ذلك الوقت لم يجد عقبة مُقاومة جديَّة، لكنَّهُ بدأ يُواجه المتاعب وفق ما تنص عليه المراجع. فعندما دخل بلاد دكالة ودعا أهلها إلى الإسلام امتنعوا عليه ودبَّروا الغدر به بحسب الظاهر، فقاتلهم وهزمهم، لكنَّ ذلك كلَّف المُسلمين غاليًا، إذ قُتل الكثير منهم بما فيهم عددٌ من القادة، فسُمي ذلم الموضع بِـ«مقبرة الشُهداء». ثُمَّ تابع سيره حتَّى وصل إلى بلاد هسكورة، حيثُ يقولُ بعض الباحثين أنَّ معركةً أُخرى جرت بين المُسلمين وأهل تلك الأصقاع انتهت بانهزامهم، فيما قال آخرون أنَّ بربر هسكورة فرّوا من أمام عقبة، وأنَّهُ لم يُقاتلهُ أحد بعد ذلك من أهل المغرب.
ولمَّا بلغ عقبة مدينة طبنة، صرف جُلّ عساكره إلى القيروان حتى بقي في قلَّةٍ من جُنده، يُقدَّر عددهم بِحوالي 300 رجل فقط، مُعظمهم من الصحابة والتابعين. فكانت تلك الفُرصة الثمينة التي ينتظرها كُسيلة للثأر من المُسلمين، فاتصل بالروم والفرنجة وحشد منهم ومن قبائل البربر غير المُسلمة جيشًا قوامه خمسون ألف مُقاتلٍ تقريبًا، واعترض عقبة ومن معهُ عند تهودة في الزَّاب جنوب جبال الأوراس. فلمَّا رأى عقبة جيش العدو أيقن بالنهاية، فأخلى سبيل أبي المُهاجر وطلب منهُ الانصراف إلى المشرق، وكذلك من المُسلمين الذين يرغبون في العودة، وصمم هو على أن يُقتل في سبيل الله. لكنَّ أبا المُهاجر رفض وأفراد الجيش، بل أنَّ أبو المُهاجر رفض أن تُفكَّ قُيوده كي لا يُغرى بالانسحاب، ونزل هو والجُنود عن خُيولهم وكسروا أغماد سُيوفهم كي لا تُعاد فيها. وسُرعان ما اشتبك عقبة ورجاله مع جيش كُسيلة في معركةٍ غير مُتكافئة، فقُتل عقبة وأبو المُهاجر وأغلب الجيش، ووقع في الأسر قلَّة منهم مُحمَّد بن أوس الأنصاري ويزيد بن خلف العبسي، افتداهم ابن مُصاد البربري المُسلم صاحب قفصة، وأرسلهم إلى زُهير بن قيس البلوي نائب عقبة على القيروان.
بعدئذٍ في مُحرَّم سنة 64هـ، زحف كُسيلة إلى القيروان، فحاصرها وقاومه زُهير بن قيس البلوي، ولم يتمكن كُسيلة والبربر من افتتاح القيروان، إلَّا أن المُسلمين آثروا إخلاء المدينة والخُروج إلى برقة، لاستحالة قُدوم المدد من الخلافة لِموت يزيد في تلك الفترة، وانقسام المُسلمين بين دعوتي عبد الله بن الزُبير ومروان بن الحكم، فارتدّ جانب كبير من بربر زناتة والبرانس. بعد انسحاب المُسلمين دخل كُسيلة ورجاله المدينة فوجدوها مهجورةً إلَّا من الشُيوخ والنساء والأطفال الذين طلبوا الأمان، فاستجاب لهم كُسيلة وأمَّنهم على حياتهم، وتربَّع في قصر الإمارة حاكمًا على خليطٍ سُكَّانيٍّ جديدٍ من العرب والبربر.

## موجة الفُتوح الثالثة (العصر الأُموي الثاني)

### استرجاع إفريقية ومقتل كُسيلة
ضاعت إفريقية من المُسلمين بعد أربعين سنةً من الجهاد قضوها بين غزوٍ وفتح، لكنَّ خسارتها هذه المرَّة كانت مُختلفة، فقد خُسرت الأرض لكنَّ قسمًا كبيرًا من القبائل البربريَّة كان قد آمن بالإسلام، وبقي على عقيدته حتَّى بعد خُروج إفريقية من تحت الراية الأُمويَّة. ورفضت تلك القبائل والجماعات حُكم كُسيلة الأوربي وثارت عليه، كما ثارت عليه قبائل بربريَّة أُخرى لم تقبل بِحُكمه لاعتباراتٍ قبليَّة محضة. وفي تلك الأثناء انشغل الأُمويّون عن أمر المغرب كُلَّه دفعةً واحدة بِسبب قيام عدَّة ثورات هدَّدت وُجود وبقاء الخِلافة الأُمويَّة، وفي مُقدمتها ثورة عبد الله بن الزُبير في الحجاز. وقضى مروان بن الحكم فترة خِلافته القصيرة وهو يُحاول استرداد مصر - طريق المغرب - من أيدي عبدُ الرحمٰن بن جحدم الفهري والي عبد الله بن الزُبير، ولمَّا تمكَّن من ذلك في جُمادى الآخرة سنة 65هـ، جعل مروان بن الحكم ابنه عبد العزيز واليًا على مصر. وبعد أن هدأت الأوضاع نسبيًّا في الشَّام بعد أن تولَّى عبد الملك بن مروان الخِلافة، وجد الأخير أمامهُ مُتسعًا من الوقت لِيقوم بِعملٍ ما في المغرب، خاصَّةً وأنَّهُ خشي من انعكاس نتائج التحالف البيزنطي - البربري وما يُمكنُ أن يُسبِّبه من تهديدٍ لِلحُدود الغربيَّة لِدولته، فعهد إلى زُهير بن قيس البلوي - الذي كان ما يزالُ مُرابطًا في برقة - بِقيادة العمليَّات العسكريَّة وأمرهُ بالانتقام من كُسيلة، واستعادة الأراضي التي أخلاها المُسلمون بعد مقتل عقبة. بناءً على هذا، أمر الخليفة شقيقه عبد العزيز بن مروان، والي مصر، أن يُبلِّغ زهير بن قيس ببرقة أن يُقدم على غزو إفريقية بعد أن عيَّنهُ واليًا عليها. وأمدَّ الخليفة عاملهُ بالرجال والأموال، وحثَّ الناس في الشَّام على التوجُّه إلى إفريقية والانضمام إلى جيش زُهير للجهاد. وأرسل إليه عدَّة قادة مُسلمين من رجال الحرب، ومن هؤلاء تبيع بن امرأة كعب الأحبار، الذي كان خبيرًا بِحرب الروم في آسيا الصُغرى وجُزر البحر.

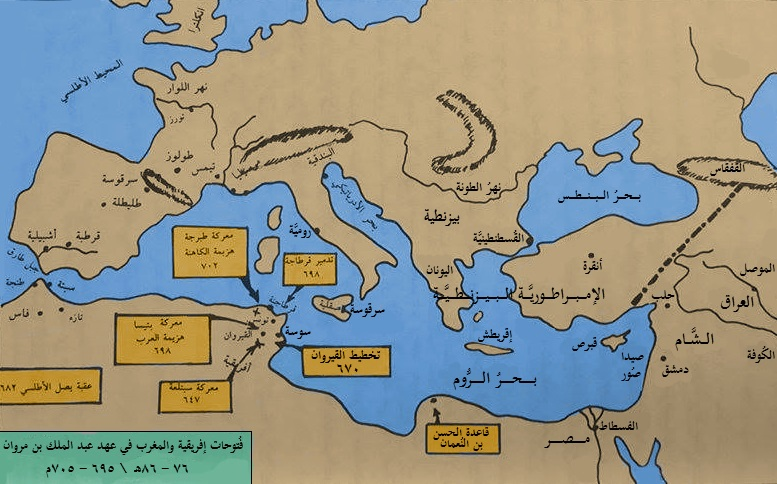
أحداث فتح إفريقية والمغرب في عهد الخليفة الأُموي عبدُ الملك بن مروان.

بعد أن استكمل زُهير تجهيزاته، خرج إلى إفريقية في جيشٍ كبيرٍ سنة 69هـ. بلغ كُسيلة الخبر وهو في القيروان، فأعدَّ جيشًا من البربر والروم يفوق الجيش الإسلامي عددًا، وقرَّر الانسحاب من القيروان كي لا يقع بين الجيش الإسلامي الزَّاحف من الشرق وسُكَّانُ القيروان المُسلمين الذين عاهدهم، فتوجَّه إلى مكانٍ بين القيروان والأربس فيه ماء يُدعى «ممس» كي يشرب منهُ الجيش، وهو قريبٌ من جبال الأوراس وخاطب جيشهُ قائلًا: «إِن هَزَمْنَاهُم إِلَى طَرَابُلس قَطَعْنَا آثَارَهُم فَيَكُونُ لَنَا الغَرْبُ إِلَى آخِرِ الدَّهرِ. وَإِن هَزَمُونَا كَانَ الجَبَلُ قَرِيبًا مِنَّا وَالشُّعَرَاءُ نَتَحَصَّنُ بِهُمَا». أمَّا الجيشُ الإسلاميّ فقد خيَّم بِقرية قرشانة بِضواحي القيروان مُدَّة ثلاثة أيَّام، لم يدخل المدينة، وزُهير يدرُسُ مكان المعركة، وفي اليوم الرَّابع زحف حتَّى أشرف على مُعسكر كُسيلة ووقعت بين الطرفين معركةٌ كبيرة لم تعرف إفريقية لها مثيلًا من قبل، إذ فشى القتل بين الفريقين، وما كاد النهار يُشرفُ على الانتهاء حتَّى حقق المُسلمون نصرًا كبيرًا، فانهزم البربر والروم وقُتل كُسيلة وكثيرٌ من أصحابه. وأشارت بعض المراجع إلى أنَّ المُسلمين تتبعوا المُنهزمين يقتلونهم ويثأرون منهم، وأنَّهم استمرّوا بِمُطاردتهم حتَّى فتحوا مدينة شقبنارية. وفي كُل الأحوال فإنَّ تلك الهزيمة أفنت فُرسان البربر وصار حُكمُ الروم في المغرب مُضمحلًّا. أمَّا زُهير فإنَّهُ عاد إلى برقة، فوجد الروم قد هاجموها بأُسطولهم، فقاتلهم بمن معه، إلا أنه انهزم وقُتل زهير في المعركة. ولما بلغ البربر الخبر انتقضوا مجددًا، واجتمعوا على كاهنة من زناتة تدعى ديهيا.

### فتح قرطاج

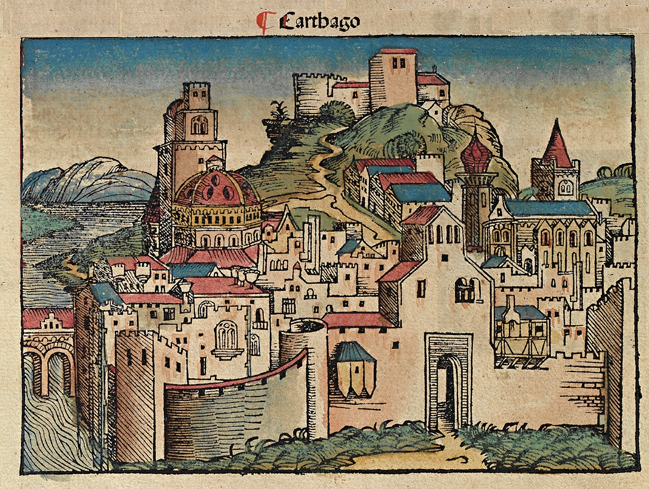
مُنمنمة إفرنجيَّة قديمة لِمدينة قرطاج عاصمة إفريقية.

توقَّف الفتح أربع سنواتٍ لانشغال عبد الملك بن مروان بالقضاء على ثورات الجراجمة في الشَّام والقيسيين بِقيادة زفر بن الحارث الكلابي بِقرقيساء، وتآمُر عمرو بن سعيد بن العاص في دمشق عليه، وثورة مُصعب بن الزُبير في العراق وأخيه عبدُ الله في الحجاز. فلمَّا تمَّ لهُ ذلك تفرَّغ للمغرب وأعدَّ جيشًا كبيرًا مُنظمًا مُزوَّدًا بِكافَّة أنواع الأسلحة عدده ستَّة آلاف جُندي. وولَّى عليه قائدًا من مشاهير قادة الشَّام، وهو حسَّان بن النُعمان الغسَّانيّ سنة 74هـ المُوافقة لِسنة 693م، وأمره بالمسير إلى مصر والإقامة فيها حتَّى تكتمل الاستعدادات. ولمَّا تمَّ لهُ ذلك أُذن لهُ بالتوجُّه إلى إفريقية وقد أطلق يده في أموال مصر. خرج حسَّان بالجيش من مصر سنة 74هـ على رأس جيشه ونزل في طرابُلس حيثُ انضمَّ إليه من كان هُناك من عرب إفريقية وطرابُلس والبربر المُسلمين بِقيادة هلال بن ثروان اللواني ومُحمَّد بن أبي بكير، فازداد حجم الجيش حتَّى بلغ حوالي 40 ألف رجل، وبعد أن أصلح شأنه خرج نحو إفريقية ودخل القيروان حيثُ تجهَّز منها للغزو، فبعث سرايا لِتفقد الأُمور أولًا، وعادت إليه وقد أصابت غنائم كثيرة. واتَّبع حسَّانٌ خطَّة عسكريَّة جديدة أساسُها مُقابلة أعدائه من الروم والبربر كُلٌ على حدة حتَّى يسهل عليه القضاء عليهم. وكان حسَّان قد سأل أهالي إفريقية عن أعظم مُلوكها، فقيل له صاحبُ قرطاج والكاهنة زعيمةُ جبال الأوراس. فقرر أولًا توجيه ضربته إلى قرطاج عاصمة إفريقية القديمة مُنذ أيَّام الفينيقيين، ولم يكن المُسلمون قد حاربوها من قبل. وضرب المُسلمون الحِصار على المدينة الحصينة، وكان بها عددٌ كبيرٌ من الروم، ودارت معركةٌ طاحنةٌ بين المُسلمين والروم ما بين تراشُقٍ بالنُبل والسهام والرميِّ بالمجانيق، وما بين تلاقٍ بين الفُرسان والمُشاة، وكان المُسلمين شديدي الوطأة على خُصومهم، الذين يأسوا من إمكانهم الصُمود، حتَّى أنَّ كثيرًا منهم فرَّ في المراكب إلى جزائر البحر وخاصَّةً نحو صقليَّة، ومنهم من قيل أنه هرب إلى أيبيريا. والظاهر أنَّ ذلك تمَّ خديعةً، إذ تنصُ إحدى الروايات أنَّ البيزنطيين طلبوا الأمان من حسَّان، فلمَّا أوقف القتال هربوا في المراكب. دخل المُسلمون المدينة وأعطوا الأمان لِأهلها، وبلغهُ أنَّ الروم والبربر جمعوا صُفوفهم في صطفورة وبنزرت، فسار إليهم واشتبك معهم في قتالٍ عنيفٍ انتصر فيه انتصارًا حاسمًا، فلجأ من بقي من الروم إلى مدينة باجة وتحصنوا فيها والبربر إلى منطقة بونة. وكانت الجراح قد فشت بين المُسلمين خلال معاركهم العديدة، فرجع حسَّان إلى القيروان لِتضميد جراح الناس، ولِإصلاح شؤونه. وهكذا تمَّ للمُسلمين فتح قرطاج عاصمة البيزنطيين في إفريقية.

### ثورة الكاهنة
وقع في غُضون الحملات العسكريَّة الإسلاميَّة على فُلول الروم تبدلٌ مُذهلٌ في موقف البربر، إذ انفجرت قبائلُ الأوراس بِقيادة امرأةٍ غامضةٍ عُرفت في المصادر العربيَّة والإسلاميَّة باسم «الكاهنة» وكانت خبيرةً بالسحر والتنبؤ بما يقع من الأحداث، واسمها الحقيقي هو «ديهيا بنت ماتية بن تيفان الجرواتيَّة الزناتيَّة»، أي أنها تنحدر من قبيلة جِراوة الزناتيَّة البتريَّة، وقد دانت، على ما يبدو، بالعقيدة اليهوديَّة. وقد حُرِّف اسمها بالعربيَّة فصار «داهية»، ويُحتمل أن يكون مُجرَّد لقب أطلقهُ المُؤرخون اللاحقون عليها لاتصافها بالدهاء، وهذه صفةٌ أساسيَّةٌ عند السحرة والمُشعوذين. ونجحت الكاهنة في تحقيق التفافٍ واسعٍ حول ثورتها من البربر الأوراس ومن بقايا البيزنطيين، فسارت إلى مدينة باغاية الساحليَّة آخر المعاقل المُهمَّة التي احتفظ بها البيزنطيُّون وسيطرت عليها، ثُمَّ راحت تتحدى المُسلمين. وفي ذلك الوقت بدأ حسَّانٌ بِتنفيذ الشطر الثاني من خطته، أي القضاء على قبائل البربر العاصية، بعد أن شُفي رجاله مما أصابهم من الجراح، وبعد أن أصلحوا من أحوالهم، فسار نحو جبال الأوراس، ولمَّا عرفت الكاهنة بِمسير المُسلمين إليها، بدأت في تطبيق سياستها التي ستُمارسُها لاحقًا على نطاقٍ واسعٍ، وهي سياسة الأرض المحروقة التي تهدف إلى ترك الأرض خرابًا أمام الخصم كي لا ينتفع بِخيراتها ويزهد في الإقامة بها، فقامت بالخُروج مع رجالها من حصن باغاية ودمَّرته وأحرقته. وانسحبت القائدة البربريَّة إلى مجرى ماء يُحتمل أن يكون أحد روافد نهر مسكيانة، أو وادي مليانة ورُغم ما تقوله النُصوص من أنَّ الجيش الإسلامي كان في مركزٍ استراتيجيٍّ جيِّد في أعلى الوادي وأنَّ جُموع البربر كانت في أسفله، فإنَّ المعركة العظيمة بين الطرفين انتهت بهزيمة المُسلمين، وأسر 80 رجلاً من أشرافهم أشهرهم خالد بن يزيد العبسي الذي تبنَّتهُ الكاهنة واتخذتهُ مُستشارًا لها.

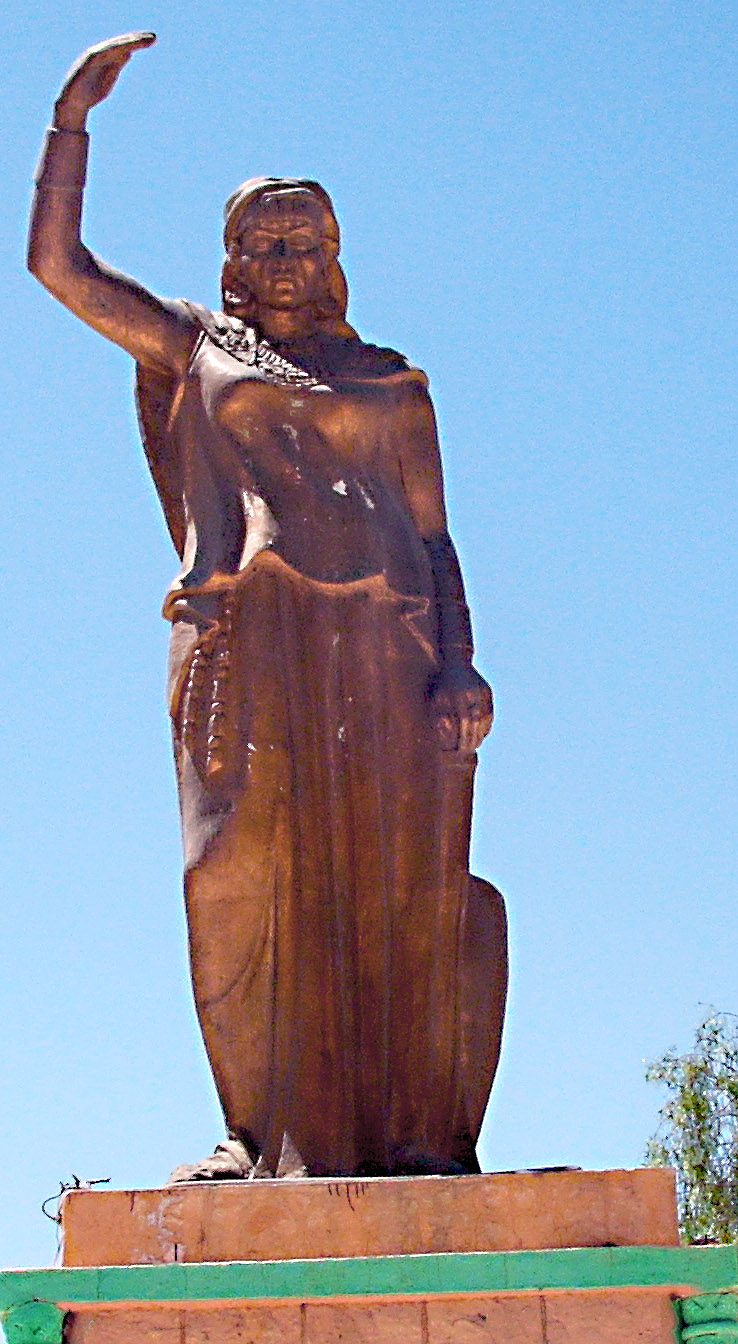
تمثالٌ لِلكاهنة في مدينة خنشلة.

وطاردت الكاهنة المُسلمين حتى خرجوا إلى برقة واضطرّوا إلى التخلَّي عن فُتوحاتهم في إفريقية والمغرب للمرَّة الثالثة خِلال عشر سنوات، ودان المغرب لها 5 سنوات. وقد أحسنت الكاهنة مُعاملة الأسرى المُسلمين ثُمَّ أطلقتهم إلَّا خالد بن يزيد بِطبيعة الحال. نفَّذت الكاهنة خِلال غيبة المُسلمين استراتيجيَّّتها العسكريَّة سالِفة الذِكر، ويُقال أنَّها قالت للبربر: «إنَّ العَرَبَ إِنَّمَا يَطلِبُونَ مِن إِفْرِيقِيَة المَدَائِنَ وَالذَّهَبَ وَالفِضَّة، وَنَحْنُ إِنَّمَا نُرِيدُ مِنهَا المَزَارِعَ وَالمَرَاعِيَ، فَلَا نَرَى لَكُمُ إِلَّا خَرَابَ إِفْرِيقِيَة كُلَّهَا حَتَّى يَيْأَس مِنهَا العَرَبُ، فَلَا يَكُونُ لَهُمُ رُجُوعٌ إِلَيْهَا إِلَى آخِرِ الدَّهرِ». وهكذا نزل أتباعُها يقطعون الشجر ويهدمون الحُصون ويخربون القُرى ويحرقون الزرع والضرع، فخرُبت إفريقية كُلها، وانتابت البلاد موجةٌ من الذُعر والخوف بين الأهالي من الأفارقة والبربر المدنيين والروم المُقيمين في إفريقية، فترك كثيرٌ منهم البلاد فرارًا من الكاهنة، ورحلوا في المراكب إلى جزائر البحر وكذلك إلى أيبيريا. أمَّا حسَّان فكان في تلك الفترة لابثًا ببرقة حتى جاءه المدد من عبد الملك بن مروان سنة 78هـ، فراسل حسَّانٌ خالد بن يزيد أولًا يسأله عن خبر الكاهنة، حتى أدرك أوضاعهم، ثم زحف حسَّان مُجددًا لِقتال الكاهنة والثأر لِهزيمته الأولى. وقد اقترنت عودة المُسلمين هذه المرَّة بِتغييرٍ في موازين القوى والتحالُفات السياسيَّة، إذ استقبل السُكَّان البيزنطيّون والأفارقة والبربر حسَّانًا مُستغيثين به من الكاهنة، وقدَّموا لهُ الأموال والطَّاعة. واستردَّ المُسلمون بعض القلاع مثل قابس وقفصة وقسطيلية، ودخلوا المغرب الأوسط. وعندما اقترب حسَّان من الكاهنة أدركت المرأة الغريبة بِفراستها أنَّها عاجزة عن مُواجهة المُسلمين، بعد وُصول الإمدادات إليهم وانضمام البيزنطيين والبربر إلى صُفوفهم، وعرفت أنَّ نهايتها أصبحت قريبة، لكنَّها لم تستسلم مُعتبرةً ذلك من العار، فأوغلت في جبال الأوراس لِتسحب المُسلمين خلفها، فطاردها حسَّان مُدَّة سنتين إلى أن حصل اللقاء الحاسم معها، وفي ذلك الوقت كان جيش المُسلمين قد تضخَّم كثيرًا بعد أن انضمَّ إليه المزيد والمزيد من البربر الذين اعتنقوا الإسلام، بما فيهم بعض أتباع الكاهنة الذين انتفضوا عنها شيءًا فشيئًا، ودارت بين الطرفين معركةٌ ضارية في منطقة طبرقة كثُر فيها القتل، إلَّا أنَّ النصر كان حليفُ المُسلمين، وسقطت الكاهنة قتيلةً في المعركة. بعد مقتل الكاهنة، خضع بربر تلك المناطق للمُسلمين، وانضم منهم 12 ألف إلى المُسلمين بعد أن أعلنوا إسلامهم. استعاد حسَّان بذلك القيروان، فدخلها وعمّرها مُجددًا، والتفت إلى تنظيم ولايته إداريًّا، فدوَّن الدواوين وأقام الخراج على من بقي من الروم والبربر في إفريقية على المسيحيَّة، كما ابتنى دار للصناعة بأمرٍ من عبد الملك بن مروان، ثُمَّ سار سنة 79هـ إلى دمشق بالغنائم.

### تخريب قرطاج وتخطيط تُونُس

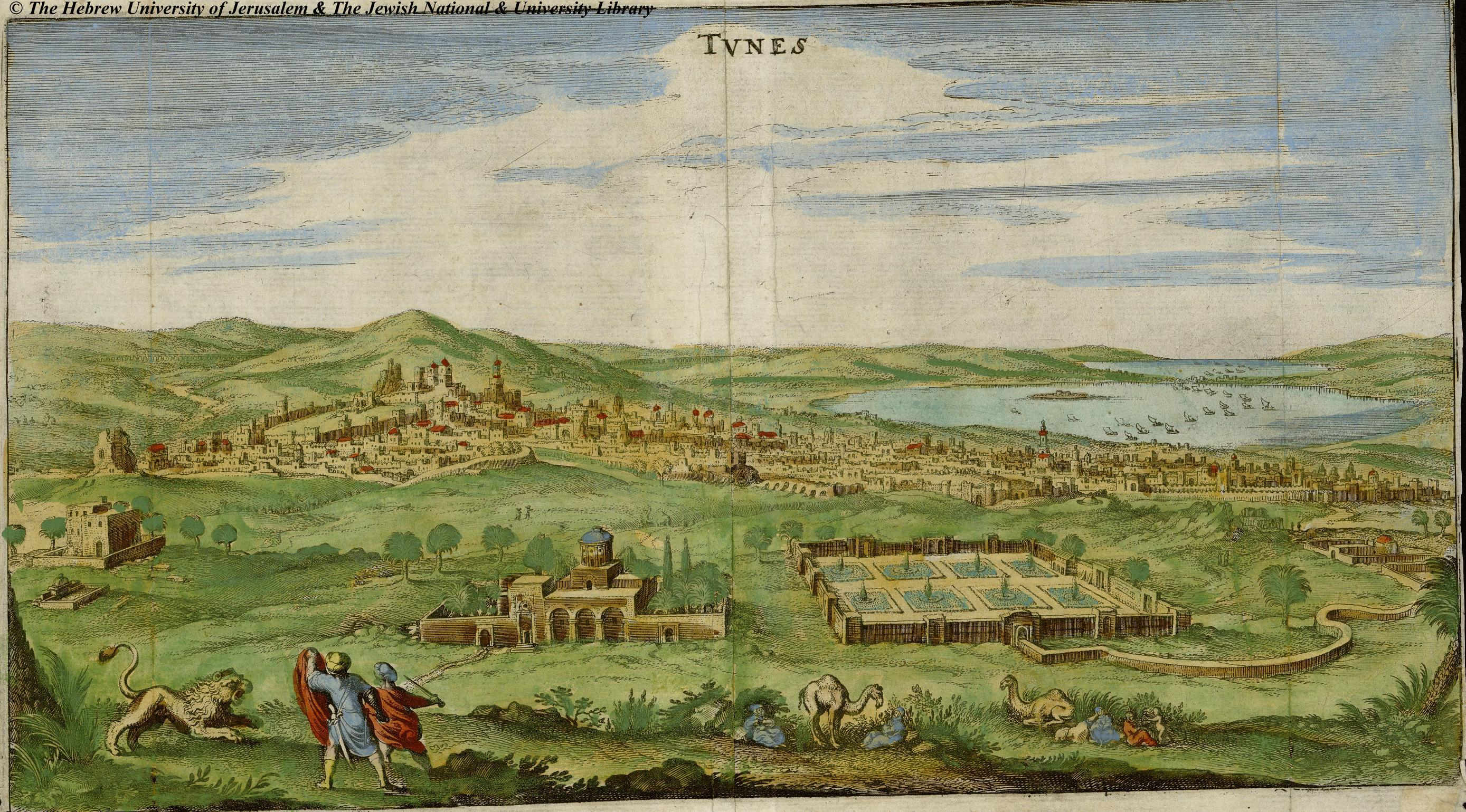
رسمٌ إفرنجيّ لِمدينة تُونُس تظهر فيها جُغرافية المدينة وموضعها على مقرُبةٍ من البُحيرة والبحر المُتوسِّط والجبال، حيثُ قرر حسَّان بن النُعمان تشييدها.

حصل في غُضون حرب المُسلمين والكاهنة أن حاول البيزنطيّون استعادة قرطاج بِواسطة أُسطولٍ بحريٍّ واقتحموها في سنة 82هـ المُوافقة لِسنة 701م، فسار إليهم حسَّان دون أن يلقى مُقاومةً في الطريق، وضرب الحصار على المدينة، ولم يُطق الروم مُدافعة المُسلمين فهربوا في سُفنهم، ودخل المُسلمون المدينة عنوةً في تلك المرَّة، وحتَّى يقضي على آمال الروم في العودة إليها، وبعد أن تبيَّن لهُ تطرُّف المدينة وصُعوبة الدفاع عنها، وأنها الباب الذي يأتي منه الروم لِغزو ديار الإسلام في المغرب، قرر حسَّانٌ هدمها وإفنائها عن بُكرة أبيها. فتفاهم مع أهلها أن يحزموا أمتعتهم ويحملوا نفائسهم للخُروج على أن يُسكنهم في مدينةٍ جديدة، ثُمَّ أرسل إلى أهل الأقاليم المُجاورة فأتوه مُسرعين، فأمرهم بِتخريب المدينة، وقطع القناة التي تجلب إليها الماء، ففعلوا. وهكذا انتهت المدينة القديمة التي عاشت بعد تخريبها في الحرب البونيقيَّة الثالثة، وعاد حسَّان إلى القيروان مُصطحبًا معه أهالي قرطاج، وأسكنهم في عاصمته مُؤقتًا.
بعد تدمير قرطاج قرَّر حسَّان بناء مدينةٍ إسلاميَّةٍ جديدةٍ تكون المنفذ الجديد لِإفريقية على البحر المُتوسِّط، وراسل الخليفة عبد الملك بن مروان طالبًا منهُ الأذن بِذلك. استجاب الخليفة ورأى أن تُساهم مصر بِهذا العمل، فأرسل إلى أخيه عبد العزيز يطلب منه تجهيز ألف أُسرة مصريَّة خبيرة بِصناعة السُفن وإرسالهم إلى إفريقية لِلمُساهمة في بناء القاعدة البحريَّة الجديدة. وكان على البربر أيضًا أن يُساهموا في البناء، فتقرر أن يكون جلب الخشب اللازم لِصناعة السُفن من غابات الجبال الداخليَّة نوعًا من «التكليف» يقومون به. واختار حسَّان قرية «ترشيش» القديمة لِبناء مدينته الجديدة، على بُعد 12 ميلًا شرق قرطاج، تتوغَّل في الداخل غرب بُحيرة تُونُس، وتتصل بالبحر شرقًا عن طريق مرسى رادس. وكانت البُحيرة ضحلة لا تصلح لِسير السُفن فأمر بِشق قناة داخل البُحيرة تصل ما بين دار الصناعة والمرسى. وسُميت المدينة الجديدة «تُونُس»، ولعلَّ أصل الاسم يرجع إلى قرية قديمة كانت قائمةً في ذلك الموقع وتُسمَّى «تينس»، أو لِأنَّ كان هُناك صومعةً للرُهبان في ذلك المكان الموحش كان المُسلمون يلجؤون إلى جوارها، فيستأنسون بِترتيل رُهبانها، فكانوا يقولون هذه الصومعة «تُؤنس» فسُمي المكانُ «تُونُس».

### ولاية مُوسى بن نُصير وتمام فتح المغرب

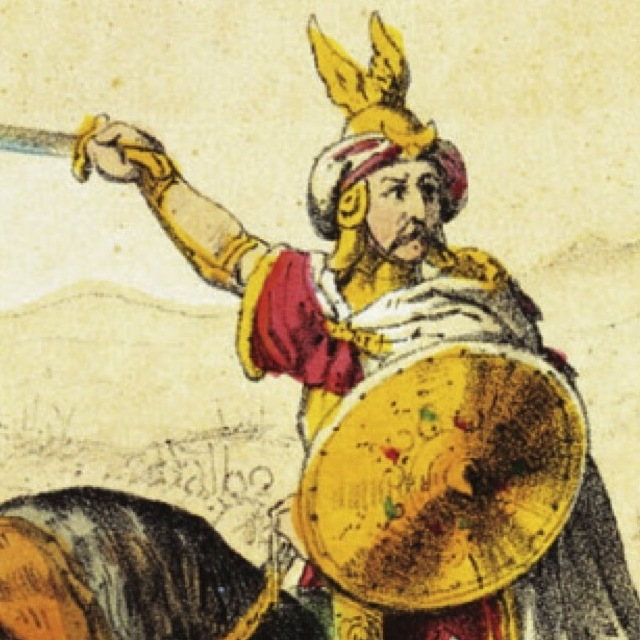
رسمٌ تخيُليٌّ لِمولى موسى بن نُصير طارق بن زياد، أحد أبرز القادة المُسلمين في المرحلة الأخيرة من فتح المغرب.

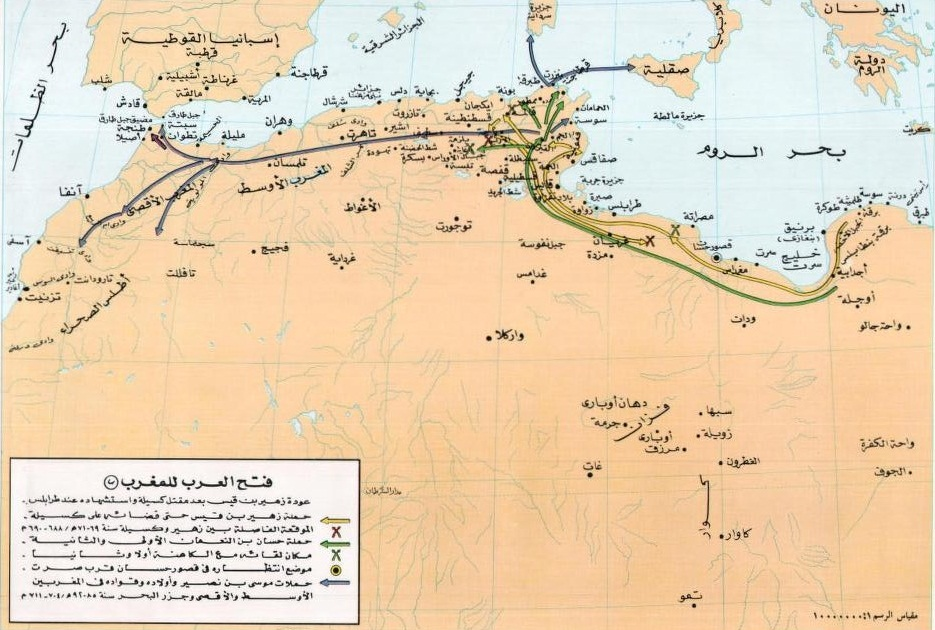
خريطة تُبيِّنُ المراحل الأخيرة من فتح المغرب.

بعد أن سار حسَّان بالغنائم، عزله عبد العزيز بن مروان والي مصر عن إفريقية، وولَّاها مُوسى بن نُصير، وذلك في سنة 85هـ المُوافقة لِسنة 704م، وقد رافق القائد الجديد أولاده الأربعة وهم مفطورون على التربية العسكريَّة. بدأ موسى بن نُصير ولايته بإرسال البُعوث لقتال وإخضاع ما تبقَّى من المُتمردين البربر حول القيروان (واللافت أنَّهُ انتهج نهجًا قاسيًا مع المُتمردين للانتهاء من فتح هذا الإقليم الذي طال كثيرًا)، فبعث 500 فارس لقتال البربر بِنواحي قلعة غزوان القريبة من القيروان فهزموا البربر، ثم وجَّه ابنه عبد الله ففتح بعض نواحي إفريقية، كما وجَّه ابنه مروان ففتح نواحي أُخرى في إفريقية. وفي سنة 83هـ، فتح مُوسى بن نُصير ناحية سجومة في أرض الزَّاب، فقتل زُعمائها وأمر بني عقبة بن نافع عياض وعُثمان وأبا عُبيدة بالثأر لأبيهم، فقتلوا من أهل سجومة 600 رجل. ثم غزا مُوسى بن نُصير قبائل هوارة وزناتة وكتامة، فهزمهم وسبى منهم خمسة آلاف رجل.
وفي سنة 85هـ، غزا مُوسى المغرب الأقصى، فهزم البربر، وطاردهم غربًا وسبى منهم الكثير، حتى بلغ السوس الأدنى، ثم تقدم إلى سبتة، فصالحه حاكمها يُليان على أداء الجزية. كما غزا طنجة وفتح درعة وصحراء تافيلالت، وبعث ابنه إلى السوس، فصالحه المصامدة، فأنزلهم بطنجة سنة 88هـ، فجعل عليهم مولاه طارق بن زياد واليًا على طنجة وما حولها في 17 ألف من العرب و12 ألف من البربر، وأمر العرب أن يعلموا البربر القُرآن وأن يُفقهوهم في الدين، ثُمَّ عاد إلى إفريقية. ولم تقتصر غزوات مُوسى بن نُصير على المناطق البريَّة في المغرب، وإنَّما قام بِنشاطٍ بحريٍّ استهدف الجُزر القريبة من شاطئ المغرب لم يكن هدفها الاستقرار بِقدر ما كانت حملات استطلاعيَّة والحُصول على المغانم والأسلاب. إنما نتج عنها شلُّ حركة الأساطيل البيزنطيَّة في البحر المُتوسِّط التي كانت تُشكِّلُ خطرًا مُباشرًا، وتهديدًا مُستمرًا لِوُجود المُسلمين في إفريقية. فغزا مُوسى في سنة 86هـ المُوافقة لِسنة 705م جزيرة صقلية، وغنم غنائم كثيرة. كما غزا قائده عيَّاش بن أخيل مدينة سرقوسة، وغزا عبد الله بن مُرَّة جزيرة سردانية. وهكذا استقرَّ الحُكم الإسلامي في المغرب، بعد سنواتٍ طوالٍ من الحُروب والجهاد والغزوات، وانتهى أغلب الأفارقة والبربر والسودان من أهل المغرب، إلى قُبول الإسلام واعتناقه، وامتزجوا مع العرب الوافدين تدريجيًّا ليُشكلوا معًا خليطًا بشريًّا جديدًا من سكنة تلك البلاد.

## المغرب في ظل الحُكم الإسلامي

### الأثر الديني
أقبل البربر والأفارقة على اعتناق الإسلام خلال السنوات التي شهدت خلالها البلادُ المغربيَّة حركة المد والجزر في الفُتوح، فقد كانت أربعون سنةً من استقرار المُسلمين بِالشمال الإفريقي مُنذ قدوم عقبة بن نافع كافيةً لِجعل كثيرٍ من البربر يعتنقون الإسلام عن عقيدةٍ واقتناع، وكان من بين هؤلاء المُؤمنين، طارق بن زياد الذي تمَّ بفضله إقرار الإسلام في الأندلُس. وتُعزى سُرعة انتشار الإسلام في صُفوف العديد من القبائل البربريَّة إلى التشابه الكبير في ظُروف الحياة والعادات والتقاليد بين العرب والبربر، فكِلا الطرفين كانا سكنة مناطق قاسية الطبيعة والمُناخ، وبُعضهم عاش حياةً مُتطابقة تقريبًا، كبربر الصحاري وبدو العرب، لِذا جاء فهم تلك القبائل للإسلام سريعًا وشبيهًا بِفهم أعراب شبه الجزيرة العربيَّة. وقُدِّر لِبعض البربر أن يُصبح أكثر حماسةً للإسلام من العرب أنفُسهم، وهذا التحوُّل الذي طرأ على وضعهم كانت لهُ آثارٌ إيجابيَّةٌ في فتح الأندلُس بعد ذلك لأنَّ مُعظم قبائل البربر أخذت، بعد اعتناقها الإسلام، تتوق إلى الحرب والجهاد. وقد أدرك مُوسى بن نُصير هذه النزعة فاستغلَّها بِتوجيههم إلى الفُتوحات الخارجيَّة، ولم يكن بِإمكانه في هذه الحالة سوى عُبورُ المضيق لِتحقيق هذا الغرض. هذا ويُلاحظ أنَّ الأثر الديني كان في الشمال أعمق منهُ في سائر جهات المغرب، أمَّا في المغرب الأقصى فلم تتمكن مبادئ الدين الصحيحة في نُفوس البربر، فأحدث البرغواطيين في الإسلام بدعًا كثيرة، ولم يستطع الأدارسة ولا دُويلات القرن الرابع الهجري أن تضع حدًا لِهذه البدع، حتَّى قضى عليها يُوسُف بن تاشفين. ومن جهةٍ أُخرى، يُلاحظ أنَّ بعض قبائل البربر التي أعلنت إسلامها في عهد مُوسى بن نُصير يغلب الظن أنَّها فعلت ذلك خوفًا على نفسها نظرًا لانتهاج الوالي الجديد نهجًا عنيفًا وقاسيًا في قتالها، مما أدخل الهلع والذُعر في نُفوس أبنائها، وهذا ما دفعهم إلى طلب الأمان وإعلان إسلامهم. لكنَّ هذه الفئة من البربر بقيت تحقد على العرب وتتحيَّن الفُرصة للانتقام منهم، فاعتنقوا أفكار الخوارج لأنَّهم وجدوا فيها سبيلًا للثورة على الحُكم الإسلامي «العربي» للتخلُّص منه. أمَّا المسيحيَّة فقد تراجعت بشكلٍ كبيرٍ حتَّى اختفت كُليًّا من كافَّة أنحاء المغرب وفق الرأي التقليدي، ويُعتقد أنَّ سبب تراجع واختفاء المسيحيَّة في إفريقية كان بِسبب عدم وُجود رهبنةٍ قويَّةٍ مُتماسكةٍ تضُمُّ حولها شتات النصارى الأفارقة، كما أنَّ الكنيسة الإفريقيَّة كانت حتَّى زمن الفُتوح الإسلاميَّة ما تزال تُعاني من آثار الاضطرابات بينها وبين كنيسة القُسطنطينيَّة ومن الحركات والثورات التي قام بها الهراطقة. لِهذا، يبدو أنَّ الأفارقة والبربر المسيحيين وجدوا في الإسلام مُنقذًا لهم من تلك التخبُطات التي عانوا منها، ويبدو أنَّ بعضهم الآخر كان يعتنق المسيحيَّة ظاهريًّا فقط، وما أن سنحت لهُ الفُرصة حتَّى ارتدَّ عنها. ويتجه الرأي المُعاصر، بالاستناد إلى بعض الأدلَّة، إلى القول بأنَّ المسيحيَّة الإفريقيَّة صمدت في المنطقة المُمتدَّة من طرابُلس إلى المغرب الأقصى طيلة قُرونٍ بعد الفتح الإسلاميّ، وأنَّ المُسلمين والمسيحيّين عاشوا جنبًا إلى جنب في المغرب طيلة تلك الفترة، إذ اكُتشفت بعض الآثار المسيحيَّة التي تعود إلى سنة 1114م بِوسط الجزائر، وتبيَّن أنَّ قُبور بعض القديسين الكائنة على أطراف قرطاج كان الناس يحجُّون إليها ويزورونها طيلة السنوات اللاحقة على سنة 850م، ويبدو أنَّ المسيحيَّة استمرَّت في إفريقية على الأقل حتَّى العصرين المُرابطي والمُوحدي.

### الأثر السُكَّاني
| الريفيُّون بربر الأطلس الأوسط التشلحيتيّون الآزناكيّون الطوارق | الشنَّاويُّون القبائليُّون الشاويُّون النفوسيُّون بربر آخرون (ورقليُّون، مُزابيُّون، تاسيويتون، إلخ) |

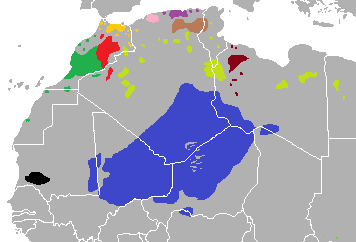
خريطة مُعاصرة تُبيِّن توزُّع البربر في بلاد المغرب وفق توزُّع وانتشار اللهجات الأمازيغيَّة:
الريفيُّون
بربر الأطلس الأوسط
التشلحيتيّون
الآزناكيّون
الطوارق
الشنَّاويُّون
القبائليُّون
الشاويُّون
النفوسيُّون
بربر آخرون (ورقليُّون، مُزابيُّون، تاسيويتون، إلخ)

كان سُكَّانُ المغرب قُبيل الفتح الإسلامي عبارة عن خليطٍ عرقيٍّ أفريقيّ - أوروپي بالمقام الأوَّل، وآسيوي بِدرجةٍ أقل. فأهلُ المغرب الأكثر عددًا وانتشارًا كانوا البربر أو الأمازيغ، وهؤلاء قومٌ من أُصولٍ إيبيروموريسيَّة بِحسب الظاهر، ويبدو أنهم استوطنوا أفريقيا الشماليَّة مُنذ حوالي 10,000 سنة ق.م. وقد انقسم هؤلاء إلى عدَّة قبائل يصعب رسم خريطة دقيقة لِتوزُعها في بلاد المغرب في العُصور الإسلاميَّة الأولى لأنَّ الكُتَّاب الأوائل لم يهتموا بإعطاء المعلومات التفصيليَّة عن القبائل وتوزيع مواطنها، بل تكلَّموا عنها بِشكلٍ عام. كما أنَّ المُتأخرون الذين جمعوا هذه المعلومات وأضافوا إليها أخبارهم الخاصَّة لم يعتنوا بِتصنيفها تصنيفًا منهجيًّا مُرضيًا حسب الترتيب الزمني الصحيح، فلم يُميزوا بين القديم منها والحديث. وأوَّلُ من أعطى صُورة مُفصَّلة عن تاريخ البربر وتوزُعهم الجُغرافي قديمًا وحديثًا كان العالم المُسلم الكبير ابن خلدون، فذكر مضارب ومواطن كُلٌ منها وعاداتها وتقاليدها. وإلى جانب البربر كان هُناك عدَّة أقليَّات كُبرى وصُغرى في مُختلف أنحاء المغرب، بعضُها استوطن البلاد مُنذ القِدم واندمج كُليًّا مع البربر وانقطعت صلته ببلاد أجداده، وبعضهم الآخر حافظ على تلك الصلة نظرًا لِعدم مضي ما يكفي من السنوات لانقطاعه وانعزاله. ومن تلك الأقليَّات: الأفارقة أو الأفارق وهؤلاء من مولودي الروم والبربر أو مولودي الفينيقيين الساميين والبربر، أي هُم من سُلالة البونيقيين الذين خضعوا للرومان واصطبغوا بالصبغة الرومانيَّة. ومنها أيضًا اليهود، الذين يُحتمل أنهم وصلوا المغرب مع الفينيقيين أولًا، ثُمَّ أتت منهم بعض الجماعات على أيَّام الرومان؛ ومنهم السودان أو الزُنوج، وهؤلاء أهالي الأصقاع الجنوبيَّة لِلبلاد المغربيَّة وقد سكنوا الحُدود الفاصلة بين أفريقيا الشماليَّة وجنوب الصحراء الكُبرى، وانتقلت بعض جمهراتهم إلى الشمال بِفعل تجارة الرقيق وبِفعل قوافلهم التجاريَّة الخاصَّة كذلك، التي استقطبها استقرار الحُكم الروماني في الشمال، ويظهر أنَّ هؤلاء امتزجوا سريعًا بِسائر أهالي المغرب، إذ لم يعثر المُسلمين عند وُصولهم إلى تلك البلاد إلَّا على قلَّةٍ منهم، في حين أظهرت الدراسات الأنثروپولوجيَّة التي أُجريت على سُكَّان بلاد المغرب خِلال القرن العشرين الميلاديّ وُجود أُصولٍ أفريقيَّةٍ سوداء لِلعديد من المغاربة. وأخيرًا شكَّل الروم والفرنجة أصغر الأقليَّات العرقيَّة بالمغرب قُبيل الفتح الإسلامي، ولا يبدو أنَّ تلك الجماعتين اختلطت بشكلٍ كبيرٍ مع البربر، بل كان الامتزاج بينها محدودًا لم يتجاوز التحالف أو الجوار، ولعلَّ تفسير وُجود شُقرة الشعر وزُرقة العُيون أو خُضرتها عند بعض البربر يرجع إلى امتزاجهم مع الفرنجة والوندال في قديم الزمان.
ومع استقرار الفُتوح الإسلاميَّة في المغرب، نزل العربُ في العديد من المُدن والبلدات والقُرى إلى جانب البربر والجماعات العرقيَّة سالِفة الذِكر، كما ورد البربر المُسلمون على المُدن حديثة الإنشاء كالقيروان. وقد امتزج العرب والبربر بشكلٍ كبيرٍ في المغرب حتَّى أصبح من العسير التفرقة بين أُصول المُكونين البشريين هذين لِكثرة ما اختلطوا وتزاوجوا، وقد أقبل الآلاف من العرب لِتعليم البربر أُصول ومبادئ الإسلام واللُغة العربيَّة كي يفقهوا ما يقرأونه في القُرآن. فقد أرسل الخليفة عُمر بن عبد العزيز عشرة علماء إلى بلاد المغرب لترسيخ القُرآن والسُنَّة النبويَّة وتعاليم الإسلام في صُفوف البربر. وساهم استيطان العرب بِبلاد المغرب واختلاطهم بالسُكَّان الأصليين في بناء المُجتمع الإسلامي الجديد، فمُنذُ الفتوحات الأولى وفد إلى بلاد المغرب أكثر من 180,000 رجل من المُقاتلة العرب استقر أغلبهم فيما بعد بالقيروان وقد كتب اليعقوبي أنَّهُ كان بالمدينة سالِفة الذِكر أخلاطُ من الناس من قُريش ومن سائر بُطون العرب من مضر وربيعة وقحطان وأنَّ بها أصنافٌ من العجم من أهل خُراسان ومن كان وردها مع عُمَّال بني هاشم من الجُند وأنَّهُ رأى فيها عجمٌ من عجم البلد البربر والروم وأشباه ذلك. ومع مُرور الوقت ونتيجة التثاقف طويل الأمد، استعرب الكثير من البربر واقتبسوا الهويَّة واللُغة العربيَّة، وأغلب هؤلاء كان من أهل المُدن، بينما بقي أغلب سُكَّان الأرياف يحتفظون بهويَّتهم القوميَّة الأصليَّة. وقد بيَّنت دراساتٌ لاحقة أُجريت خلال القرن العشرين الميلاديّ أنَّ استعراب البربر كان نتيجة استيعابٍ ثقافيٍّ دام سنواتٍ طويلة.

### الأثر الإداري
جعل الأُمويُّون المغرب كُلَّهُ، من برقة إلى طنجة، ولايةً واحدةً مركزها القيروان، فتلاشى بذلك التقسيم البيزنظي وأصبحت المُدن وما يتبعها من أعمالٍ تابعةٍ للقيروان، وعُيِّن عُمَّالٌ لِطرابُلس وتُونُس وتلمسان وطنجة والسُّوس. وعمد الوُلاة الأُمويُّون في المغرب إلى تقوية صلاتهم مع البربر عن طريق نشر الإسلام بين صُفوفهم، وقد لاقت هذه السياسة في البدء نجاحًا كبيرًا، وعمد هؤلاء الوُلاة إلى احترام عادات وتقاليد البلاد المفتوحة حديثًا طالما كانت تلك العادات والتقاليد لا تتعارض مع الشريعة الإسلاميَّة أو مع سياسة الدولة الأُمويَّة العُليا. فأبقوا على النُظم الإداريَّة السائدة وتركوا أكثر الوظائف بِأيدي البربر وسواهم من سُكَّان البلاد الأصليين. على أنَّ تلك العلاقة السلميَّة عرفت شيئًا من الاضطراب مع بداية غُروب شمس الخلافة الأُمويَّة لاحقًا.

## أُمورٌ خلافيَّة
كما هو حال سائر الفُتوح الإسلاميَّة، فإنَّ هُناك بضعة أُمور تضاربت حولها آراءُ المُؤرخين المُسلمين والغربيين على حدٍ سواء، نظرًا لِعدم تدوين الكثير من أحدث الفتح في أيَّامها، بل بعد سنواتٍ طويلة. ومن أبرز تلك الأُمور:
- عُزوف المُسلمين عن فتح إفريقية بعد طرابُلس: وفق الرأي الشائع، فإنَّ الخليفة عُمر بن الخطَّاب لم يشأ أن يتقدَّم المُسلمون أبعد من طرابُلس لأنَّ تلك الأصقاع كانت مجهولةً بشكلٍ تامٍ تقريبًا للعرب، ولا شك أنه خشي أن تتهوَّر الجُيوش الإسلاميَّة في بلاد المغرب البعيدة أو أن تخرج عن رقابته، خاصَّةً وهي تحت قيادة قائدٍ طموح مثل عمرو بن العاص. وقد أخذ مُؤرخون مُسلمون وغربيّون مُعاصرون بِفكرةٍ مفادها أنَّ عمرو بن العاص ما كان لِيتقدم أصلًا في إفريقية نظرًا لأنَّ حُدودها الشرقيَّة كانت مُحصَّنة، خاصَّةً وأنَّهُ كان قد بقي أمامه عددٌ من الحُصون المنيعة في طرابُلس نفسها،[209] وبناءً على ما هو معروف عن عمرو من الجُرأة وحُب المُبادرة والاندفاع، فإنَّهُ لو كان وجد التقدم ميسورًا لتقدَّم في غير عناء دون أن يستأذن عُمر.[209] أضف إلى ذلك، يبدو أنَّ ما أرغم عمرو على الانسحاب كان الأوضاع الداخليَّة في مصر، التي كان من الضروري تأمينها كونها قاعدة فُتوح المغرب، قبل الإقدام على أي غزوٍ جديد.
- مقدار الغنائم: غنم المُسلمون كثيرًا من الأموال والأدوات الحربيَّة والنفائس الأُخرى جرَّاء فُتوحات إفريقية، فقال بعض المُؤرخين أنَّ الأفارقة دفعوا للمُسلمين جزية مقدارها ثلاثمائة قنطار من الذهب، وقال آخرون أنَّ الصُلح مع الأفارقة تم على 2,500,000 دينار. أمَّا ما يتفق عليه الكُتَّاب القُدماء فهو أنَّ عبد الله بن أبي السرح أخرج الخُمس من الغنيمة ثُمَّ وزَّع الأخماس الأربعة الباقية على رجاله، فكان نصيب الراجل ألف دينار، ونصيب الفارس ثلاثة آلاف.[210] ويعتبر المُؤرخون المُعاصرون أنَّ تلك الرواية مُبالغٌ فيها، إذ لو صحَّت لوجب أن تكون قيمة الغنائم في هذه الحملة حوالي 40 مليون دينار، على زعم أنَّ نسبة الفُرسان إلى الرجَّآلة في جيش ابن سعد الذي بلغ عشرين ألفًا لم تزد على الربع فقط - والمُعتقد أنها كانت أكثر - أو أن يكون مقدار الغنيمة نصف هذه القيمة، أي حوالي عشرين مليونًا، لو كان جيش ابن سعد يبلغ عشرة آلاف رجلٍ فقط. وهذه أرقامٌ مُبالغٌ فيها من غير شك، فما كان يُمكن الحُصول عليه من مدينةٍ واحدةٍ أو أثناء حملةٍ واحدةٍ، كان أقل بِأشواط، فالمعروف أنَّ جزية مصر جميعًا (دون الإسكندريَّة) لم تزد في أوَّل الأمر على اثني عشر مليون دينار.[211]
- كرامة عُقبة بن نافع: أُشيع في التاريخ الإسلامي عُمومًا والمغربيّ خُصوصًا أنَّ بناء مدينة القيروان كان موضع كرامةٍ عجيبةٍ تُنسب إلى عقبة بن نافع. فمن المعروف أنَّ منطقة القيروان كانت مكسوَّةً بالأشجار الكثيفة وفي مُقدمتها الزيتون البرّي، وكانت تسكنها ضوارٍ ووُحوشٌ كثيرة. ولمَّا لفت أصحاب عقبة نظره إلى خشيتهم من المقام في هذا الموضع المُوحش، دعا عقبة السِّباع والحشرات والهوام - باسم صحابة الرسول مُحمَّد - إلى مُغادرة المكان، فحدثت المُعجزة وخرجت الأُسود تحملُ أشبالها، والذئاب تحملُ جرائها والحيَّات تحملُ أولادها.[212] ومن المُتفق عليه حاليًّا بين المُؤرخين المُعاصرين أنَّ هذه القصَّة مُجرَّد أُسطورة، أو أنَّ لها تفسيرًا منطقيًّا، فعقبة قبل أن يبدأ البناء رأى أن يُنظف المكان مما فيه من الأشجار والأشواك، فأطلق فيه النار، فكان من الطبيعيّ أن تخاف الحيوانات وتهرب من أمام تمدد ألسنة اللهيب.[213]
- ديانة الكاهنة: من المُتعارف عليه أنَّ الكاهنة كانت يهوديَّة، وهذا ما تنص عليه مُعظم المراجع العربيَّة الإسلاميَّة والغربيَّة. على أنَّ النُصوص الأصليَّة لم تُشر إلى ذلك، ولم يُثبت أي مصدر من المصادر القديمة صحَّة هذا الأمر. بل على العكس من ذلك تقول بعض الروايات إنَّهُ كان مع الكاهنة صنمٌ عظيمٌ من خشبٍ كانت تعبده، بِمعنى أنها كانت وثنيَّة.[214]

### باللُغة العربيَّة
1. ↑  النيسابوري، أبو الحُسين مُسلم بن الحجَّاج بن مُسلم (1334هـ). صحيح مُسلم. أحمد بن رفعت بن عثمان حلمي القرەحصاري، مُحمَّد عزَّت بن عُثمان الزعفران بوليوي، أبو نعمة الله مُحمَّد شُكري بن حسن الأنقروي. إسطنبول: دار الطباعة العامرة. ج. 8. ص. 178. مؤرشف من الأصل في 5 ديسمبر 2022. {{استشهاد بكتاب}}: تحقق من التاريخ في: |سنة= و|تاريخ أرشيف= (مساعدة)
2. ↑  الناصري، شهابُ الدين أبو العبَّاس أحمد بن خالد بن مُحمَّد الدرعي الجعفري السلَّاوي؛ تحقيق: جعفر الناصري ومُحمَّد الناصري. الاستقصا لِأخبار دول المغرب الأقصى، الجُزء الأوَّل. الدار البيضاء - المغرب: دار الكتاب. ص. 130. مؤرشف من الأصل في 12 أبريل 2020. اطلع عليه بتاريخ 24 كانون الأوَّل (ديسمبر) 2015م. {{استشهاد بكتاب}}: تحقق من التاريخ في: |تاريخ الوصول= (مساعدة)
3. 1 2 3  رشيد بورويبة؛ عطا الله دهينة؛ موسى لقبال؛ مُحمَّد بلقراد؛ عبدُ الحميد حاجيَّات. "الفتح الإسلامي لبلاد المغرب" (PDF). ص. 2. مؤرشف من الأصل (pdf) في 13 يوليو 2018. اطلع عليه بتاريخ 24 كانون الأوَّل (ديسمبر) 2015م. {{استشهاد ويب}}: تحقق من التاريخ في: |تاريخ الوصول= (مساعدة)
4. 1 2 3 4 5  مُؤنس، حُسين (1410هـ - 1990م). تاريخ المغرب وحضارته من قُبيل  الفتح العربي إلى بداية الاحتلال الفرنسي للجزائر (ط. الأولى). جدَّة - السُعوديَّة: الدَّار السُعوديَّة للنشر والتوزيع. ص. 70. {{استشهاد بكتاب}}: تحقق من التاريخ في: |سنة= (مساعدة)
5. 1 2 3 4  مُؤنس، حُسين (1366هـ - 1947م). فتح العرب للمغرب (PDF). القاهرة - مصر: مكتبة الآداب بالجماميز. ص. 14 - 16. مؤرشف من الأصل (PDF) في 10 يوليو 2020. اطلع عليه بتاريخ 25 كانون الأوَّل (ديسمبر) 2015م. {{استشهاد بكتاب}}: تحقق من التاريخ في: |تاريخ الوصول= و|سنة= (مساعدة)
6. ↑  مُؤنس، حُسين (1366هـ - 1947م). فتح العرب للمغرب (PDF). القاهرة - مصر: مكتبة الآداب بالجماميز. ص. 17. مؤرشف من الأصل (PDF) في 10 يوليو 2020. اطلع عليه بتاريخ 25 كانون الأوَّل (ديسمبر) 2015م. {{استشهاد بكتاب}}: تحقق من التاريخ في: |تاريخ الوصول= و|سنة= (مساعدة)
7. ↑  حمداوي، جميل (1435هـ - 2014م). الديانة عند الأمازيغيين. شبكة الألوكة. ص. 4. مؤرشف من الأصل في 7 فبراير 2019. اطلع عليه بتاريخ 27 كانون الأوَّل (ديسمبر) 2015م. {{استشهاد بكتاب}}: تحقق من التاريخ في: |تاريخ الوصول= و|سنة= (مساعدة)
8. ↑  السدراتي، أناس (2 تشرين الأوَّل (أكتوبر) 2015م). "أديان المغاربة قبل الإسلام". رصيف 22. مؤرشف من الأصل في 7 فبراير 2019. {{استشهاد ويب}}: تحقق من التاريخ في: |تاريخ= (مساعدة)
9. ↑  ابن خلدون، أبو زيد وليُّ الدين عبدُ الرحمٰن بن مُحمَّد الحضرمي الإشبيلي؛ تحقيق: خليل شحادة (1408هـ - 1988م). كتاب العبر وديوان المبتدأ والخبر في تاريخ العرب والبربر ومن عاصرهم من ذوي الشأن الأكبر (الجُزء الثاني) (ط. الثانية). بيروت - لُبنان: دار الفكر. ص. 94. مؤرشف من الأصل في 10 يوليو 2020. اطلع عليه بتاريخ 27 كانون الأوَّل (ديسمبر) 2015م. {{استشهاد بكتاب}}: تحقق من التاريخ في: |تاريخ الوصول= و|سنة= (مساعدة)
10. ↑  ابن أبي زرع، أبو الحسن عليّ بن مُحمَّد الفاسي؛ تصحيح: كارل يوهان تورنبرگ. الأنيس المطرب بروض القرطاس في أخبار مُلوك المغرب وتاريخ مدينة فاس (PDF) (ط. الحجريَّة). ص. 16. مؤرشف من الأصل (PDF) في 3 مارس 2016. اطلع عليه بتاريخ 27 كانون الأوَّل (ديسمبر) 2015م. {{استشهاد بكتاب}}: تحقق من التاريخ في: |تاريخ الوصول= (مساعدة)
11. 1 2  البكري الأندلُسي، أبو عُبيد الله عبد الله بن عبدُ العزيز بن مُحمَّد (1911). المُغرِّب في ذكر بلاد إفريقية والمغرب. الجزائر العاصمة - الجزائر: طبع دسلان. ص. 12. مؤرشف من الأصل في 10 يوليو 2020. اطلع عليه بتاريخ 27 كانون الأوَّل (ديسمبر) 2015م. {{استشهاد بكتاب}}: تحقق من التاريخ في: |تاريخ الوصول= (مساعدة)
12. 1 2  عبدُ الحميد، سعد زغلول. تاريخ المغرب العربي: ليبيا وتُونُس والجزائر والمغرب من الفتح العربي حتَّى قيام دول الأغالبة والرُستميين والأدارسة. القاهرة - مصر: دار المعارف. ص. 64.
13. ↑  خطَّاب، محمود شيت (1404هـ - 1984م). قادة فتح المغرب العربي (الجُزء الأوَّل) (ط. السابعة). بيروت - لُبنان: دار الفكر. ص. 19 - 20. مؤرشف من الأصل في 7 مايو 2020. اطلع عليه بتاريخ 27 كانون الأوَّل (ديسمبر) 2015م. {{استشهاد بكتاب}}: تحقق من التاريخ في: |تاريخ الوصول= و|سنة= (مساعدة)
14. ↑  مُؤنس، حُسين (1410هـ - 1990م). تاريخ المغرب وحضارته من قُبيل  الفتح العربي إلى بداية الاحتلال الفرنسي للجزائر (ط. الأولى). جدَّة - السُعوديَّة: الدَّار السُعوديَّة للنشر والتوزيع. ص. 66. {{استشهاد بكتاب}}: تحقق من التاريخ في: |سنة= (مساعدة)
15. ↑  مُؤنس، حُسين (1366هـ - 1947م). فتح العرب للمغرب (PDF). القاهرة - مصر: مكتبة الآداب بالجماميز. ص. 29. مؤرشف من الأصل (PDF) في 10 يوليو 2020. اطلع عليه بتاريخ 25 كانون الأوَّل (ديسمبر) 2015م. {{استشهاد بكتاب}}: تحقق من التاريخ في: |تاريخ الوصول= و|سنة= (مساعدة)
16. ↑  أبو الحسن عليّ بن الحُسين بن عليّ؛ تحقيق: أسعد داغر (1409هـ). مروج الذهب ومعادن الجوهر (الجُزء الأوَّل) (ط. الأولى). قُم - إيران: دار الهجرة. ص. 318. {{استشهاد بكتاب}}: تحقق من التاريخ في: |سنة= (مساعدة)
17. ↑  بينز، نورمان؛ ترجمة: د. حُسين مُؤنس (1950). الإمبراطوريَّة البيزنطيَّة. القاهرة - مصر: لجنة التأليف والترجمة والنشر. ص. 107. مؤرشف من الأصل (PDF) في 10 يوليو 2020. اطلع عليه بتاريخ 27 كانون الأوَّل (ديسمبر) 2015م. {{استشهاد بكتاب}}: تحقق من التاريخ في: |تاريخ الوصول= و|سنة= (مساعدة)
18. ↑  عبدُ الحميد، سعد زغلول. تاريخ المغرب العربي: ليبيا وتُونُس والجزائر والمغرب من الفتح العربي حتَّى قيام دول الأغالبة والرُستميين والأدارسة. القاهرة - مصر: دار المعارف. ص. 72.
19. 1 2  نصر الله، سعدون (2003). تاريخ العرب السياسي في المغرب من الفتح العربي حتَّى سُقوط غرناطة (ط. الأولى). بيروت - لُبنان: دار النهضة العربيَّة. ص. 23 - 24. {{استشهاد بكتاب}}: تحقق من التاريخ في: |سنة= (مساعدة)
20. 1 2 3  مُؤنس، حُسين (1366هـ - 1947م). فتح العرب للمغرب (PDF). القاهرة - مصر: مكتبة الآداب بالجماميز. ص. 19 - 20. مؤرشف من الأصل (PDF) في 10 يوليو 2020. اطلع عليه بتاريخ 25 كانون الأوَّل (ديسمبر) 2015م. {{استشهاد بكتاب}}: تحقق من التاريخ في: |تاريخ الوصول= و|سنة= (مساعدة)
21. ↑  شبارو، عصام مُحمَّد (1995م). الدولة العربيَّة الإسلاميَّة الأولى (ط. الثالثة). بيروت - لُبنان: دار النهضة العربيَّة. ص. 327. {{استشهاد بكتاب}}: تحقق من التاريخ في: |سنة= (مساعدة)
22. 1 2  طقّوش، مُحمَّد سُهيل (1424هـ - 2002م). تاريخ الخُلفاء الرَّاشدين: الفُتوحات والإنجازات السياسيَّة (ط. الأولى). بيروت - لُبنان: دار النفائس. ص. 320. ISBN:9953181012. {{استشهاد بكتاب}}: تحقق من التاريخ في: |سنة= (مساعدة)
23. ↑  ابن عبد الحكم، أبو القاسم عبدُ الرحمٰن بن عبد الله عبدُ الحكم بن أعيُن القُرشيّ المصريّ؛ تحقيق: مُحمَّد الحُجيري (1416هـ - 1996م). فُتُوح مصر وأخبارها (ط. الأولى). بيروت - لُبنان: دار الفكر. ص. 294. {{استشهاد بكتاب}}: تحقق من التاريخ في: |سنة= (مساعدة)
24. ↑  ابن الأثير الجزري، عزُّ الدين أبي الحسن عليّ بن أبي الكرم الشيباني؛ تحقيق: أبو الفداء عبدُ الله القاضي (1407هـ - 1987م). الكامل في التاريخ، الجُزء الثاني (ط. الأولى). بيروت - لُبنان: دار الكُتب العلميَّة. ص. 408. {{استشهاد بكتاب}}: تحقق من التاريخ في: |سنة= (مساعدة)
25. ↑  ابن عذاري المُرَّاكشي، أبو عبد الله مُحمَّد بن مُحمَّد؛ تحقيق ومُراجعة: ج. س. كولان، إِ. ليڤي بروفنسال (1983). البيانُ المُغْرِب في اختصار أخبار ملوك الأندلُس والمغرب، الجُزء الثاني (ط. الثالثة). بيروت - لُبنان: دار الثقافة. ص. 6. {{استشهاد بكتاب}}: تحقق من التاريخ في: |سنة= (مساعدة)
26. ↑  ابن أبي دينار، أبو عبد الله مُحمَّد بن أبي القاسم الرعيني القيرواني؛ تحقيق: الشيخ مُحمَّد شمَّام (1387هـ - 1967م). المُؤنس في أخبار إفريقية وتُونس (الجُزء الأوَّل) (ط. الثالثة). تُونُس العاصمة - تُونُس: المكتبة العتيقة. ص. 22 - 23. {{استشهاد بكتاب}}: تحقق من التاريخ في: |سنة= (مساعدة)
27. ↑  مُؤنس، حُسين (1366هـ - 1947م). فتح العرب للمغرب (PDF). القاهرة - مصر: مكتبة الآداب بالجماميز. ص. 54 - 55. مؤرشف من الأصل (PDF) في 10 يوليو 2020. اطلع عليه بتاريخ 25 كانون الأوَّل (ديسمبر) 2015م. {{استشهاد بكتاب}}: تحقق من التاريخ في: |تاريخ الوصول= و|سنة= (مساعدة)
28. 1 2 3 4  الناصري، أبو العبَّاس أحمد بن خالد. الاستقصا لأخبار دول المغرب الأقصى. الدار البيضاء: دار الكتاب. ج. 1. ص. 129 - 130. مؤرشف من الأصل في 16 ديسمبر 2022. {{استشهاد بكتاب}}: تحقق من التاريخ في: |تاريخ أرشيف= (مساعدة)
29. ↑  طقّوش، مُحمَّد سُهيل (1424هـ - 2002م). تاريخ الخُلفاء الرَّاشدين: الفُتوحات والإنجازات السياسيَّة (ط. الأولى). بيروت - لُبنان: دار النفائس. ص. 321. ISBN:9953181012. {{استشهاد بكتاب}}: تحقق من التاريخ في: |سنة= (مساعدة)
30. 1 2 3  البلاذريّ، أحمد بن يحيى بن جابر بن داود (1988م). فُتوح البُلدان، الجزء الأوَّل. بيروت - لُبنان: دار ومكتبة الهلال. ص. 224. {{استشهاد بكتاب}}: تحقق من التاريخ في: |سنة= (مساعدة)
31. ↑  ابن عبد الحكم، أبو القاسم عبدُ الرحمٰن بن عبد الله عبدُ الحكم بن أعيُن القُرشيّ المصريّ (1415هـ). فُتُوح مصر والمغرب. الجيزة: مكتبة الثقافة الدينية. ص. 197. مؤرشف من الأصل في 16 ديسمبر 2022. {{استشهاد بكتاب}}: تحقق من التاريخ في: |سنة= و|تاريخ أرشيف= (مساعدة)
32. ↑  البلاذريّ، أحمد بن يحيى بن جابر بن داود (1988م). فُتوح البُلدان، الجزء الأوَّل. بيروت - لُبنان: دار ومكتبة الهلال. ص. 221. {{استشهاد بكتاب}}: تحقق من التاريخ في: |سنة= (مساعدة)
33. ↑  ابن عذاري المُرَّاكشي، أبو عبد الله مُحمَّد بن مُحمَّد؛ تحقيق ومُراجعة: ج. س. كولان، إِ. ليڤي بروفنسال (1983). البيانُ المُغْرِب في اختصار أخبار ملوك الأندلُس والمغرب، الجُزء الثاني (ط. الثالثة). بيروت - لُبنان: دار الثقافة. ص. 8. {{استشهاد بكتاب}}: تحقق من التاريخ في: |سنة= (مساعدة)
34. ↑  شبارو، عصام مُحمَّد (1995م). الدولة العربيَّة الإسلاميَّة الأولى (ط. الثالثة). بيروت - لُبنان: دار النهضة العربيَّة. ص. 328. {{استشهاد بكتاب}}: تحقق من التاريخ في: |سنة= (مساعدة)
35. 1 2  ابن عبد الحكم، أبو القاسم عبدُ الرحمٰن بن عبد الله عبدُ الحكم بن أعيُن القُرشيّ المصريّ (1415هـ). فُتُوح مصر والمغرب. الجيزة: مكتبة الثقافة الدينية. ص. 198. مؤرشف من الأصل في 16 ديسمبر 2022. {{استشهاد بكتاب}}: تحقق من التاريخ في: |سنة= و|تاريخ أرشيف= (مساعدة)
36. ↑  ابن عبد الحكم، أبو القاسم عبدُ الرحمٰن بن عبد الله عبدُ الحكم بن أعيُن القُرشيّ المصريّ؛ تحقيق: مُحمَّد الحُجيري (1416هـ - 1996م). فُتُوح مصر وأخبارها (ط. الأولى). بيروت - لُبنان: دار الفكر. ص. 295. {{استشهاد بكتاب}}: تحقق من التاريخ في: |سنة= (مساعدة)
37. ↑  البلاذريّ، أحمد بن يحيى بن جابر بن داود (1988م). فُتوح البُلدان، الجزء الأوَّل. بيروت - لُبنان: دار ومكتبة الهلال. ص. 227. {{استشهاد بكتاب}}: تحقق من التاريخ في: |سنة= (مساعدة)
38. 1 2  ابن عبد الحكم، أبو القاسم عبدُ الرحمٰن بن عبد الله عبدُ الحكم بن أعيُن القُرشيّ المصريّ (1415هـ). فُتُوح مصر والمغرب. الجيزة: مكتبة الثقافة الدينية. ص. 199. مؤرشف من الأصل في 16 ديسمبر 2022. {{استشهاد بكتاب}}: تحقق من التاريخ في: |سنة= و|تاريخ أرشيف= (مساعدة)
39. 1 2 3  البلاذريّ، أحمد بن يحيى بن جابر بن داود (1988م). فُتوح البُلدان، الجزء الأوَّل. بيروت - لُبنان: دار ومكتبة الهلال. ص. 223. {{استشهاد بكتاب}}: تحقق من التاريخ في: |سنة= (مساعدة)
40. ↑  ابن عبد الحكم، أبو القاسم عبدُ الرحمٰن بن عبد الله عبدُ الحكم بن أعيُن القُرشيّ المصريّ؛ تحقيق: مُحمَّد الحُجيري (1416هـ - 1996م). فُتُوح مصر وأخبارها (ط. الأولى). بيروت - لُبنان: دار الفكر. ص. 200. {{استشهاد بكتاب}}: تحقق من التاريخ في: |سنة= (مساعدة)
41. 1 2  البلاذريّ، أحمد بن يحيى بن جابر بن داود (1988م). فُتوح البُلدان، الجزء الأوَّل. بيروت - لُبنان: دار ومكتبة الهلال. ص. 225. {{استشهاد بكتاب}}: تحقق من التاريخ في: |سنة= (مساعدة)
42. ↑  الحموي، شهاب الدين أبو عبد الله ياقوت بن عبد الله الرومي (1995). مُعجم البُلدان (ط. الثانية). بيروت: دار صادر. ص. 100. مؤرشف من الأصل في 16 ديسمبر 2022. {{استشهاد بكتاب}}: تحقق من التاريخ في: |سنة= و|تاريخ أرشيف= (مساعدة)
43. ↑  البلاذريّ، أحمد بن يحيى بن جابر بن داود (1988م). فُتوح البُلدان، الجزء الأوَّل. بيروت - لُبنان: دار ومكتبة الهلال. ص. 222. {{استشهاد بكتاب}}: تحقق من التاريخ في: |سنة= (مساعدة)
44. ↑  ابن عبد الحكم، أبو القاسم عبدُ الرحمٰن بن عبد الله عبدُ الحكم بن أعيُن القُرشيّ المصريّ؛ تحقيق: مُحمَّد الحُجيري (1416هـ - 1996م). فُتُوح مصر وأخبارها (ط. الأولى). بيروت - لُبنان: دار الفكر. ص. 194. {{استشهاد بكتاب}}: تحقق من التاريخ في: |سنة= (مساعدة)
45. ↑  عبدُ الحميد، سعد زغلول. تاريخ المغرب العربي: ليبيا وتُونُس والجزائر والمغرب من الفتح العربي حتَّى قيام دول الأغالبة والرُستميين والأدارسة. القاهرة - مصر: دار المعارف. ص. 94.
46. ↑  الكِندي المصري، أبو عمرو مُحمَّد بن يُوسُف بن يعقوب؛ تحقيق: مُحمَّد حسن مُحمَّد حسن إسماعيل، وأحمد فريد المزيدي (1424هـ - 2003م). كتاب الوُلاة وكتاب القضاة (ط. الأولى). بيروت - لُبنان: دار الكُتب العلميَّة. ص. 11. مؤرشف من الأصل في 10 يوليو 2020. اطلع عليه بتاريخ 2 كانون الثاني (يناير) 2016م. {{استشهاد بكتاب}}: تحقق من التاريخ في: |تاريخ الوصول= و|سنة= (مساعدة)
47. 1 2  ابن عذاري المُرَّاكشي، أبو عبد الله مُحمَّد بن مُحمَّد؛ تحقيق ومُراجعة: ج. س. كولان، إِ. ليڤي بروفنسال (1983). البيانُ المُغْرِب في اختصار أخبار ملوك الأندلُس والمغرب (ط. الثالثة). بيروت: دار الثقافة. ج. 1. ص. 8. مؤرشف من الأصل في 16 ديسمبر 2022. {{استشهاد بكتاب}}: تحقق من التاريخ في: |سنة= و|تاريخ أرشيف= (مساعدة)
48. ↑  ابن عبد الحكم، أبو القاسم عبدُ الرحمٰن بن عبد الله عبدُ الحكم بن أعيُن القُرشيّ المصريّ (1415هـ). فُتُوح مصر والمغرب. الجيزة: مكتبة الثقافة الدينية. ص. 201. مؤرشف من الأصل في 16 ديسمبر 2022. {{استشهاد بكتاب}}: تحقق من التاريخ في: |سنة= و|تاريخ أرشيف= (مساعدة)
49. 1 2  مُؤنس، حُسين (1366هـ - 1947م). فتح العرب للمغرب (PDF). القاهرة - مصر: مكتبة الآداب بالجماميز. ص. 76 - 77. مؤرشف من الأصل (PDF) في 10 يوليو 2020. اطلع عليه بتاريخ 25 كانون الأوَّل (ديسمبر) 2015م. {{استشهاد بكتاب}}: تحقق من التاريخ في: |تاريخ الوصول= و|سنة= (مساعدة)
50. 1 2 3  ابن عبد الحكم، أبو القاسم عبدُ الرحمٰن بن عبد الله عبدُ الحكم بن أعيُن القُرشيّ المصريّ (1415هـ). فُتُوح مصر والمغرب. الجيزة: مكتبة الثقافة الدينية. ص. 210. مؤرشف من الأصل في 16 ديسمبر 2022. {{استشهاد بكتاب}}: تحقق من التاريخ في: |سنة= و|تاريخ أرشيف= (مساعدة)
51. 1 2  البلاذريّ، أحمد بن يحيى بن جابر بن داود (1988م). فُتوح البُلدان، الجزء الأوَّل. بيروت - لُبنان: دار ومكتبة الهلال. ص. 226. {{استشهاد بكتاب}}: تحقق من التاريخ في: |سنة= (مساعدة)
52. ↑  ابن عبد الحكم، أبو القاسم عبدُ الرحمٰن بن عبد الله عبدُ الحكم بن أعيُن القُرشيّ المصريّ؛ تحقيق: مُحمَّد الحُجيري (1416هـ - 1996م). فُتُوح مصر وأخبارها (ط. الأولى). بيروت - لُبنان: دار الفكر. ص. 183. {{استشهاد بكتاب}}: تحقق من التاريخ في: |سنة= (مساعدة)
53. ↑  النُويري، شهابُ الدين أحمد بن عبد الوهَّاب بن مُحمَّد بن عبد الدائم القُرشي التيمي البكري (1423هـ). نهاية الأرب في فنون الأدب (PDF) (ط. الأولى). القاهرة - مصر: دار الكُتب والوثائق القوميَّة. ص. 63. اطلع عليه بتاريخ 2 كانون الثاني (يناير) 2016م. {{استشهاد بكتاب}}: تحقق من التاريخ في: |تاريخ الوصول= و|سنة= (مساعدة)
54. ↑  ابن عبد الحكم، أبو القاسم عبدُ الرحمٰن بن عبد الله عبدُ الحكم بن أعيُن القُرشيّ المصريّ (1415هـ). فُتُوح مصر والمغرب. الجيزة: مكتبة الثقافة الدينية. ص. 215. مؤرشف من الأصل في 16 ديسمبر 2022. {{استشهاد بكتاب}}: تحقق من التاريخ في: |سنة= و|تاريخ أرشيف= (مساعدة)
55. ↑  الطبري، أبو جعفر مُحمَّد بن جُرير؛ تحقيق مُحمَّد أبو الفضل إبراهيم (1387هـ - 1967م). تاريخ الرُسل والمُلوك، الجُزء الرابع (ط. الثانية). القاهرة - مصر: دار المعارف. ص. 253 - 254. {{استشهاد بكتاب}}: تحقق من التاريخ في: |سنة= (مساعدة)
56. 1 2 3  ابن عذاري المُرَّاكشي، أبو عبد الله مُحمَّد بن مُحمَّد؛ تحقيق ومُراجعة: ج. س. كولان، إِ. ليڤي بروفنسال (1983). البيانُ المُغْرِب في اختصار أخبار ملوك الأندلُس والمغرب (ط. الثالثة). بيروت: دار الثقافة. ج. 1. ص. 9. مؤرشف من الأصل في 16 ديسمبر 2022. {{استشهاد بكتاب}}: تحقق من التاريخ في: |سنة= و|تاريخ أرشيف= (مساعدة)
57. 1 2 3  الناصري، شهابُ الدين أبو العبَّاس أحمد بن خالد بن مُحمَّد الدرعي الجعفري السلَّاوي؛ تحقيق: جعفر الناصري ومُحمَّد الناصري. الاستقصا لِأخبار دول المغرب الأقصى، الجُزء الأوَّل. الدار البيضاء - المغرب: دار الكتاب. ص. 131. مؤرشف من الأصل في 12 أبريل 2020. اطلع عليه بتاريخ 24 كانون الأوَّل (ديسمبر) 2015م. {{استشهاد بكتاب}}: تحقق من التاريخ في: |تاريخ الوصول= (مساعدة)
58. ↑  ابن الأثير الجزري، عزُّ الدين أبي الحسن عليّ بن أبي الكرم مُحمَّد بن مُحمَّد بن عبدُ الكريم بن عبد الواحد الشيباني (1417هـ - 1997م). الكامل في التاريخ. عُمر عبد السلام تدمري (ط. الأولى). بيروت: دار الكتاب العربي. ج. 2. ص. 463. مؤرشف من الأصل في 16 ديسمبر 2022. اطلع عليه بتاريخ 16 ديسمبر 2022. {{استشهاد بكتاب}}: تحقق من التاريخ في: |تاريخ الوصول=، |سنة=، و|تاريخ أرشيف= (مساعدة)
59. ↑  مفتاح، صالح مُصطفى (1978). ليبيا مُنذُ الفتح العربي حتى انتقال الخلافة الفاطمية إلى مصر (ط. الأولى). الشركة العامة للنشر والتوزيع والإعلان. ص. 42. {{استشهاد بكتاب}}: تحقق من التاريخ في: |سنة= (مساعدة)
60. 1 2 3  المالكي، أبو بكر عبدُ الله بن مُحمَّد؛ تحقيق: بشير البكّوش - مُحمَّد العروسي المطوي (1414هـ - 1994م). كتاب رياض النُفوس في طبقات عُلماء القيروان وإفريقية (الجُزء الأوَّل) (PDF) (ط. الثانية). بيروت - لُبنان: دار الغرب الإسلامي. ص. 10 - 12. اطلع عليه بتاريخ 2 كانون الثاني (يناير) 2016م. {{استشهاد بكتاب}}: تحقق من التاريخ في: |تاريخ الوصول= و|سنة= (مساعدة)
61. 1 2  ابن عذاري المُرَّاكشي، أبو عبد الله مُحمَّد بن مُحمَّد؛ تحقيق ومُراجعة: ج. س. كولان، إِ. ليڤي بروفنسال (1983). البيانُ المُغْرِب في اختصار أخبار ملوك الأندلُس والمغرب، الجُزء الأوَّل (ط. الثالثة). بيروت - لُبنان: دار الثقافة. ص. 10. مؤرشف من الأصل في 16 ديسمبر 2022. {{استشهاد بكتاب}}: تحقق من التاريخ في: |سنة= و|تاريخ أرشيف= (مساعدة)
62. ↑  ابن الأثير الجزري، عزُّ الدين أبي الحسن عليّ بن أبي الكرم الشيباني؛ تحقيق: أبو الفداء عبدُ الله القاضي (1407هـ - 1987م). الكامل في التاريخ، الجُزء الثاني (ط. الأولى). بيروت - لُبنان: دار الكُتب العلميَّة. ص. 43. {{استشهاد بكتاب}}: تحقق من التاريخ في: |سنة= (مساعدة)
63. ↑  عبدُ الحميد، سعد زغلول. تاريخ المغرب العربي: ليبيا وتُونُس والجزائر والمغرب من الفتح العربي حتَّى قيام دول الأغالبة والرُستميين والأدارسة. القاهرة - مصر: دار المعارف. ص. 107.
64. ↑  ابن الأثير الجزري، عزُّ الدين أبي الحسن عليّ بن أبي الكرم الشيباني؛ تحقيق: أبو الفداء عبدُ الله القاضي (1407هـ - 1987م). الكامل في التاريخ، الجُزء الثاني (ط. الأولى). بيروت - لُبنان: دار الكُتب العلميَّة. ص. 26. {{استشهاد بكتاب}}: تحقق من التاريخ في: |سنة= (مساعدة)
65. ↑  ابن عذاري المُرَّاكشي، أبو عبد الله مُحمَّد بن مُحمَّد؛ تحقيق ومُراجعة: ج. س. كولان، إِ. ليڤي بروفنسال (1983). البيانُ المُغْرِب في اختصار أخبار ملوك الأندلُس والمغرب، الجُزء الأوَّل (ط. الثالثة). بيروت - لُبنان: دار الثقافة. ص. 10. {{استشهاد بكتاب}}: تحقق من التاريخ في: |سنة= (مساعدة)
66. ↑  ابن عبد الحكم، أبو القاسم عبدُ الرحمٰن بن عبد الله عبدُ الحكم بن أعيُن القُرشيّ المصريّ؛ تحقيق: مُحمَّد الحُجيري (1416هـ - 1996م). فُتُوح مصر وأخبارها (ط. الأولى). بيروت - لُبنان: دار الفكر. ص. 185. {{استشهاد بكتاب}}: تحقق من التاريخ في: |سنة= (مساعدة)
67. ↑  ابن الأثير الجزري، عزُّ الدين أبي الحسن عليّ بن أبي الكرم الشيباني؛ تحقيق: أبو الفداء عبدُ الله القاضي (1407هـ - 1987م). الكامل في التاريخ، الجُزء الثالث (ط. الأولى). بيروت - لُبنان: دار الكُتب العلميَّة. ص. 43. {{استشهاد بكتاب}}: تحقق من التاريخ في: |سنة= (مساعدة)
68. 1 2 3 4  الناصري، شهابُ الدين أبو العبَّاس أحمد بن خالد بن مُحمَّد الدرعي الجعفري السلَّاوي؛ تحقيق: جعفر الناصري ومُحمَّد الناصري. الاستقصا لِأخبار دول المغرب الأقصى، الجُزء الأوَّل. الدار البيضاء - المغرب: دار الكتاب. ص. 132. مؤرشف من الأصل في 12 أبريل 2020. اطلع عليه بتاريخ 24 كانون الأوَّل (ديسمبر) 2015م. {{استشهاد بكتاب}}: تحقق من التاريخ في: |تاريخ الوصول= (مساعدة)
69. ↑  ابن عذاري المُرَّاكشي، أبو عبد الله مُحمَّد بن مُحمَّد؛ تحقيق ومُراجعة: ج. س. كولان، إِ. ليڤي بروفنسال (1983). البيانُ المُغْرِب في اختصار أخبار ملوك الأندلُس والمغرب (ط. الثالثة). بيروت: دار الثقافة. ج. 1. ص. 11. مؤرشف من الأصل في 16 ديسمبر 2022. {{استشهاد بكتاب}}: تحقق من التاريخ في: |سنة= و|تاريخ أرشيف= (مساعدة)
70. 1 2  ابن عذاري المُرَّاكشي، أبو عبد الله مُحمَّد بن مُحمَّد؛ تحقيق ومُراجعة: ج. س. كولان، إِ. ليڤي بروفنسال (1983). البيانُ المُغْرِب في اختصار أخبار ملوك الأندلُس والمغرب (ط. الثالثة). بيروت: دار الثقافة. ج. 1. ص. 12. مؤرشف من الأصل في 16 ديسمبر 2022. {{استشهاد بكتاب}}: تحقق من التاريخ في: |سنة= و|تاريخ أرشيف= (مساعدة)
71. ↑  ابن عبد الحكم، أبو القاسم عبدُ الرحمٰن بن عبد الله عبدُ الحكم بن أعيُن القُرشيّ المصريّ (1415هـ). فُتُوح مصر والمغرب. الجيزة: مكتبة الثقافة الدينية. ص. 211. مؤرشف من الأصل في 16 ديسمبر 2022. {{استشهاد بكتاب}}: تحقق من التاريخ في: |سنة= و|تاريخ أرشيف= (مساعدة)
72. ↑  ابن عبد الحكم، أبو القاسم عبدُ الرحمٰن بن عبد الله عبدُ الحكم بن أعيُن القُرشيّ المصريّ (1415هـ). فُتُوح مصر والمغرب. الجيزة: مكتبة الثقافة الدينية. ص. 213. مؤرشف من الأصل في 16 ديسمبر 2022. {{استشهاد بكتاب}}: تحقق من التاريخ في: |سنة= و|تاريخ أرشيف= (مساعدة)
73. ↑  النُويري، شهابُ الدين أحمد بن عبد الوهَّاب بن مُحمَّد بن عبد الدائم القُرشي التيمي البكري (1423هـ). نهاية الأرب في فنون الأدب (PDF) (ط. الأولى). القاهرة - مصر: دار الكُتب والوثائق القوميَّة. ص. 45. اطلع عليه بتاريخ 2 كانون الثاني (يناير) 2016م. {{استشهاد بكتاب}}: تحقق من التاريخ في: |تاريخ الوصول= و|سنة= (مساعدة)
74. 1 2  ابن عذاري المُرَّاكشي، أبو عبد الله مُحمَّد بن مُحمَّد؛ تحقيق ومُراجعة: ج. س. كولان، إِ. ليڤي بروفنسال (1983). البيانُ المُغْرِب في اختصار أخبار ملوك الأندلُس والمغرب (ط. الثالثة). بيروت: دار الثقافة. ج. 1. ص. 14. مؤرشف من الأصل في 16 ديسمبر 2022. {{استشهاد بكتاب}}: تحقق من التاريخ في: |سنة= و|تاريخ أرشيف= (مساعدة)
75. ↑  ابن عبد الحكم، أبو القاسم عبدُ الرحمٰن بن عبد الله عبدُ الحكم بن أعيُن القُرشيّ المصريّ (1415هـ). فُتُوح مصر والمغرب. الجيزة: مكتبة الثقافة الدينية. ص. 220. مؤرشف من الأصل في 16 ديسمبر 2022. {{استشهاد بكتاب}}: تحقق من التاريخ في: |سنة= و|تاريخ أرشيف= (مساعدة)
76. ↑  الطبري، أبو جعفر مُحمَّد بن جُرير؛ تحقيق مُحمَّد أبو الفضل إبراهيم (1387هـ - 1967م). تاريخ الرُسل والمُلوك، الجُزء الرابع (ط. الثانية). القاهرة - مصر: دار المعارف. ص. 416 - 417. {{استشهاد بكتاب}}: تحقق من التاريخ في: |سنة= (مساعدة)
77. ↑  مُؤنس، حُسين (1366هـ - 1947م). فتح العرب للمغرب (PDF). القاهرة - مصر: مكتبة الآداب بالجماميز. ص. 110. مؤرشف من الأصل (PDF) في 10 يوليو 2020. اطلع عليه بتاريخ 25 كانون الأوَّل (ديسمبر) 2015م. {{استشهاد بكتاب}}: تحقق من التاريخ في: |تاريخ الوصول= و|سنة= (مساعدة)
78. ↑  ابن خيَّاط، أبو عمرو خليفة بن خيَّاط بن أبي هُبيرة الليثي العُصفوري؛ تحقيق: مُصطفى نجيب فوَّاز، وحكمت كشلي فواز (1995). تاريخ خليفة بن خيَّاط (الجُزء الأوَّل) (ط. الأولى). بيروت - لُبنان: دار الكُتب العلميَّة. ص. 182. {{استشهاد بكتاب}}: تحقق من التاريخ في: |سنة= (مساعدة)
79. ↑  الطبري، أبو جعفر مُحمَّد بن جُرير؛ تحقيق مُحمَّد أبو الفضل إبراهيم (1387هـ - 1967م). تاريخ الرُسل والمُلوك، الجُزء الرابع (ط. الثانية). القاهرة - مصر: دار المعارف. ص. 143. {{استشهاد بكتاب}}: تحقق من التاريخ في: |سنة= (مساعدة)
80. ↑  اليعقوبي، أبو العبَّاس أحمد بن إسحٰق بن جعفر بن وهب بن واضح؛ تحقيق: عبدُ الأمير مُهنَّا (1993م). تاريخ اليعقوبي، الجزء الثاني (ط. الأولى). بيروت - لُبنان: مؤسسة الأعلمي للمطبوعات. ص. 123. {{استشهاد بكتاب}}: تحقق من التاريخ في: |سنة= (مساعدة)
81. ↑  مُؤنس، حُسين (1366هـ - 1947م). فتح العرب للمغرب (PDF). القاهرة - مصر: مكتبة الآداب بالجماميز. ص. 110 - 111. مؤرشف من الأصل (PDF) في 10 يوليو 2020. اطلع عليه بتاريخ 25 كانون الأوَّل (ديسمبر) 2015م. {{استشهاد بكتاب}}: تحقق من التاريخ في: |تاريخ الوصول= و|سنة= (مساعدة)
82. 1 2  مُؤنس، حُسين (1366هـ - 1947م). فتح العرب للمغرب (PDF). القاهرة - مصر: مكتبة الآداب بالجماميز. ص. 111. مؤرشف من الأصل (PDF) في 10 يوليو 2020. اطلع عليه بتاريخ 25 كانون الأوَّل (ديسمبر) 2015م. {{استشهاد بكتاب}}: تحقق من التاريخ في: |تاريخ الوصول= و|سنة= (مساعدة)
83. ↑  ابن عذاري المُرَّاكشي، أبو عبد الله مُحمَّد بن مُحمَّد؛ تحقيق ومُراجعة: ج. س. كولان، إِ. ليڤي بروفنسال (1983). البيانُ المُغْرِب في اختصار أخبار ملوك الأندلُس والمغرب، الجُزء الثاني (ط. الثالثة). بيروت - لُبنان: دار الثقافة. ص. 15. {{استشهاد بكتاب}}: تحقق من التاريخ في: |سنة= (مساعدة)
84. 1 2 3  الناصري، شهابُ الدين أبو العبَّاس أحمد بن خالد بن مُحمَّد الدرعي الجعفري السلَّاوي؛ تحقيق: جعفر الناصري ومُحمَّد الناصري. الاستقصا لِأخبار دول المغرب الأقصى، الجُزء الأوَّل. الدار البيضاء - المغرب: دار الكتاب. ص. 134. مؤرشف من الأصل في 17 ديسمبر 2022. اطلع عليه بتاريخ 17 كانون الأوَّل (ديسمبر) 2022م. {{استشهاد بكتاب}}: تحقق من التاريخ في: |تاريخ الوصول= (مساعدة)
85. ↑  الشيباني، أبو عبد الله أحمد بن مُحمَّد بن حنبل (1421هـ - 2001م). مسند الإمام أحمد بن حنبل. تحقيق شعيب الأرنؤوط وآخرون (ط. الأولى). بيروت: مُؤسسة الرسالة. ج. 28. ص. 199 (الهامش). مؤرشف من الأصل في 17 ديسمبر 2022. {{استشهاد بكتاب}}: تحقق من التاريخ في: |سنة= و|تاريخ أرشيف= (مساعدة)
86. ↑  نصر الله، سعدون (2003). تاريخ العرب السياسي في المغرب من الفتح العربي حتَّى سُقوط غرناطة (ط. الأولى). بيروت - لُبنان: دار النهضة العربيَّة. ص. 32. {{استشهاد بكتاب}}: تحقق من التاريخ في: |سنة= (مساعدة)
87. ↑  ابن الأثير الجزري، عزُّ الدين أبي الحسن عليّ بن أبي الكرم الشيباني؛ تحقيق: أبو الفداء عبدُ الله القاضي (1407هـ - 1987م). الكامل في التاريخ، الجُزء الثالث (ط. الأولى). بيروت - لُبنان: دار الكُتب العلميَّة. ص. 46. {{استشهاد بكتاب}}: تحقق من التاريخ في: |سنة= (مساعدة)
88. 1 2  ابن عذاري المُرَّاكشي، أبو عبد الله مُحمَّد بن مُحمَّد؛ تحقيق ومُراجعة: ج. س. كولان، إِ. ليڤي بروفنسال (1983). البيانُ المُغْرِب في اختصار أخبار ملوك الأندلُس والمغرب، الجُزء الأوَّل (ط. الثالثة). بيروت - لُبنان: دار الثقافة. ص. 17. {{استشهاد بكتاب}}: تحقق من التاريخ في: |سنة= (مساعدة)
89. ↑  ابن عبد الحكم، أبو القاسم عبدُ الرحمٰن بن عبد الله عبدُ الحكم بن أعيُن القُرشيّ المصريّ؛ تحقيق: عبدُ الله أنيس الطبَّاع (1964). فُتوح إفريقية والأندلُس (PDF) (ط. الأولى). بيروت - لُبنان: مكتبة المدرسة ودار الكتاب اللبناني. ص. 46 - 48. مؤرشف من الأصل (PDF) في 17 ديسمبر 2019. اطلع عليه بتاريخ 14 كانون الثاني (يناير) 2016م. {{استشهاد بكتاب}}: تحقق من التاريخ في: |تاريخ الوصول= و|سنة= (مساعدة)
90. 1 2  الناصري، شهابُ الدين أبو العبَّاس أحمد بن خالد بن مُحمَّد الدرعي الجعفري السلَّاوي؛ تحقيق: جعفر الناصري ومُحمَّد الناصري. الاستقصا لِأخبار دول المغرب الأقصى، الجُزء الأوَّل. الدار البيضاء - المغرب: دار الكتاب. ص. 133. مؤرشف من الأصل في 17 ديسمبر 2022. اطلع عليه بتاريخ 17 كانون الأوَّل (ديسمبر) 2022م. {{استشهاد بكتاب}}: تحقق من التاريخ في: |تاريخ الوصول= (مساعدة)
91. ↑  ابن خلدون، أبو زيد وليُّ الدين عبدُ الرحمٰن بن مُحمَّد الحضرمي الإشبيلي؛ تحقيق: خليل شحادة (1408هـ - 1988م). كتاب العبر وديوان المبتدأ والخبر في تاريخ العرب والبربر ومن عاصرهم من ذوي الشأن الأكبر (الجُزء الرابع) (ط. الثانية). بيروت - لُبنان: دار الفكر. ص. 185. مؤرشف من الأصل في 10 يوليو 2020. اطلع عليه بتاريخ 27 كانون الأوَّل (ديسمبر) 2015م. {{استشهاد بكتاب}}: تحقق من التاريخ في: |تاريخ الوصول= و|سنة= (مساعدة)
92. ↑  ابن عذاري المُرَّاكشي، أبو عبد الله مُحمَّد بن مُحمَّد؛ تحقيق ومُراجعة: ج. س. كولان، إِ. ليڤي بروفنسال (1983). البيانُ المُغْرِب في اختصار أخبار ملوك الأندلُس والمغرب، الجُزء الأوَّل (ط. الثالثة). بيروت - لُبنان: دار الثقافة. ص. 16. {{استشهاد بكتاب}}: تحقق من التاريخ في: |سنة= (مساعدة)
93. ↑  التجاني، أبو مُحمَّد عبد الله بن مُحمَّد بن أحمد بن مُحمَّد بن أبو القاسم (2005). رحلة التجاني. تُونُس العاصمة، تونس: الدار العربيَّة لِلكتاب. ص. 124. {{استشهاد بكتاب}}: تحقق من التاريخ في: |سنة= (مساعدة)
94. ↑  ابن عذاري المُرَّاكشي، أبو عبد الله مُحمَّد بن مُحمَّد؛ تحقيق ومُراجعة: ج. س. كولان، إِ. ليڤي بروفنسال (1983). البيانُ المُغْرِب في اختصار أخبار ملوك الأندلُس والمغرب، الجُزء الثاني (ط. الثالثة). بيروت - لُبنان: دار الثقافة. ص. 16 - 17. {{استشهاد بكتاب}}: تحقق من التاريخ في: |سنة= (مساعدة)
95. ↑  ابن عذاري المُرَّاكشي، أبو عبد الله مُحمَّد بن مُحمَّد؛ تحقيق ومُراجعة: ج. س. كولان، إِ. ليڤي بروفنسال (1983). البيانُ المُغْرِب في اختصار أخبار ملوك الأندلُس والمغرب، الجُزء الثاني (ط. الثالثة). بيروت - لُبنان: دار الثقافة. ص. 18. {{استشهاد بكتاب}}: تحقق من التاريخ في: |سنة= (مساعدة)
96. ↑  عبدُ الحميد، سعد زغلول. تاريخ المغرب العربي: ليبيا وتُونُس والجزائر والمغرب من الفتح العربي حتَّى قيام دول الأغالبة والرُستميين والأدارسة. القاهرة - مصر: دار المعارف. ص. 134.
97. ↑  ابن عبد الحكم، أبو القاسم عبدُ الرحمٰن بن عبد الله عبدُ الحكم بن أعيُن القُرشيّ المصريّ (1415هـ). فُتُوح مصر والمغرب. الجيزة: مكتبة الثقافة الدينية. ص. 222. مؤرشف من الأصل في 16 ديسمبر 2022. {{استشهاد بكتاب}}: تحقق من التاريخ في: |سنة= و|تاريخ أرشيف= (مساعدة)
98. ↑  ابن عبد الحكم، أبو القاسم عبدُ الرحمٰن بن عبد الله عبدُ الحكم بن أعيُن القُرشيّ المصريّ (1415هـ). فُتُوح مصر والمغرب. الجيزة: مكتبة الثقافة الدينية. ص. 223. مؤرشف من الأصل في 16 ديسمبر 2022. {{استشهاد بكتاب}}: تحقق من التاريخ في: |سنة= و|تاريخ أرشيف= (مساعدة)
99. ↑  النُويري، شهابُ الدين أحمد بن عبد الوهَّاب بن مُحمَّد بن عبد الدائم القُرشي التيمي البكري (1423هـ). نهاية الأرب في فنون الأدب (PDF) (ط. الأولى). القاهرة - مصر: دار الكُتب والوثائق القوميَّة. ص. 68. اطلع عليه بتاريخ 2 كانون الثاني (يناير) 2016م. {{استشهاد بكتاب}}: تحقق من التاريخ في: |تاريخ الوصول= و|سنة= (مساعدة)
100. ↑  عبدُ الحميد، سعد زغلول. تاريخ المغرب العربي: ليبيا وتُونُس والجزائر والمغرب من الفتح العربي حتَّى قيام دول الأغالبة والرُستميين والأدارسة. القاهرة - مصر: دار المعارف. ص. 143.
101. ↑  ابن الأثير الجزري، عزُّ الدين أبي الحسن عليّ بن أبي الكرم الشيباني؛ تحقيق: أبو الفداء عبدُ الله القاضي (1407هـ - 1987م). الكامل في التاريخ، الجُزء الثالث (ط. الأولى). بيروت - لُبنان: دار الكُتب العلميَّة. ص. 230. {{استشهاد بكتاب}}: تحقق من التاريخ في: |سنة= (مساعدة)
102. ↑  ابن عبد الحكم، أبو القاسم عبدُ الرحمٰن بن عبد الله عبدُ الحكم بن أعيُن القُرشيّ المصريّ؛ تحقيق: عبدُ الله أنيس الطبَّاع (1964). فُتوح إفريقية والأندلُس (PDF) (ط. الأولى). بيروت - لُبنان: مكتبة المدرسة ودار الكتاب اللبناني. ص. 54. مؤرشف من الأصل (PDF) في 17 ديسمبر 2019. اطلع عليه بتاريخ 14 كانون الثاني (يناير) 2016م. {{استشهاد بكتاب}}: تحقق من التاريخ في: |تاريخ الوصول= و|سنة= (مساعدة)
103. ↑  ابن عذاري المُرَّاكشي، أبو عبد الله مُحمَّد بن مُحمَّد؛ تحقيق ومُراجعة: ج. س. كولان، إِ. ليڤي بروفنسال (1983). البيانُ المُغْرِب في اختصار أخبار ملوك الأندلُس والمغرب، الجُزء الأوَّل (ط. الثالثة). بيروت - لُبنان: دار الثقافة. ص. 19. {{استشهاد بكتاب}}: تحقق من التاريخ في: |سنة= (مساعدة)
104. 1 2  ابن عبد الحكم، أبو القاسم عبدُ الرحمٰن بن عبد الله عبدُ الحكم بن أعيُن القُرشيّ المصريّ (1415هـ). فُتُوح مصر والمغرب. الجيزة: مكتبة الثقافة الدينية. ص. 224. مؤرشف من الأصل في 17 ديسمبر 2022. {{استشهاد بكتاب}}: تحقق من التاريخ في: |سنة= و|تاريخ أرشيف= (مساعدة)
105. ↑  البكري الأندلُسي، أبو عُبيد الله عبد الله بن عبدُ العزيز بن مُحمَّد (1911). المُغرِّب في ذكر بلاد إفريقية والمغرب. الجزائر العاصمة - الجزائر: طبع دسلان. ص. 26. مؤرشف من الأصل في 10 يوليو 2020. اطلع عليه بتاريخ 27 كانون الأوَّل (ديسمبر) 2015م. {{استشهاد بكتاب}}: تحقق من التاريخ في: |تاريخ الوصول= (مساعدة)
106. ↑  خطَّاب، محمود شيت (1404هـ - 1984م). قادة فتح المغرب العربي (الجُزء الأوَّل) (ط. السابعة). بيروت - لُبنان: دار الفكر. ص. 145. مؤرشف من الأصل في 7 مايو 2020. اطلع عليه بتاريخ 27 كانون الأوَّل (ديسمبر) 2015م. {{استشهاد بكتاب}}: تحقق من التاريخ في: |تاريخ الوصول= و|سنة= (مساعدة)
107. ↑  ابن عذاري المُرَّاكشي، أبو عبد الله مُحمَّد بن مُحمَّد؛ تحقيق ومُراجعة: ج. س. كولان، إِ. ليڤي بروفنسال (1983). البيانُ المُغْرِب في اختصار أخبار ملوك الأندلُس والمغرب، الجُزء الثاني (ط. الثالثة). بيروت - لُبنان: دار الثقافة. ص. 20. {{استشهاد بكتاب}}: تحقق من التاريخ في: |سنة= (مساعدة)
108. 1 2  ابن عذاري المُرَّاكشي، أبو عبد الله مُحمَّد بن مُحمَّد؛ تحقيق ومُراجعة: ج. س. كولان، إِ. ليڤي بروفنسال (1983). البيانُ المُغْرِب في اختصار أخبار ملوك الأندلُس والمغرب، الجُزء الثاني (ط. الثالثة). بيروت - لُبنان: دار الثقافة. ص. 21. {{استشهاد بكتاب}}: تحقق من التاريخ في: |سنة= (مساعدة)
109. ↑  ابن عذاري المُرَّاكشي، أبو عبد الله مُحمَّد بن مُحمَّد؛ تحقيق ومُراجعة: ج. س. كولان، إِ. ليڤي بروفنسال (1983). البيانُ المُغْرِب في اختصار أخبار ملوك الأندلُس والمغرب، الجُزء الأوَّل (ط. الثالثة). بيروت - لُبنان: دار الثقافة. ص. 21. {{استشهاد بكتاب}}: تحقق من التاريخ في: |سنة= (مساعدة)
110. ↑  ابن خلدون، أبو زيد وليُّ الدين عبدُ الرحمٰن بن مُحمَّد الحضرمي الإشبيلي؛ تحقيق: خليل شحادة (1408هـ - 1988م). كتاب العبر وديوان المبتدأ والخبر في تاريخ العرب والبربر ومن عاصرهم من ذوي الشأن الأكبر (الجُزء الرابع) (ط. الثانية). بيروت - لُبنان: دار الفكر. ص. 186. مؤرشف من الأصل في 10 يوليو 2020. اطلع عليه بتاريخ 27 كانون الأوَّل (ديسمبر) 2015م. {{استشهاد بكتاب}}: تحقق من التاريخ في: |تاريخ الوصول= و|سنة= (مساعدة)
111. ↑  ابن عبد الحكم، أبو القاسم عبدُ الرحمٰن بن عبد الله عبدُ الحكم بن أعيُن القُرشيّ المصريّ؛ تحقيق: عبدُ الله أنيس الطبَّاع (1964). فُتوح إفريقية والأندلُس (PDF) (ط. الأولى). بيروت - لُبنان: مكتبة المدرسة ودار الكتاب اللبناني. ص. 66. مؤرشف من الأصل (PDF) في 17 ديسمبر 2019. اطلع عليه بتاريخ 14 كانون الثاني (يناير) 2016م. {{استشهاد بكتاب}}: تحقق من التاريخ في: |تاريخ الوصول= و|سنة= (مساعدة)
112. ↑  نصر الله، سعدون (2003). تاريخ العرب السياسي في المغرب من الفتح العربي حتَّى سُقوط غرناطة (ط. الأولى). بيروت - لُبنان: دار النهضة العربيَّة. ص. 36. {{استشهاد بكتاب}}: تحقق من التاريخ في: |سنة= (مساعدة)
113. ↑  المالكي، أبو بكر عبدُ الله بن مُحمَّد؛ تحقيق: بشير البكّوش - مُحمَّد العروسي المطوي (1414هـ - 1994م). كتاب رياض النُفوس في طبقات عُلماء القيروان وإفريقية (الجُزء الأوَّل) (PDF) (ط. الثانية). بيروت - لُبنان: دار الغرب الإسلامي. ص. 19. اطلع عليه بتاريخ 2 كانون الثاني (يناير) 2016م. {{استشهاد بكتاب}}: تحقق من التاريخ في: |تاريخ الوصول= و|سنة= (مساعدة)
114. ↑  ابن عبد الحكم، أبو القاسم عبدُ الرحمٰن بن عبد الله عبدُ الحكم بن أعيُن القُرشيّ المصريّ (1415هـ). فُتُوح مصر والمغرب. الجيزة: مكتبة الثقافة الدينية. ص. 224. مؤرشف من الأصل في 17 ديسمبر 2022. {{استشهاد بكتاب}}: تحقق من التاريخ في: |سنة= و|تاريخ أرشيف= (مساعدة)
115. ↑  ابن الأثير الجزري، عزُّ الدين أبي الحسن عليّ بن أبي الكرم الشيباني؛ تحقيق: أبو الفداء عبدُ الله القاضي (1407هـ - 1987م). الكامل في التاريخ، الجُزء الثالث (ط. الأولى). بيروت - لُبنان: دار الكُتب العلميَّة. ص. 231. {{استشهاد بكتاب}}: تحقق من التاريخ في: |سنة= (مساعدة)
116. ↑  ابن عبد الحكم، أبو القاسم عبدُ الرحمٰن بن عبد الله عبدُ الحكم بن أعيُن القُرشيّ المصريّ؛ تحقيق: عبدُ الله أنيس الطبَّاع (1964). فُتوح إفريقية والأندلُس (PDF) (ط. الأولى). بيروت - لُبنان: مكتبة المدرسة ودار الكتاب اللبناني. ص. 71. مؤرشف من الأصل (PDF) في 17 ديسمبر 2019. اطلع عليه بتاريخ 14 كانون الثاني (يناير) 2016م. {{استشهاد بكتاب}}: تحقق من التاريخ في: |تاريخ الوصول= و|سنة= (مساعدة)
117. ↑  المالكي، أبو بكر عبدُ الله بن مُحمَّد؛ تحقيق: بشير البكّوش - مُحمَّد العروسي المطوي (1414هـ - 1994م). كتاب رياض النُفوس في طبقات عُلماء القيروان وإفريقية (الجُزء الأوَّل) (PDF) (ط. الثانية). بيروت - لُبنان: دار الغرب الإسلامي. ص. 20. اطلع عليه بتاريخ 2 كانون الثاني (يناير) 2016م. {{استشهاد بكتاب}}: تحقق من التاريخ في: |تاريخ الوصول= و|سنة= (مساعدة)
118. ↑  نصر الله، سعدون (2003). تاريخ العرب السياسي في المغرب من الفتح العربي حتَّى سُقوط غرناطة (ط. الأولى). بيروت - لُبنان: دار النهضة العربيَّة. ص. 38. {{استشهاد بكتاب}}: تحقق من التاريخ في: |سنة= (مساعدة)
119. 1 2  الناصري، أبو العبَّاس أحمد بن خالد. الاستقصا لأخبار دول المغرب الأقصى. الدار البيضاء: دار الكتاب. ج. 1. ص. 136. مؤرشف من الأصل في 16 ديسمبر 2022. {{استشهاد بكتاب}}: تحقق من التاريخ في: |تاريخ أرشيف= (مساعدة)
120. ↑  ابن الأثير الجزري، عزُّ الدين أبي الحسن عليّ بن أبي الكرم الشيباني؛ تحقيق: أبو الفداء عبدُ الله القاضي (1407هـ - 1987م). الكامل في التاريخ، الجُزء الثالث (ط. الأولى). بيروت - لُبنان: دار الكُتب العلميَّة. ص. 27. {{استشهاد بكتاب}}: تحقق من التاريخ في: |سنة= (مساعدة)
121. ↑  المالكي، أبو بكر عبدُ الله بن مُحمَّد؛ تحقيق: بشير البكّوش - مُحمَّد العروسي المطوي (1414هـ - 1994م). كتاب رياض النُفوس في طبقات عُلماء القيروان وإفريقية (الجُزء الأوَّل) (PDF) (ط. الثانية). بيروت - لُبنان: دار الغرب الإسلامي. ص. 21. اطلع عليه بتاريخ 2 كانون الثاني (يناير) 2016م. {{استشهاد بكتاب}}: تحقق من التاريخ في: |تاريخ الوصول= و|سنة= (مساعدة)
122. 1 2  ابن خلدون، أبو زيد وليُّ الدين عبدُ الرحمٰن بن مُحمَّد الحضرمي الإشبيلي؛ تحقيق: خليل شحادة (1408هـ - 1988م). كتاب العبر وديوان المبتدأ والخبر في تاريخ العرب والبربر ومن عاصرهم من ذوي الشأن الأكبر (الجُزء الرابع) (ط. الثانية). بيروت - لُبنان: دار الفكر. ص. 186. مؤرشف من الأصل في 10 يوليو 2020. اطلع عليه بتاريخ 27 كانون الأوَّل (ديسمبر) 2015م. {{استشهاد بكتاب}}: تحقق من التاريخ في: |تاريخ الوصول= و|سنة= (مساعدة)
123. ↑  الحمويّ، شهابُ الدين أبو عبدُ الله ياقوت بن عبدُ الله الروميّ (1995م). مُعجم البُلدان، الجُزء الخامس عشر (ط. الثانية). بيروت - لُبنان: دار صادر. ص. 751. {{استشهاد بكتاب}}: تحقق من التاريخ في: |سنة= (مساعدة)
124. ↑  ابن عذاري المُرَّاكشي، أبو عبد الله مُحمَّد بن مُحمَّد؛ تحقيق ومُراجعة: ج. س. كولان، إِ. ليڤي بروفنسال (1983). البيانُ المُغْرِب في اختصار أخبار ملوك الأندلُس والمغرب، الجُزء الأوَّل (ط. الثالثة). بيروت - لُبنان: دار الثقافة. ص. 22. {{استشهاد بكتاب}}: تحقق من التاريخ في: |سنة= (مساعدة)
125. ↑  ابن عبد الحكم، أبو القاسم عبدُ الرحمٰن بن عبد الله عبدُ الحكم بن أعيُن القُرشيّ المصريّ (1415هـ). فُتُوح مصر والمغرب. الجيزة: مكتبة الثقافة الدينية. ص. 225. مؤرشف من الأصل في 17 ديسمبر 2022. {{استشهاد بكتاب}}: تحقق من التاريخ في: |سنة= و|تاريخ أرشيف= (مساعدة)
126. ↑  ابن تغري بردي، أبو المحاسن جمالُ الدين يُوسُف بن تغري بردي بن عبد الله الظاهري الحنفي؛ قدَّم لهُ وعلَّق عليه: مُحمَّد حُسين شمسُ الدين (1413هـ - 1992م). النُجوم الزاهرة في مُلوك مصر والقاهرة، الجُزء الثاني (ط. الأولى). بيروت - لُبنان: دار الكُتب العلميَّة. ص. 154. {{استشهاد بكتاب}}: تحقق من التاريخ في: |سنة= (مساعدة)
127. 1 2  ابن عذاري المُرَّاكشي، أبو عبد الله مُحمَّد بن مُحمَّد؛ تحقيق ومُراجعة: ج. س. كولان، إِ. ليڤي بروفنسال (1983). البيانُ المُغْرِب في اختصار أخبار ملوك الأندلُس والمغرب، الجُزء الثاني (ط. الثالثة). بيروت - لُبنان: دار الثقافة. ص. 33. {{استشهاد بكتاب}}: تحقق من التاريخ في: |سنة= (مساعدة)
128. 1 2 3 4 5  ابن الأثير الجزري، عزُّ الدين أبي الحسن عليّ بن أبي الكرم الشيباني؛ تحقيق: أبو الفداء عبدُ الله القاضي (1407هـ - 1987م). الكامل في التاريخ، الجُزء الثالث (ط. الأولى). بيروت - لُبنان: دار الكُتب العلميَّة. ص. 309. {{استشهاد بكتاب}}: تحقق من التاريخ في: |سنة= (مساعدة)
129. ↑  المالكي، أبو بكر عبدُ الله بن مُحمَّد؛ تحقيق: بشير البكّوش - مُحمَّد العروسي المطوي (1414هـ - 1994م). كتاب رياض النُفوس في طبقات عُلماء القيروان وإفريقية (الجُزء الأوَّل) (PDF) (ط. الثانية). بيروت - لُبنان: دار الغرب الإسلامي. ص. 22. اطلع عليه بتاريخ 2 كانون الثاني (يناير) 2016م. {{استشهاد بكتاب}}: تحقق من التاريخ في: |تاريخ الوصول= و|سنة= (مساعدة)
130. ↑  نصر الله، سعدون (2003). تاريخ العرب السياسي في المغرب من الفتح العربي حتَّى سُقوط غرناطة (ط. الأولى). بيروت - لُبنان: دار النهضة العربيَّة. ص. 41. {{استشهاد بكتاب}}: تحقق من التاريخ في: |سنة= (مساعدة)
131. ↑  ابن عذاري المُرَّاكشي، أبو عبد الله مُحمَّد بن مُحمَّد؛ تحقيق ومُراجعة: ج. س. كولان، إِ. ليڤي بروفنسال (1983). البيانُ المُغْرِب في اختصار أخبار ملوك الأندلُس والمغرب، الجُزء الثاني (ط. الثالثة). بيروت - لُبنان: دار الثقافة. ص. 23. {{استشهاد بكتاب}}: تحقق من التاريخ في: |سنة= (مساعدة)
132. 1 2  المالكي، أبو بكر عبدُ الله بن مُحمَّد؛ تحقيق: بشير البكّوش - مُحمَّد العروسي المطوي (1414هـ - 1994م). كتاب رياض النُفوس في طبقات عُلماء القيروان وإفريقية (الجُزء الأوَّل) (PDF) (ط. الثانية). بيروت - لُبنان: دار الغرب الإسلامي. ص. 23. اطلع عليه بتاريخ 2 كانون الثاني (يناير) 2016م. {{استشهاد بكتاب}}: تحقق من التاريخ في: |تاريخ الوصول= و|سنة= (مساعدة)
133. ↑  ابن عذاري المُرَّاكشي، أبو عبد الله مُحمَّد بن مُحمَّد؛ تحقيق ومُراجعة: ج. س. كولان، إِ. ليڤي بروفنسال (1983). البيانُ المُغْرِب في اختصار أخبار ملوك الأندلُس والمغرب، الجُزء الأوَّل (ط. الثالثة). بيروت - لُبنان: دار الثقافة. ص. 25. {{استشهاد بكتاب}}: تحقق من التاريخ في: |سنة= (مساعدة)
134. ↑  ابن عذاري المُرَّاكشي، أبو عبد الله مُحمَّد بن مُحمَّد؛ تحقيق ومُراجعة: ج. س. كولان، إِ. ليڤي بروفنسال (1983). البيانُ المُغْرِب في اختصار أخبار ملوك الأندلُس والمغرب، الجُزء الأوَّل (ط. الثالثة). بيروت - لُبنان: دار الثقافة. ص. 24. {{استشهاد بكتاب}}: تحقق من التاريخ في: |سنة= (مساعدة)
135. ↑  النُويري، شهابُ الدين أحمد بن عبد الوهَّاب بن مُحمَّد بن عبد الدائم القُرشي التيمي البكري (1423هـ). نهاية الأرب في فنون الأدب (PDF) (ط. الأولى). القاهرة - مصر: دار الكُتب والوثائق القوميَّة. ص. 70. اطلع عليه بتاريخ 2 كانون الثاني (يناير) 2016م. {{استشهاد بكتاب}}: تحقق من التاريخ في: |تاريخ الوصول= و|سنة= (مساعدة)
136. ↑  الناصري، أبو العبَّاس أحمد بن خالد. الاستقصا لأخبار دول المغرب الأقصى. الدار البيضاء: دار الكتاب. ج. 1. ص. 137. مؤرشف من الأصل في 16 ديسمبر 2022. {{استشهاد بكتاب}}: تحقق من التاريخ في: |تاريخ أرشيف= (مساعدة)
137. ↑  نصر الله، سعدون (2003). تاريخ العرب السياسي في المغرب من الفتح العربي حتَّى سُقوط غرناطة (ط. الأولى). بيروت - لُبنان: دار النهضة العربيَّة. ص. 42. {{استشهاد بكتاب}}: تحقق من التاريخ في: |سنة= (مساعدة)
138. ↑  ابن عذاري المُرَّاكشي، أبو عبد الله مُحمَّد بن مُحمَّد؛ تحقيق ومُراجعة: ج. س. كولان، إِ. ليڤي بروفنسال (1983). البيانُ المُغْرِب في اختصار أخبار ملوك الأندلُس والمغرب، الجُزء الثاني (ط. الثالثة). بيروت - لُبنان: دار الثقافة. ص. 26. {{استشهاد بكتاب}}: تحقق من التاريخ في: |سنة= (مساعدة)
139. ↑  عبدُ الحميد، سعد زغلول. تاريخ المغرب العربي: ليبيا وتُونُس والجزائر والمغرب من الفتح العربي حتَّى قيام دول الأغالبة والرُستميين والأدارسة. القاهرة - مصر: دار المعارف. ص. 161.
140. ↑  پروڤنسال، إيڤاريست ليڤي؛ ترجمة: علي عبد الرؤوف البمبي، علي إبراهيم منوفي، السيِّد عبد الظاهر عبد الله (2000). تاريخ إسپانيا الإسلاميَّة من الفتح إلى سُقوط الخلافة القُرطُبيَّة. القاهرة - مصر: المجلس الأعلى للثقافة. ص. 11. مؤرشف من الأصل في 10 يوليو 2020. اطلع عليه بتاريخ 22 كانون الثاني (يناير) 2016. {{استشهاد بكتاب}}: تحقق من التاريخ في: |تاريخ الوصول= و|سنة= (مساعدة)
141. ↑  ابن الأثير الجزري، عزُّ الدين أبي الحسن عليّ بن أبي الكرم الشيباني؛ تحقيق: أبو الفداء عبدُ الله القاضي (1407هـ - 1987م). الكامل في التاريخ، الجُزء الرابع (ط. الأولى). بيروت - لُبنان: دار الكُتب العلميَّة. ص. 53. {{استشهاد بكتاب}}: تحقق من التاريخ في: |سنة= (مساعدة)
142. ↑  ابن عذاري المُرَّاكشي، أبو عبد الله مُحمَّد بن مُحمَّد؛ تحقيق ومُراجعة: ج. س. كولان، إِ. ليڤي بروفنسال (1983). البيانُ المُغْرِب في اختصار أخبار ملوك الأندلُس والمغرب، الجُزء الأوَّل (ط. الثالثة). بيروت - لُبنان: دار الثقافة. ص. 26. {{استشهاد بكتاب}}: تحقق من التاريخ في: |سنة= (مساعدة)
143. ↑  النُويري، شهابُ الدين أحمد بن عبد الوهَّاب بن مُحمَّد بن عبد الدائم القُرشي التيمي البكري (1423هـ). نهاية الأرب في فنون الأدب (PDF) (ط. الأولى). القاهرة - مصر: دار الكُتب والوثائق القوميَّة. ص. 71. اطلع عليه بتاريخ 2 كانون الثاني (يناير) 2016م. {{استشهاد بكتاب}}: تحقق من التاريخ في: |تاريخ الوصول= و|سنة= (مساعدة)
144. ↑  الناصري، أبو العبَّاس أحمد بن خالد. الاستقصا لأخبار دول المغرب الأقصى. الدار البيضاء: دار الكتاب. ج. 1. ص. 138. مؤرشف من الأصل في 17 ديسمبر 2022. {{استشهاد بكتاب}}: تحقق من التاريخ في: |تاريخ أرشيف= (مساعدة)
145. ↑  پروڤنسال، إيڤاريست ليڤي؛ ترجمة: علي عبد الرؤوف البمبي، علي إبراهيم منوفي، السيِّد عبد الظاهر عبد الله (2000). تاريخ إسپانيا الإسلاميَّة من الفتح إلى سُقوط الخلافة القُرطُبيَّة. القاهرة - مصر: المجلس الأعلى للثقافة. ص. 208. مؤرشف من الأصل في 10 يوليو 2020. اطلع عليه بتاريخ 22 كانون الثاني (يناير) 2016. {{استشهاد بكتاب}}: تحقق من التاريخ في: |تاريخ الوصول= و|سنة= (مساعدة)
146. 1 2  ابن عذاري المُرَّاكشي، أبو عبد الله مُحمَّد بن مُحمَّد؛ تحقيق ومُراجعة: ج. س. كولان، إِ. ليڤي بروفنسال (1983). البيانُ المُغْرِب في اختصار أخبار ملوك الأندلُس والمغرب، الجُزء الأوَّل (ط. الثالثة). بيروت - لُبنان: دار الثقافة. ص. 27. {{استشهاد بكتاب}}: تحقق من التاريخ في: |سنة= (مساعدة)
147. ↑  البكري الأندلُسي، أبو عُبيد الله عبد الله بن عبدُ العزيز بن مُحمَّد (1911). المُغرِّب في ذكر بلاد إفريقية والمغرب. الجزائر العاصمة - الجزائر: طبع دسلان. ص. 160. مؤرشف من الأصل في 27 يوليو 2020. اطلع عليه بتاريخ 27 كانون الأوَّل (ديسمبر) 2015م. {{استشهاد بكتاب}}: تحقق من التاريخ في: |تاريخ الوصول= (مساعدة)
148. ↑  ابن الأثير الجزري، عزُّ الدين أبي الحسن عليّ بن أبي الكرم الشيباني؛ تحقيق: أبو الفداء عبدُ الله القاضي (1407هـ - 1987م). الكامل في التاريخ، الجُزء الرابع (ط. الأولى). بيروت - لُبنان: دار الكُتب العلميَّة. ص. 62. {{استشهاد بكتاب}}: تحقق من التاريخ في: |سنة= (مساعدة)
149. ↑  عبدُ الحميد، سعد زغلول. تاريخ المغرب العربي: ليبيا وتُونُس والجزائر والمغرب من الفتح العربي حتَّى قيام دول الأغالبة والرُستميين والأدارسة. القاهرة - مصر: دار المعارف. ص. 164.
150. ↑  ابن عبد الحكم، أبو القاسم عبدُ الرحمٰن بن عبد الله عبدُ الحكم بن أعيُن القُرشيّ المصريّ؛ تحقيق: عبدُ الله أنيس الطبَّاع (1964). فُتوح إفريقية والأندلُس (PDF) (ط. الأولى). بيروت - لُبنان: مكتبة المدرسة ودار الكتاب اللبناني. ص. 72. مؤرشف من الأصل (PDF) في 17 ديسمبر 2019. اطلع عليه بتاريخ 14 كانون الثاني (يناير) 2016م. {{استشهاد بكتاب}}: تحقق من التاريخ في: |تاريخ الوصول= و|سنة= (مساعدة)
151. ↑  ابن خلدون، أبو زيد وليُّ الدين عبدُ الرحمٰن بن مُحمَّد الحضرمي الإشبيلي؛ تحقيق: خليل شحادة (1408هـ - 1988م). كتاب العبر وديوان المبتدأ والخبر في تاريخ العرب والبربر ومن عاصرهم من ذوي الشأن الأكبر (الجُزء السادس) (ط. الثانية). بيروت - لُبنان: دار الفكر. ص. 108. مؤرشف من الأصل في 10 يوليو 2020. اطلع عليه بتاريخ 27 كانون الأوَّل (ديسمبر) 2015م. {{استشهاد بكتاب}}: تحقق من التاريخ في: |تاريخ الوصول= و|سنة= (مساعدة)
152. ↑  پروڤنسال، إيڤاريست ليڤي؛ ترجمة: علي عبد الرؤوف البمبي، علي إبراهيم منوفي، السيِّد عبد الظاهر عبد الله (2000). تاريخ إسپانيا الإسلاميَّة من الفتح إلى سُقوط الخلافة القُرطُبيَّة. القاهرة - مصر: المجلس الأعلى للثقافة. ص. 220. مؤرشف من الأصل في 10 يوليو 2020. اطلع عليه بتاريخ 22 كانون الثاني (يناير) 2016. {{استشهاد بكتاب}}: تحقق من التاريخ في: |تاريخ الوصول= و|سنة= (مساعدة)
153. ↑  ابن عذاري المُرَّاكشي، أبو عبد الله مُحمَّد بن مُحمَّد؛ تحقيق ومُراجعة: ج. س. كولان، إِ. ليڤي بروفنسال (1983). البيانُ المُغْرِب في اختصار أخبار ملوك الأندلُس والمغرب، الجُزء الأوَّل (ط. الثالثة). بيروت - لُبنان: دار الثقافة. ص. 28. {{استشهاد بكتاب}}: تحقق من التاريخ في: |سنة= (مساعدة)
154. ↑  المالكي، أبو بكر عبدُ الله بن مُحمَّد؛ تحقيق: بشير البكّوش - مُحمَّد العروسي المطوي (1414هـ - 1994م). كتاب رياض النُفوس في طبقات عُلماء القيروان وإفريقية (الجُزء الأوَّل) (PDF) (ط. الثانية). بيروت - لُبنان: دار الغرب الإسلامي. ص. 25. اطلع عليه بتاريخ 2 كانون الثاني (يناير) 2016م. {{استشهاد بكتاب}}: تحقق من التاريخ في: |تاريخ الوصول= و|سنة= (مساعدة)
155. ↑  الناصري، أبو العبَّاس أحمد بن خالد. الاستقصا لأخبار دول المغرب الأقصى. الدار البيضاء: دار الكتاب. ج. 1. ص. 139. مؤرشف من الأصل في 17 ديسمبر 2022. {{استشهاد بكتاب}}: تحقق من التاريخ في: |تاريخ أرشيف= (مساعدة)
156. ↑  ابن عبد الحكم، أبو القاسم عبدُ الرحمٰن بن عبد الله عبدُ الحكم بن أعيُن القُرشيّ المصريّ (1415هـ). فُتُوح مصر والمغرب. الجيزة: مكتبة الثقافة الدينية. ص. 226. مؤرشف من الأصل في 16 ديسمبر 2022. {{استشهاد بكتاب}}: تحقق من التاريخ في: |سنة= و|تاريخ أرشيف= (مساعدة)
157. ↑  ابن عذاري المُرَّاكشي، أبو عبد الله مُحمَّد بن مُحمَّد؛ تحقيق ومُراجعة: ج. س. كولان، إِ. ليڤي بروفنسال (1983). البيانُ المُغْرِب في اختصار أخبار ملوك الأندلُس والمغرب، الجُزء الأوَّل (ط. الثالثة). بيروت - لُبنان: دار الثقافة. ص. 29. {{استشهاد بكتاب}}: تحقق من التاريخ في: |سنة= (مساعدة)
158. ↑  ابن عبد الحكم، أبو القاسم عبدُ الرحمٰن بن عبد الله عبدُ الحكم بن أعيُن القُرشيّ المصريّ (1415هـ). فُتُوح مصر والمغرب. الجيزة: مكتبة الثقافة الدينية. ص. 227. مؤرشف من الأصل في 17 ديسمبر 2022. {{استشهاد بكتاب}}: تحقق من التاريخ في: |سنة= و|تاريخ أرشيف= (مساعدة)
159. ↑  الناصري، أبو العبَّاس أحمد بن خالد. الاستقصا لأخبار دول المغرب الأقصى. الدار البيضاء: دار الكتاب. ج. 1. ص. 140. مؤرشف من الأصل في 16 ديسمبر 2022. {{استشهاد بكتاب}}: تحقق من التاريخ في: |تاريخ أرشيف= (مساعدة)
160. ↑  ابن عذاري المُرَّاكشي، أبو عبد الله مُحمَّد بن مُحمَّد؛ تحقيق ومُراجعة: ج. س. كولان، إِ. ليڤي بروفنسال (1983). البيانُ المُغْرِب في اختصار أخبار ملوك الأندلُس والمغرب، الجُزء الأوَّل (ط. الثالثة). بيروت - لُبنان: دار الثقافة. ص. 31. {{استشهاد بكتاب}}: تحقق من التاريخ في: |سنة= (مساعدة)
161. ↑  الكندي المصري، أبو عمر محمد بن يوسف بن يعقوب (1424هـ - 2003م). كتاب الوُلاة وكتاب القُضاة. تحقيق مُحمَّد حسن مُحمَّد حسن إسماعيل وأحمد فريد المزيدي (ط. الأولى). بيروت: دار الكُتُب العلميَّة. ص. 39. مؤرشف من الأصل في 17 ديسمبر 2022. {{استشهاد بكتاب}}: تحقق من التاريخ في: |سنة= و|تاريخ أرشيف= (مساعدة)
162. ↑  ابن تغري بردي، أبو المحاسن جمالُ الدين يُوسُف بن تغري بردي بن عبد الله الظاهري الحنفي؛ قدَّم لهُ وعلَّق عليه: مُحمَّد حُسين شمسُ الدين (1413هـ - 1992م). النُجوم الزاهرة في مُلوك مصر والقاهرة، الجُزء الأوَّل (ط. الأولى). بيروت - لُبنان: دار الكُتب العلميَّة. ص. 160. {{استشهاد بكتاب}}: تحقق من التاريخ في: |سنة= (مساعدة)
163. ↑  الطبري، أبو جعفر مُحمَّد بن جُرير؛ تحقيق مُحمَّد أبو الفضل إبراهيم (1387هـ - 1967م). تاريخ الرُسل والمُلوك، الجُزء الرابع (ط. الثانية). القاهرة - مصر: دار المعارف. ص. 54. {{استشهاد بكتاب}}: تحقق من التاريخ في: |سنة= (مساعدة)
164. ↑  ابن عذاري المُرَّاكشي، أبو عبد الله مُحمَّد بن مُحمَّد؛ تحقيق ومُراجعة: ج. س. كولان، إِ. ليڤي بروفنسال (1983). البيانُ المُغْرِب في اختصار أخبار ملوك الأندلُس والمغرب، الجُزء الثاني (ط. الثالثة). بيروت - لُبنان: دار الثقافة. ص. 31. {{استشهاد بكتاب}}: تحقق من التاريخ في: |سنة= (مساعدة)
165. ↑  ابن عذاري المُرَّاكشي، أبو عبد الله مُحمَّد بن مُحمَّد؛ تحقيق ومُراجعة: ج. س. كولان، إِ. ليڤي بروفنسال (1983). البيانُ المُغْرِب في اختصار أخبار ملوك الأندلُس والمغرب، الجُزء الثاني (ط. الثالثة). بيروت - لُبنان: دار الثقافة. ص. 32. {{استشهاد بكتاب}}: تحقق من التاريخ في: |سنة= (مساعدة)
166. ↑  الناصري، شهابُ الدين أبو العبَّاس أحمد بن خالد بن مُحمَّد الدرعي الجعفري السلَّاوي؛ تحقيق: جعفر الناصري ومُحمَّد الناصري. الاستقصا لِأخبار دول المغرب الأقصى، الجُزء الأوَّل. الدار البيضاء - المغرب: دار الكتاب. ص. 147. مؤرشف من الأصل في 17 ديسمبر 2022. اطلع عليه بتاريخ 17 كانون الأوَّل (ديسمبر) 2022م. {{استشهاد بكتاب}}: تحقق من التاريخ في: |تاريخ الوصول= (مساعدة)
167. ↑  مُؤنس، حُسين (1410هـ - 1990م). تاريخ المغرب وحضارته من قُبيل  الفتح العربي إلى بداية الاحتلال الفرنسي للجزائر (ط. الأولى). جدَّة - السُعوديَّة: الدَّار السُعوديَّة للنشر والتوزيع. ص. 225. {{استشهاد بكتاب}}: تحقق من التاريخ في: |سنة= (مساعدة)
168. 1 2 3 4  ابن عبد الحكم، أبو القاسم عبدُ الرحمٰن بن عبد الله عبدُ الحكم بن أعيُن القُرشيّ المصريّ (1415هـ). فُتُوح مصر والمغرب. الجيزة: مكتبة الثقافة الدينية. ص. 228. مؤرشف من الأصل في 16 ديسمبر 2022. {{استشهاد بكتاب}}: تحقق من التاريخ في: |سنة= و|تاريخ أرشيف= (مساعدة)
169. 1 2  الناصري، شهابُ الدين أبو العبَّاس أحمد بن خالد بن مُحمَّد الدرعي الجعفري السلَّاوي؛ تحقيق: جعفر الناصري ومُحمَّد الناصري. الاستقصا لِأخبار دول المغرب الأقصى، الجُزء الأوَّل. الدار البيضاء - المغرب: دار الكتاب. ص. 148. مؤرشف من الأصل في 17 ديسمبر 2022. اطلع عليه بتاريخ 17 كانون الأوَّل (ديسمبر) 2022م. {{استشهاد بكتاب}}: تحقق من التاريخ في: |تاريخ الوصول= (مساعدة)
170. ↑  المالكي، أبو بكر عبدُ الله بن مُحمَّد؛ تحقيق: بشير البكّوش - مُحمَّد العروسي المطوي (1414هـ - 1994م). كتاب رياض النُفوس في طبقات عُلماء القيروان وإفريقية (الجُزء الأوَّل) (PDF) (ط. الثانية). بيروت - لُبنان: دار الغرب الإسلامي. ص. 34. اطلع عليه بتاريخ 2 كانون الثاني (يناير) 2016م. {{استشهاد بكتاب}}: تحقق من التاريخ في: |تاريخ الوصول= و|سنة= (مساعدة)
171. ↑  ابن الأثير الجزري، عزُّ الدين أبي الحسن عليّ بن أبي الكرم الشيباني؛ تحقيق: أبو الفداء عبدُ الله القاضي (1407هـ - 1987م). الكامل في التاريخ، الجُزء الرابع (ط. الأولى). بيروت - لُبنان: دار الكُتب العلميَّة. ص. 31. {{استشهاد بكتاب}}: تحقق من التاريخ في: |سنة= (مساعدة)
172. ↑  ابن عذاري المُرَّاكشي، أبو عبد الله مُحمَّد بن مُحمَّد؛ تحقيق ومُراجعة: ج. س. كولان، إِ. ليڤي بروفنسال (1983). البيانُ المُغْرِب في اختصار أخبار ملوك الأندلُس والمغرب، الجُزء الأوَّل (ط. الثالثة). بيروت - لُبنان: دار الثقافة. ص. 34. {{استشهاد بكتاب}}: تحقق من التاريخ في: |سنة= (مساعدة)
173. ↑  ابن عبد الحكم، أبو القاسم عبدُ الرحمٰن بن عبد الله عبدُ الحكم بن أعيُن القُرشيّ المصريّ؛ تحقيق: عبدُ الله أنيس الطبَّاع (1964). فُتوح إفريقية والأندلُس (PDF) (ط. الأولى). بيروت - لُبنان: مكتبة المدرسة ودار الكتاب اللبناني. ص. 20. مؤرشف من الأصل (PDF) في 17 ديسمبر 2019. اطلع عليه بتاريخ 14 كانون الثاني (يناير) 2016م. {{استشهاد بكتاب}}: تحقق من التاريخ في: |تاريخ الوصول= و|سنة= (مساعدة)
174. ↑  ابن عذاري المُرَّاكشي، أبو عبد الله مُحمَّد بن مُحمَّد؛ تحقيق ومُراجعة: ج. س. كولان، إِ. ليڤي بروفنسال (1983). البيانُ المُغْرِب في اختصار أخبار ملوك الأندلُس والمغرب (ط. الثالثة). بيروت: دار الثقافة. ج. 1. ص. 34. مؤرشف من الأصل في 16 ديسمبر 2022. {{استشهاد بكتاب}}: تحقق من التاريخ في: |سنة= و|تاريخ أرشيف= (مساعدة)
175. ↑  النُويري، شهابُ الدين أحمد بن عبد الوهَّاب بن مُحمَّد بن عبد الدائم القُرشي التيمي البكري (1423هـ). نهاية الأرب في فنون الأدب (PDF) (ط. الأولى). القاهرة - مصر: دار الكُتب والوثائق القوميَّة. ص. 74. اطلع عليه بتاريخ 2 كانون الثاني (يناير) 2016م. {{استشهاد بكتاب}}: تحقق من التاريخ في: |تاريخ الوصول= و|سنة= (مساعدة)
176. ↑  ابن الأثير الجزري، عزُّ الدين أبي الحسن عليّ بن أبي الكرم الشيباني؛ تحقيق: أبو الفداء عبدُ الله القاضي (1407هـ - 1987م). الكامل في التاريخ، الجُزء الرابع (ط. الأولى). بيروت - لُبنان: دار الكُتب العلميَّة. ص. 74. {{استشهاد بكتاب}}: تحقق من التاريخ في: |سنة= (مساعدة)
177. ↑  نصر الله، سعدون (2003). تاريخ العرب السياسي في المغرب من الفتح العربي حتَّى سُقوط غرناطة (ط. الأولى). بيروت - لُبنان: دار النهضة العربيَّة. ص. 48. {{استشهاد بكتاب}}: تحقق من التاريخ في: |سنة= (مساعدة)
178. ↑  البكري الأندلُسي، أبو عُبيد الله عبد الله بن عبدُ العزيز بن مُحمَّد (1911). المُغرِّب في ذكر بلاد إفريقية والمغرب. الجزائر العاصمة - الجزائر: طبع دسلان. ص. 37. مؤرشف من الأصل في 10 يوليو 2020. اطلع عليه بتاريخ 27 كانون الأوَّل (ديسمبر) 2015م. {{استشهاد بكتاب}}: تحقق من التاريخ في: |تاريخ الوصول= (مساعدة)
179. ↑  ابن عذاري المُرَّاكشي، أبو عبد الله مُحمَّد بن مُحمَّد؛ تحقيق ومُراجعة: ج. س. كولان، إِ. ليڤي بروفنسال (1983). البيانُ المُغْرِب في اختصار أخبار ملوك الأندلُس والمغرب (ط. الثالثة). بيروت: دار الثقافة. ج. 1. ص. 35. مؤرشف من الأصل في 16 ديسمبر 2022. {{استشهاد بكتاب}}: تحقق من التاريخ في: |سنة= و|تاريخ أرشيف= (مساعدة)
180. ↑  ابن خلدون، أبو زيد وليُّ الدين عبدُ الرحمٰن بن مُحمَّد الحضرمي الإشبيلي؛ تحقيق: خليل شحادة (1408هـ - 1988م). كتاب العبر وديوان المبتدأ والخبر في تاريخ العرب والبربر ومن عاصرهم من ذوي الشأن الأكبر (الجُزء الرابع) (ط. الثانية). بيروت - لُبنان: دار الفكر. ص. 87. مؤرشف من الأصل في 10 يوليو 2020. اطلع عليه بتاريخ 27 كانون الأوَّل (ديسمبر) 2015م. {{استشهاد بكتاب}}: تحقق من التاريخ في: |تاريخ الوصول= و|سنة= (مساعدة)
181. ↑  ابن عذاري المُرَّاكشي، أبو عبد الله مُحمَّد بن مُحمَّد؛ تحقيق ومُراجعة: ج. س. كولان، إِ. ليڤي بروفنسال (1983). البيانُ المُغْرِب في اختصار أخبار ملوك الأندلُس والمغرب، الجُزء الأوَّل (ط. الثالثة). بيروت - لُبنان: دار الثقافة. ص. 35. {{استشهاد بكتاب}}: تحقق من التاريخ في: |سنة= (مساعدة)
182. ↑  طقُّوش، مُحمَّد سُهيل (1431هـ - 2010م). تاريخ الدولة الأُمويَّة (ط. السابعة). بيروت - لُبنان: دار النفائس. ص. 95. ISBN:9789953183978. {{استشهاد بكتاب}}: تحقق من التاريخ في: |سنة= (مساعدة)
183. ↑  ابن عبد الحكم، أبو القاسم عبدُ الرحمٰن بن عبد الله عبدُ الحكم بن أعيُن القُرشيّ المصريّ؛ تحقيق: مُحمَّد الحُجيري (1416هـ - 1996م). فُتُوح مصر وأخبارها (ط. الأولى). بيروت - لُبنان: دار الفكر. ص. 270. {{استشهاد بكتاب}}: تحقق من التاريخ في: |سنة= (مساعدة)
184. ↑  ابن الأثير الجزري، عزُّ الدين أبي الحسن عليّ بن أبي الكرم الشيباني؛ تحقيق: أبو الفداء عبدُ الله القاضي (1407هـ - 1987م). الكامل في التاريخ، الجُزء الرابع (ط. الأولى). بيروت - لُبنان: دار الكُتب العلميَّة. ص. 180. {{استشهاد بكتاب}}: تحقق من التاريخ في: |سنة= (مساعدة)
185. 1 2  ابن عذاري المُرَّاكشي، أبو عبد الله مُحمَّد بن مُحمَّد؛ تحقيق ومُراجعة: ج. س. كولان، إِ. ليڤي بروفنسال (1983). البيانُ المُغْرِب في اختصار أخبار ملوك الأندلُس والمغرب (ط. الثالثة). بيروت: دار الثقافة. ج. 1. ص. 36. مؤرشف من الأصل في 17 ديسمبر 2022. {{استشهاد بكتاب}}: تحقق من التاريخ في: |سنة= و|تاريخ أرشيف= (مساعدة)
186. 1 2 3  الناصري، شهابُ الدين أبو العبَّاس أحمد بن خالد بن مُحمَّد الدرعي الجعفري السلَّاوي؛ تحقيق: جعفر الناصري ومُحمَّد الناصري. الاستقصا لِأخبار دول المغرب الأقصى، الجُزء الأوَّل. الدار البيضاء - المغرب: دار الكتاب. ص. 149. مؤرشف من الأصل في 17 ديسمبر 2022. اطلع عليه بتاريخ 17 كانون الأوَّل (ديسمبر) 2022م. {{استشهاد بكتاب}}: تحقق من التاريخ في: |تاريخ الوصول= (مساعدة)
187. 1 2 3  ابن عذاري المُرَّاكشي، أبو عبد الله مُحمَّد بن مُحمَّد؛ تحقيق ومُراجعة: ج. س. كولان، إِ. ليڤي بروفنسال (1983). البيانُ المُغْرِب في اختصار أخبار ملوك الأندلُس والمغرب، الجُزء الأوَّل (ط. الثالثة). بيروت - لُبنان: دار الثقافة. ص. 36 - 37. {{استشهاد بكتاب}}: تحقق من التاريخ في: |سنة= (مساعدة)
188. ↑  ابن الأثير الجزري، عزُّ الدين أبي الحسن عليّ بن أبي الكرم الشيباني؛ تحقيق: أبو الفداء عبدُ الله القاضي (1407هـ - 1987م). الكامل في التاريخ، الجُزء الرابع (ط. الأولى). بيروت - لُبنان: دار الكُتب العلميَّة. ص. 32. {{استشهاد بكتاب}}: تحقق من التاريخ في: |سنة= (مساعدة)
189. 1 2 3  ابن عذاري المُرَّاكشي، أبو عبد الله مُحمَّد بن مُحمَّد؛ تحقيق ومُراجعة: ج. س. كولان، إِ. ليڤي بروفنسال (1983). البيانُ المُغْرِب في اختصار أخبار ملوك الأندلُس والمغرب (ط. الثالثة). بيروت: دار الثقافة. ج. 1. ص. 38. مؤرشف من الأصل في 17 ديسمبر 2022. {{استشهاد بكتاب}}: تحقق من التاريخ في: |سنة= و|تاريخ أرشيف= (مساعدة)
190. ↑  الناصري، شهابُ الدين أبو العبَّاس أحمد بن خالد بن مُحمَّد الدرعي الجعفري السلَّاوي؛ تحقيق: جعفر الناصري ومُحمَّد الناصري. الاستقصا لِأخبار دول المغرب الأقصى، الجُزء الأوَّل. الدار البيضاء - المغرب: دار الكتاب. ص. 150. مؤرشف من الأصل في 17 ديسمبر 2022. اطلع عليه بتاريخ 24 كانون الأوَّل (ديسمبر) 2022م. {{استشهاد بكتاب}}: تحقق من التاريخ في: |تاريخ الوصول= (مساعدة)
191. ↑  ابن عبد الحكم، أبو القاسم عبدُ الرحمٰن بن عبد الله عبدُ الحكم بن أعيُن القُرشيّ المصريّ (1415هـ). فُتُوح مصر والمغرب. الجيزة: مكتبة الثقافة الدينية. ص. 229. مؤرشف من الأصل في 16 ديسمبر 2022. {{استشهاد بكتاب}}: تحقق من التاريخ في: |سنة= و|تاريخ أرشيف= (مساعدة)
192. ↑  نصر الله، سعدون (2003). تاريخ العرب السياسي في المغرب من الفتح العربي حتَّى سُقوط غرناطة (ط. الأولى). بيروت - لُبنان: دار النهضة العربيَّة. ص. 53. {{استشهاد بكتاب}}: تحقق من التاريخ في: |سنة= (مساعدة)
193. ↑  النُويري، شهابُ الدين أحمد بن عبد الوهَّاب بن مُحمَّد بن عبد الدائم القُرشي التيمي البكري (1423هـ). نهاية الأرب في فنون الأدب (PDF) (ط. الأولى). القاهرة - مصر: دار الكُتب والوثائق القوميَّة. ص. 37. اطلع عليه بتاريخ 2 كانون الثاني (يناير) 2016م. {{استشهاد بكتاب}}: تحقق من التاريخ في: |تاريخ الوصول= و|سنة= (مساعدة)
194. ↑  البكري الأندلُسي، أبو عُبيد عبدُ الله بن عبدُ العزيز بن مُحمَّد (1403هـ). مُعجم ما استعُجم من أسماء البلاد والمواضع، الجُزء الأوَّل (ط. الثالثة). بيروت - لُبنان: عالم الكُتب. ص. 37. {{استشهاد بكتاب}}: تحقق من التاريخ في: |سنة= (مساعدة)
195. ↑  عبدُ الحميد، سعد زغلول. تاريخ المغرب العربي: ليبيا وتُونُس والجزائر والمغرب من الفتح العربي حتَّى قيام دول الأغالبة والرُستميين والأدارسة. القاهرة - مصر: دار المعارف. ص. 200.
196. ↑  ابن عبد الحكم، أبو القاسم عبدُ الرحمٰن بن عبد الله عبدُ الحكم بن أعيُن القُرشيّ المصريّ (1415هـ). فُتُوح مصر والمغرب. الجيزة: مكتبة الثقافة الدينية. ص. 231. مؤرشف من الأصل في 16 ديسمبر 2022. {{استشهاد بكتاب}}: تحقق من التاريخ في: |سنة= و|تاريخ أرشيف= (مساعدة)
197. ↑  الناصري، شهابُ الدين أبو العبَّاس أحمد بن خالد بن مُحمَّد الدرعي الجعفري السلَّاوي؛ تحقيق: جعفر الناصري ومُحمَّد الناصري. الاستقصا لِأخبار دول المغرب الأقصى، الجُزء الأوَّل. الدار البيضاء - المغرب: دار الكتاب. ص. 151. مؤرشف من الأصل في 17 ديسمبر 2022. اطلع عليه بتاريخ 17 كانون الأوَّل (ديسمبر) 2022م. {{استشهاد بكتاب}}: تحقق من التاريخ في: |تاريخ الوصول= (مساعدة)
198. ↑  ابن عذاري المُرَّاكشي، أبو عبد الله مُحمَّد بن مُحمَّد؛ تحقيق ومُراجعة: ج. س. كولان، إِ. ليڤي بروفنسال (1983). البيانُ المُغْرِب في اختصار أخبار ملوك الأندلُس والمغرب، الجُزء الأوَّل (ط. الثالثة). بيروت - لُبنان: دار الثقافة. ص. 40. مؤرشف من الأصل في 17 ديسمبر 2022. {{استشهاد بكتاب}}: تحقق من التاريخ في: |سنة= و|تاريخ أرشيف= (مساعدة)
199. ↑  ابن عذاري المُرَّاكشي، أبو عبد الله مُحمَّد بن مُحمَّد؛ تحقيق ومُراجعة: ج. س. كولان، إِ. ليڤي بروفنسال (1983). البيانُ المُغْرِب في اختصار أخبار ملوك الأندلُس والمغرب، الجُزء الأوَّل (ط. الثالثة). بيروت - لُبنان: دار الثقافة. ص. 41. مؤرشف من الأصل في 17 ديسمبر 2022. {{استشهاد بكتاب}}: تحقق من التاريخ في: |سنة= و|تاريخ أرشيف= (مساعدة)
200. 1 2  ابن عذاري المُرَّاكشي، أبو عبد الله مُحمَّد بن مُحمَّد؛ تحقيق ومُراجعة: ج. س. كولان، إِ. ليڤي بروفنسال (1983). البيانُ المُغْرِب في اختصار أخبار ملوك الأندلُس والمغرب، الجُزء الأوَّل (ط. الثالثة). بيروت - لُبنان: دار الثقافة. ص. 42. مؤرشف من الأصل في 17 ديسمبر 2022. {{استشهاد بكتاب}}: تحقق من التاريخ في: |سنة= و|تاريخ أرشيف= (مساعدة)
201. 1 2  الناصري، شهابُ الدين أبو العبَّاس أحمد بن خالد بن مُحمَّد الدرعي الجعفري السلَّاوي؛ تحقيق: جعفر الناصري ومُحمَّد الناصري. الاستقصا لِأخبار دول المغرب الأقصى، الجُزء الأوَّل. الدار البيضاء - المغرب: دار الكتاب. ص. 152. مؤرشف من الأصل في 17 ديسمبر 2022. اطلع عليه بتاريخ 17 كانون الأوَّل (ديسمبر) 2022م. {{استشهاد بكتاب}}: تحقق من التاريخ في: |تاريخ الوصول= (مساعدة)
202. ↑  ابن خيَّاط، أبو عمرو خليفة بن خيَّاط بن خليفة الشيباني العُصفري البصري؛ تحقيق: د. أكرم ضياء العمري (1397هـ). تاريخ خليفة بن خيَّاط، الجُزء الأوَّل (ط. الثانية). بيروت - لُبنان: مُؤسسة الرسالة. ص. 293. {{استشهاد بكتاب}}: تحقق من التاريخ في: |سنة= (مساعدة)
203. 1 2  "آثار الفتح الإسلامي في المغرب". دعوة الحق. وزارة الأوقاف والشُؤون الإسلاميَّة بالمملكة المغربيَّة ع. 35. مؤرشف من الأصل في 21 يوليو 2017. {{استشهاد بدورية محكمة}}: تحقق من التاريخ في: |تاريخ أرشيف= (مساعدة)
204. ↑  طقُّوش، مُحمَّد سُهيل (1431هـ - 2010م). تاريخ الدولة الأُمويَّة (ط. السابعة). بيروت - لُبنان: دار النفائس. ص. 116. ISBN:9789953183978. {{استشهاد بكتاب}}: تحقق من التاريخ في: |سنة= (مساعدة)
205. ↑  نصر الله، سعدون (2003). تاريخ العرب السياسي في المغرب من الفتح العربي حتَّى سُقوط غرناطة (ط. الأولى). بيروت - لُبنان: دار النهضة العربيَّة. ص. 57. {{استشهاد بكتاب}}: تحقق من التاريخ في: |سنة= (مساعدة)
206. 1 2 3  عبدُ الحميد، سعد زغلول. تاريخ المغرب العربي: ليبيا وتُونُس والجزائر والمغرب من الفتح العربي حتَّى قيام دول الأغالبة والرُستميين والأدارسة. القاهرة - مصر: دار المعارف. ص. 21 - 56.
207. ↑  اليعقوبي، أبو العبَّاس أحمد بن إسحٰق بن جعفر بن وهب بن واضح؛ تحقيق: عبدُ الأمير مُهنَّا (1993م). تاريخ اليعقوبي، الجزء الأوَّل (ط. الأولى). بيروت - لُبنان: مؤسسة الأعلمي للمطبوعات. ص. 348. {{استشهاد بكتاب}}: تحقق من التاريخ في: |سنة= (مساعدة)
208. ↑  الشُمَّري، فوزية عبد العزيز عبد االله (1412هـ). النظام الإداري والمالي في المغرب خلال العصر الأُموي (132 - 41هـ) (PDF) (ماجستير thesis). جامعة الملك عبد العزيز. مؤرشف من الأصل (PDF) في 5 أكتوبر 2017. اطلع عليه بتاريخ 26 يناير 2016. {{استشهاد بأطروحة}}: تحقق من التاريخ في: |تاريخ= (مساعدة)
209. 1 2  مُؤنس، حُسين (1410هـ - 1990م). تاريخ المغرب وحضارته من قُبيل  الفتح العربي إلى بداية الاحتلال الفرنسي للجزائر (ط. الأولى). جدَّة - السُعوديَّة: الدَّار السُعوديَّة للنشر والتوزيع. ص. 66 -67. {{استشهاد بكتاب}}: تحقق من التاريخ في: |سنة= (مساعدة)
210. ↑  ابن عبد الحكم، أبو القاسم عبدُ الرحمٰن بن عبد الله عبدُ الحكم بن أعيُن القُرشيّ المصريّ؛ تحقيق: مُحمَّد الحُجيري (1416هـ - 1996م). فُتُوح مصر وأخبارها (ط. الأولى). بيروت - لُبنان: دار الفكر. ص. 184. {{استشهاد بكتاب}}: تحقق من التاريخ في: |سنة= (مساعدة)
211. ↑  عبدُ الحميد، سعد زغلول. تاريخ المغرب العربي: ليبيا وتُونُس والجزائر والمغرب من الفتح العربي حتَّى قيام دول الأغالبة والرُستميين والأدارسة. القاهرة - مصر: دار المعارف. ص. 115.
212. ↑  البلاذريّ، أحمد بن يحيى بن جابر بن داود (1988م). فُتوح البُلدان، الجزء الأوَّل. بيروت - لُبنان: دار ومكتبة الهلال. ص. 228. {{استشهاد بكتاب}}: تحقق من التاريخ في: |سنة= (مساعدة)
213. ↑  عبدُ الحميد، سعد زغلول. مجلَّة كُليَّة الآداب، جامعة الإسكندريَّة: فتح العرب للمغرب بين الحقيقة التاريخيَّة والأُسطورة الشعبيَّة (1963). ص 19.
214. ↑  المالكي، أبو بكر عبدُ الله بن مُحمَّد؛ تحقيق: بشير البكّوش - مُحمَّد العروسي المطوي (1414هـ - 1994م). كتاب رياض النُفوس في طبقات عُلماء القيروان وإفريقية (الجُزء الأوَّل) (PDF) (ط. الثانية). بيروت - لُبنان: دار الغرب الإسلامي. ص. 35. اطلع عليه بتاريخ 2 كانون الثاني (يناير) 2016م. {{استشهاد بكتاب}}: تحقق من التاريخ في: |تاريخ الوصول= و|سنة= (مساعدة)

### بِلُغاتٍ أجنبيَّة
1. ↑  Collins، Roger (2000)، "Vandal Africa, 429–533"، The Cambridge Ancient History. Late Antiquity: Empire and Successors, A.D. 425–600، Cambridge University Press، ج. XIV، ص. 124
2. ↑  Heather، Peter (2005)، The Fall of the Roman Empire: A New History، Macmillan، ص. 512، ISBN:0-333-98914-7
3. ↑  Heather، Peter (2005)، The Fall of the Roman Empire: A New History، Macmillan، ص. 197–198، ISBN:0-333-98914-7
4. ↑  J. F. Haldon, Byzantium in the seventh century (Cambridge, 2003), 17–19.
5. ↑  Olster, David Michael (1980). The politics of usurpation in the seventh century: rhetoric and revolution in Byzantium (ط. 1993). A.M. Hakkert. ص. 133.
6. ↑  Hrbek، Ivan (1992). Africa from the Seventh to the Eleventh Century. James Currey Publishers. ص. 120. مؤرشف من الأصل في 2020-06-07.
7. ↑  Julien, C.A. (1931) Histoire de l'Afrique du Nord, vol. 1 - Des origines a la conquête arabe, 1961 edition, Paris: Payot. p: 273
8. ↑  Diehl، Charles (1896). L'Afrique byzantine. Paris: E. Leroux. ص. 106. مؤرشف من الأصل في 2020-07-10.
9. ↑  Diehl، Charles (1896). L'Afrique byzantine. Paris: E. Leroux. ص. 23. مؤرشف من الأصل في 2020-07-10.
10. ↑  Caudel، Maurice (1900). Les premières invasions arabes dans l'Afrique du Nord; l'Afrique du Nord, les Byzantins, les Berbers, les Arabes avant les invasions. Paris: E. Leroux. ص. 24. مؤرشف من الأصل في 2020-04-12.
11. ↑  Julien, C.A. (1931) Histoire de l'Afrique du Nord, vol. 1 - Des origines a la conquête arabe, 1961 edition, Paris: Payot. p: 228
12. ↑  Chapman, John. "St. Cyprian of Carthage." The Catholic Encyclopedia. Vol. 4. New York: Robert Appleton Company, 1908. 15 Jan. 2013 نسخة محفوظة 28 ديسمبر 2017 على موقع واي باك مشين.
13. ↑  Julien, C.A. (1931) Histoire de l'Afrique du Nord, vol. 1 - Des origines a la conquête arabe, 1961 edition, Paris: Payot. p: 235
14. ↑  Julien, C.A. (1931) Histoire de l'Afrique du Nord, vol. 1 - Des origines a la conquête arabe, 1961 edition, Paris: Payot. p: 347 - 348
15. ↑  "Theodora – Byzantine Empress". أبوت.كوم. مؤرشف من الأصل في 2008-07-07. اطلع عليه بتاريخ 2008-04-11.
16. 1 2  Treadgold، Warren (1997). A History of the Byzantine State and Society. Stanford, California: Stanford University Press. ص. 312. ISBN:0-8047-2630-2. مؤرشف من الأصل في 2020-07-10.
17. ↑  Treadgold، Warren (1997). A History of the Byzantine State and Society. Stanford, California: Stanford University Press. ص. 935. ISBN:0-8047-2630-2. مؤرشف من الأصل في 2020-07-10.
18. ↑  Pringle، Denys (1981). The Defence of Byzantine Africa from Justinian to the Arab Conquest: An Account of the Military History and Archaeology of the African Provinces in the Sixth and Seventh Century. Oxford, United Kingdom: British Archaeological Reports. ص. 47. ISBN:0-86054-119-3. مؤرشف من الأصل في 2020-07-10.
19. ↑  Hans Kung, Tracing the Way : Spiritual Dimensions of the World Religions, Continuum International Publishing Group, 2006, page 248 نسخة محفوظة 7 يونيو 2020 على موقع واي باك مشين.
20. ↑  Talbi, Mohammed. (1971). Un nouveau fragment de l'histoire de l'Occident musulman (62-196/682-812) : l'épopée d'al Kahina. (Cahiers de Tunisie vol. 19 p. 19-52). An important historiographical study.
21. ↑  M. Th. Houtsma (1993). E. J. Brill's First Encyclopaedia of Islam, 1913-1936, Volume 4. BRILL. ص. 626. ISBN:9789004097902. مؤرشف من الأصل في 2020-07-10.
22. ↑  The Disappearance of Christianity from North Africa in the Wake of the Rise of Islam. C. J. Speel, II. Church History, Vol. 29, No. 4 (December , 1960), pp. 379-397
23. ↑  J. Desanges, "The proto-Berbers" 236-245, at 237, in General History of Africa, v.II Ancient Civilizations of Africa (UNESCO 1990).
24. ↑  Hsain Ilahiane, Historical Dictionary of the Berbers (Imazighen)(2006), p. 112,
25. ↑  Genetic structure of north-west Africa revealed by STR analysis بي دي إف  "نسخة مؤرشفة" (PDF). مؤرشف من الأصل في 2012-11-03. اطلع عليه بتاريخ 2016-01-26.{{استشهاد ويب}}:  صيانة الاستشهاد: BOT: original URL status unknown (link)

## وصلات خارجيَّة
- الفتح الإسلامي لِبلاد المغرب وأبعاده الحضاريَّة. بِقلم: د. نعيم الغالي.
- طريق الإسلام: الأمير المُجاهد عقبة بن نافع فاتح بلاد المغرب. بِقلم: شريف عبد العزيز.
- البيان: قصَّة تعريب بلاد المغرب. بِقلم: د. أحمد العُثماني.